# Ikarus 280
Az Ikarus 280 az Ikarus Karosszéria- és Járműgyár legsikeresebb, illetve világszerte használt városi-elővárosi csuklós busza. 1971 decemberétől próbafutásokat végzett Budapesten, hivatalosan pedig 1972-ben mutatták be és a sorozatgyártása már a következő évben, 1973-ban megkezdődött – az Ikarus 180-as felfüggesztésével egy időben –, és egészen 2002-ig tartott. Az 1970-es és 1980-as években a világ csuklósbusz-gyártásának a kétharmadát ez a típus tette ki. Összesen 60 993 darab 280-as busz gördült ki az Ikarus mátyásföldi és székesfehérvári gyárából. Sikerét jelzi, hogy a világ számos országa vásárolt belőle, többek között forgalomba állították a Szovjetunióban, Lengyelországban, Törökországban, Csehszlovákiában, de eljutott Kínába, Venezuelába, Tunéziába, Iránba és Tanzániába, az Egyesült Államokba is.
A buszok mintegy felét a Szovjetunióba értékesítették, Magyarországon minden Volán-társaság rendelkezett kisebb-nagyobb darabszámmal belőle, a legnagyobb felvásárló pedig a BKV volt, amely 1680 darab új buszt vásárolt 1973 és 1992 között, illetve Miskolcról használtan további 17 darabot 2002-ben.
Az addigi szokásoktól eltérő formatervezés, a tetőhajlat elhagyása, vagy az akkor hatalmasnak számító nyitható ablakok jelentősen hozzájárultak sikeréhez, illetve hogy a busz a megrendelő igénye szerint számos műszaki elvárásnak meg tudott felelni. A járművezetők munkáját megkönnyítette a hidraulikus szervokormány és az automata sebességváltó, de készültek manuális váltóval is (főleg távolsági kivitelben), míg az üzemeltetők szempontjából az olcsóbb szervizelés jelentett előnyt. Önbeállós, azaz kényszerkormányzott „C” tengelyének köszönhetően ugyanazon az íven képes fordulni, mint a szintén nagy számban gyártott szóló változata, az Ikarus 260-as.
Troliváltozata a 280T, amely szintén több sorozatot is megért, a legyártott példányok többnyire Budapesten, Debrecenben, Szegeden, Bulgáriában és az NDK-ban jártak, de prototípus járművek Nyugat-Európában és Amerikában is megfordultak próbafutásokon.
1986-tól vegyes üzemű buszokkal, 1996-tól tisztán sűrített földgázzal (CNG) üzemelő buszokkal rendelkezett a Hajdú és a Tisza Volán.
1999-ben az Ikarus a 200-as sorozat felújított változatával is megpróbálkozott, a Classic család keretein belül készült el a 280-as utódja, az Ikarus C80 típusú busz, amelyből 72 darabot gyártottak, és főleg hazai Volán-vállalatok vásárolták meg.
A típust ugyan használják még az országban menetrendszerinti forgalomban is (a nosztalgiajáratok mellett), azonban számuk egyre alacsonyabb. Budapestről 2017-re tervezték kivonni a típust. Ez akkor nem valósult meg, számuk a fővárosban 2022 elejére 43 darabra csökkent. 2022. november 20-án vonták ki az utolsó Ikarus 280-ast a menetrend szerinti forgalomból, az utolsó időszakban már csak Dél-Pest felé, illetve Újpest felé közlekedtek. Átlagos futásteljesítményük 1,4 millió kilométer volt.

## Története

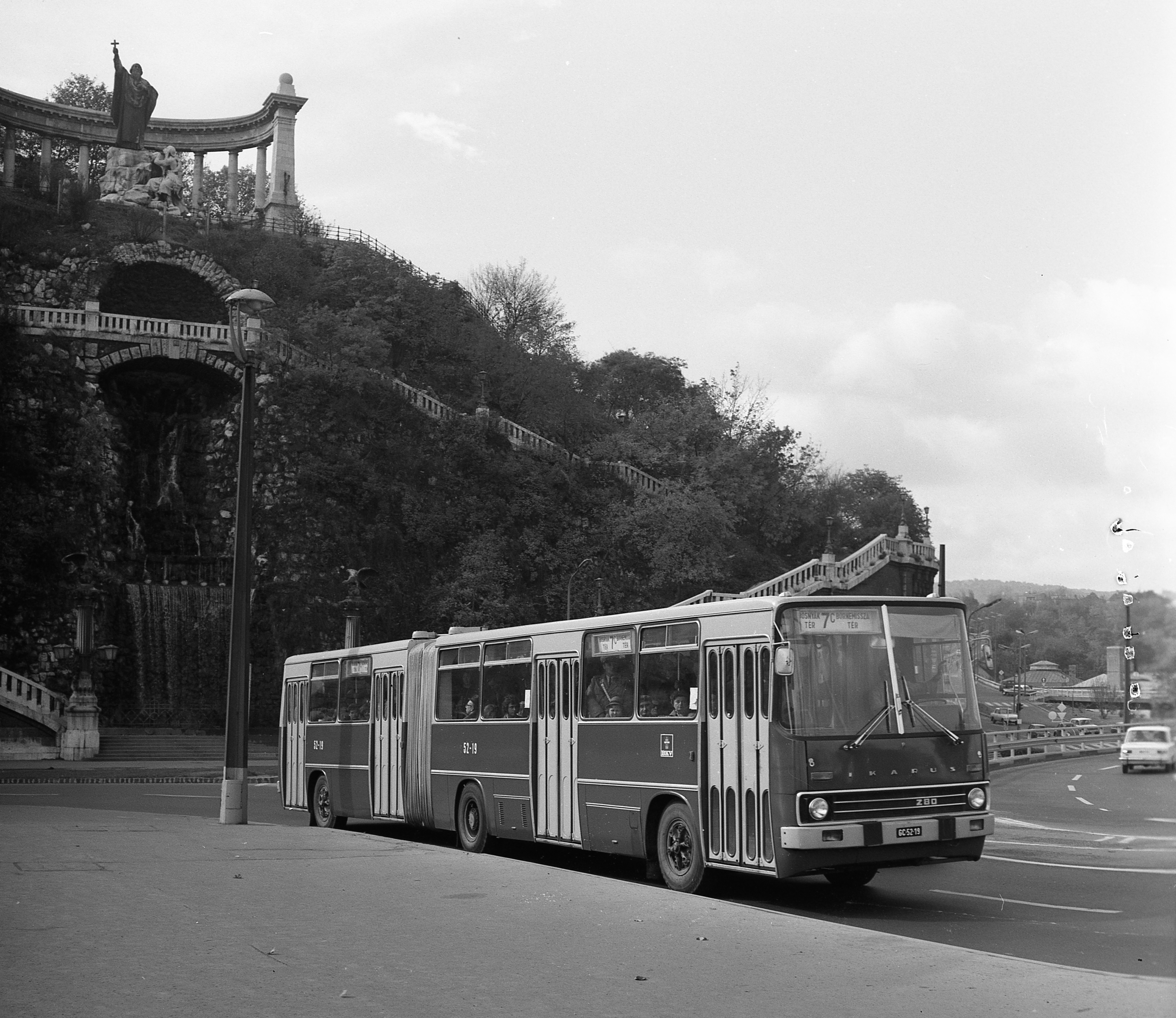
Első szériás 280-as a budapesti 7C vonalon az Erzsébet híd budai hídfőjénél 1975-ben, jól megfigyelhetőek a Trilex keréktárcsák és az ¼ részben eltolható ablakok

A 200-as családot Bálint György főkonstruktőr, Oszetzky Károly, Mádi Jenő és Varga Papp József vezető tervezők és Finta László, az Ikarus 180-as, 556-os és 557-es formatervezője álmodta meg 1966-ban.
A széria jellegzetességei közé tartozik az önhordó karosszéria és az egyedi formatervezés. A kor autóbuszaihoz képest újdonságot jelentett a tetőhajlat elhagyása és a négyszög-keresztmetszetű kocsiszekrény, így az ablakok felső éle magasra került, ami az álló utasoknak kedvezett: a köznyelv gyakran „panorámabusz”-nak nevezte a 200-as széria járműveit. A gyors utascserét az 1300 mm-es nyílásszélességű ikerajtók biztosították, a vezető munkáját pedig Praga típusú hidromechanikus automata sebességváltó és hidraulikus szervokormány segítette. Később a gyár Csepel, ZF Ecomat és Voith típusú sebességváltókat is alkalmazott, és megrendeléstől függően manuális váltóval is szállított le buszokat. A buszt kezdetben Rába-MAN D2156, majd Rába D10 hathengeres szívó- és turbódízelmotorral építették, de az önhordó karosszéria miatt szinte bármilyen különleges kérésnek meg tudtak felelni, így épültek buszok MAN, Daimler, Cummins, Renault és DAF motorral is, függően a vásárló ország kérésétől. Mivel az évek során számtalan modellváltozatot építettek, így a motoron kívül más műszaki eltérések is előfordultak.

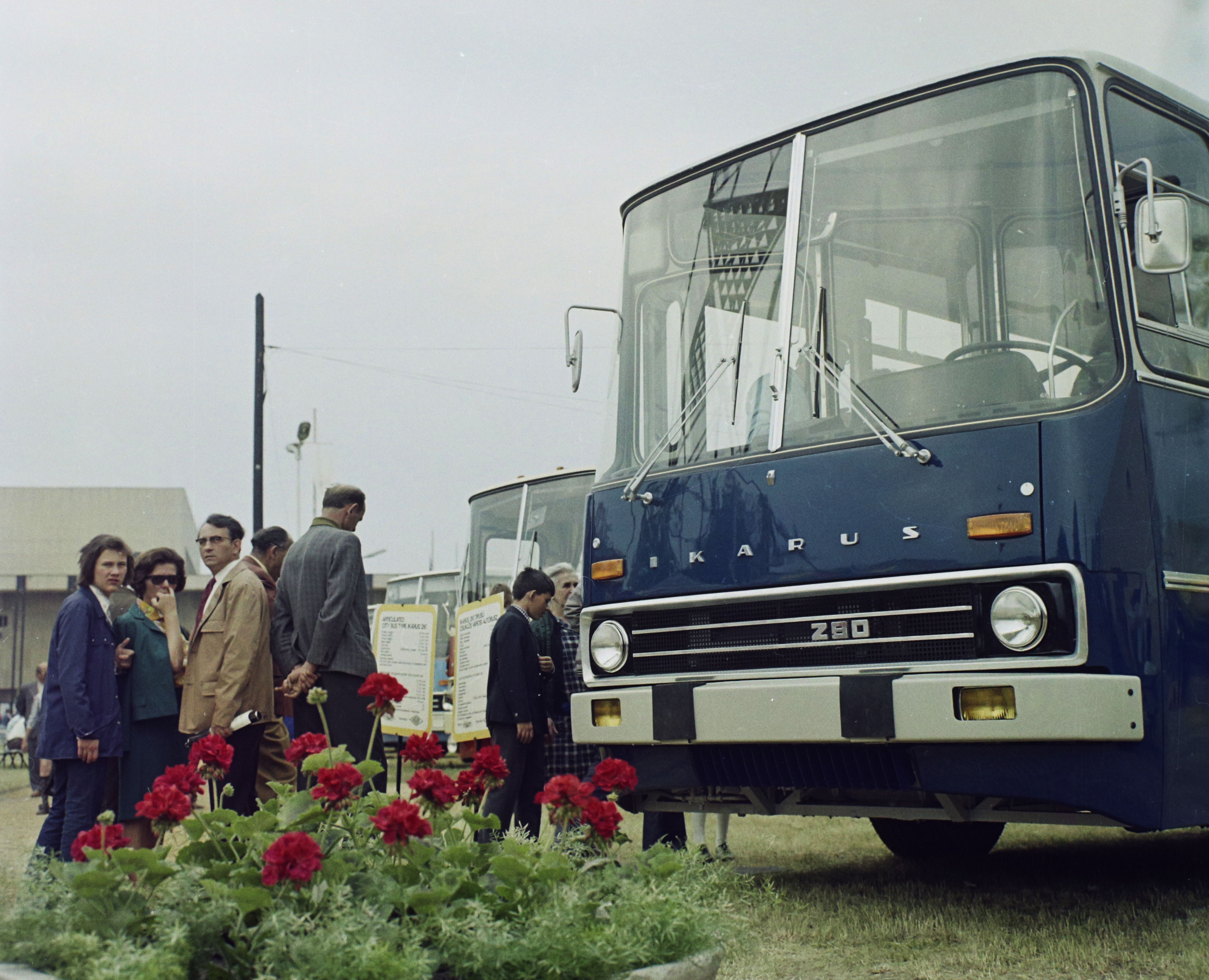
Egy bemutató darab 1973-ban a BNV-n

Az Ikarus 260-as busz csuklós változata, a 16,5 méter hosszú Ikarus 280-as legfőbb előnye, hogy fordulókör átmérője azonos a szóló változatéval, mivel a járművet úgy tervezték, hogy a „B”-tengelye a hajtott (húzócsuklós konstrukció), míg a „C” tengely kerekei kényszerkormányzottak. Így olyan helyeken is elfér, ahol más csuklós járművek már nem tudnak befordulni.
Sorozatgyártása 1973-ban kezdődött el és 2003-ig tartott. A Magyarországra szánt altípusok a szóló változathoz hasonlóan 1976-ig egyrészes, magasabb műszerfallal rendelkeztek, homlokfalukon pedig nyújtott I K A R U S feliratot helyeztek el, utóbbit később lecserélték a „zsinórírásos” Ikarus feliratra, amely a szerb Ikarus (Икарус) gyárral (mai Ikarbus) történő megállapodásra vezethető vissza. A buszok további ismertetőjegye volt a hűtőrácson elhelyezett 280-as típusjelző szám, melyet sokszor Z80-nak láttak az utasok, de az üzemeltetők is néha így tüntették fel autóbuszaikat. A járműveket 1975-től ½ részben eltolható ablakokkal gyártották a korábbi ¼ részben eltolhatóakkal szemben. További jellegzetességként megemlíthető az ajtó nélküli oldalon az utolsó osztatlan ablak, melyet 1980-tól már a többi ablakhoz hasonlóan nyithatóként gyártottak. 1984-ig jellemző volt a Trilex keréktárcsa és a harmonikaajtó is (a köznyelvben gyakran ráncajtó). Egyes külföldi megrendelők (NDK kb. 1990-ig, Oroszország kb. 2000-ig) később is rendeltek ilyen típusokat.
Az 1990-es évek elején, részben a legnagyobb megrendelőnek számító Szovjetunió és NDK megszűnésének köszönhetően, csökkentek az Ikarus megrendelései, ugyanakkor a költségek növekedtek. Az orosz rubel inflációja miatt a magyar kormány kész buszokat sem engedett ki a Szovjetunió utódállamaiba, melynek eredményeképpen százával sorakoztak a gyárudvaron az elkészült járművek. A bevételek elmaradása, illetve jelentős késése miatt az Ikarust 1990-ben fizetésképtelennek nyilvánították. A hanyatláshoz az is hozzájárult, hogy az Ikarus későn kezdte el kifejleszteni a 200-as széria utódjának szánt 400-as szériát, így a legtöbb megrendelő más buszgyáraktól kezdett el vásárolni, a megmaradt megrendelők pedig (köztük a BKV is) inkább a megbízhatóbb 200-as szériát részesítették előnyben. 1998-ban még megpróbálkozott a gyár az Ikarus Classic buszcsaláddal is, de a 280-as felújított változatából végül csak 72 darab készült el (Ikarus C80 névvel), melyeket többnyire csak néhány hazai Volán-vállalat vásárolt meg.

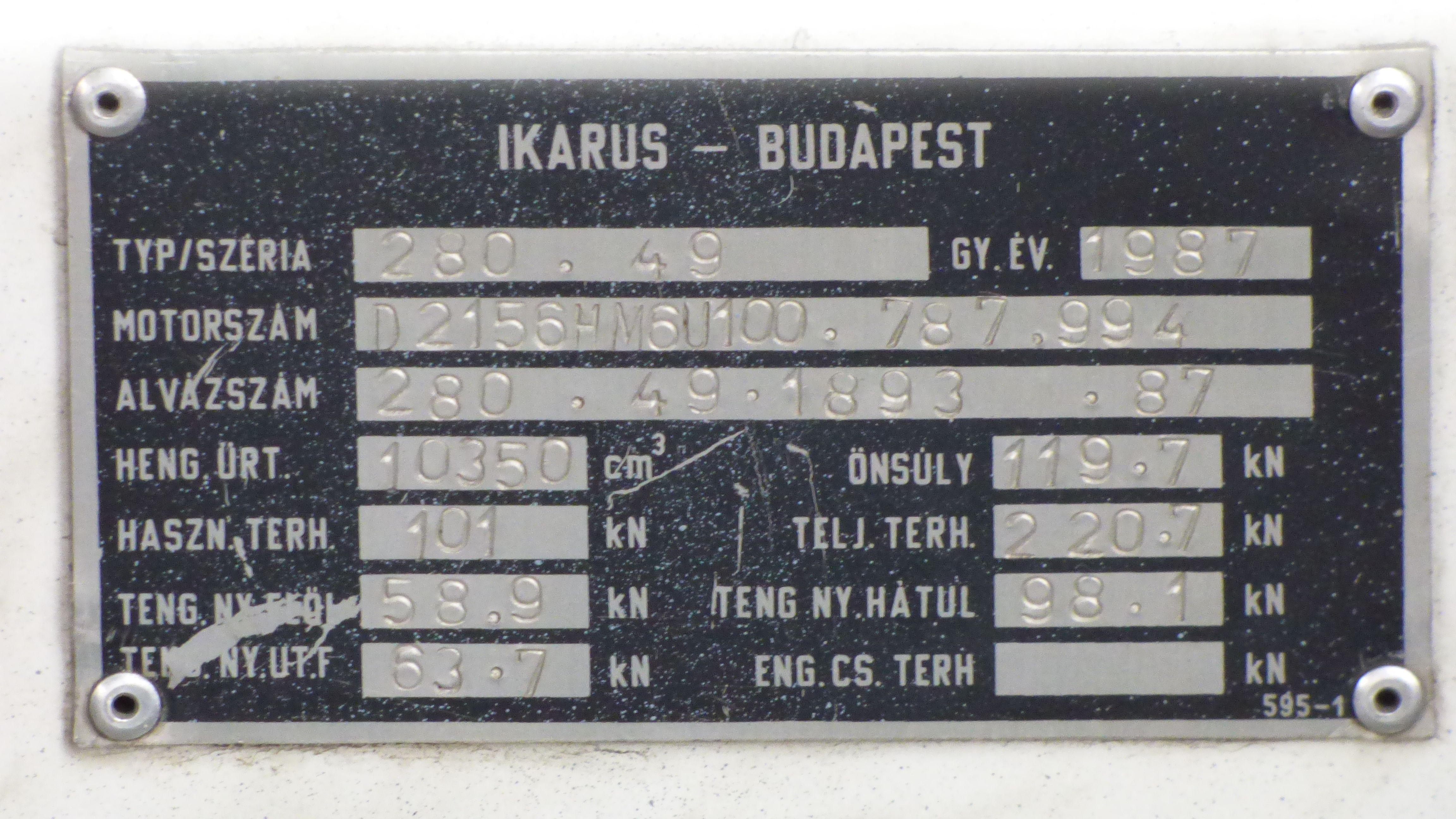
Ikarus 280.49-es gyári táblája

1986-ban Debrecenben a Hajdú Volán vegyes üzemű buszokat kezdett el tesztelni, majd 1996-tól tisztán gázüzemű buszokat vásároltak, amelyek zöld festéssel és „metánbusz” felirattal közlekedtek. A járműveket 2009 körül selejtezték.
1996-ban két darab gázüzemű változat a Tisza Volán részére is készült (Ikarus 280.52 CNG), melyeket 1999-ig további példányok követtek, és kettő kivételével azóta is Szeged helyi járatain közlekednek.
Az Ikarus 280-as típust még 2002-ben is gyártották, ekkor hét darab dízel érkezett a Kisalföld Volánhoz (280.30M) és négy darab gázüzemű a Tisza Volánhoz (280.52). Az utolsó legyártott példány Tádzsikisztánba került, a magyarországi példányok közül az IAA-833 rendszámú volt az utolsó, amely a Kisalföld Volán állományához tartozik.

## Magyarországon

### Budapest

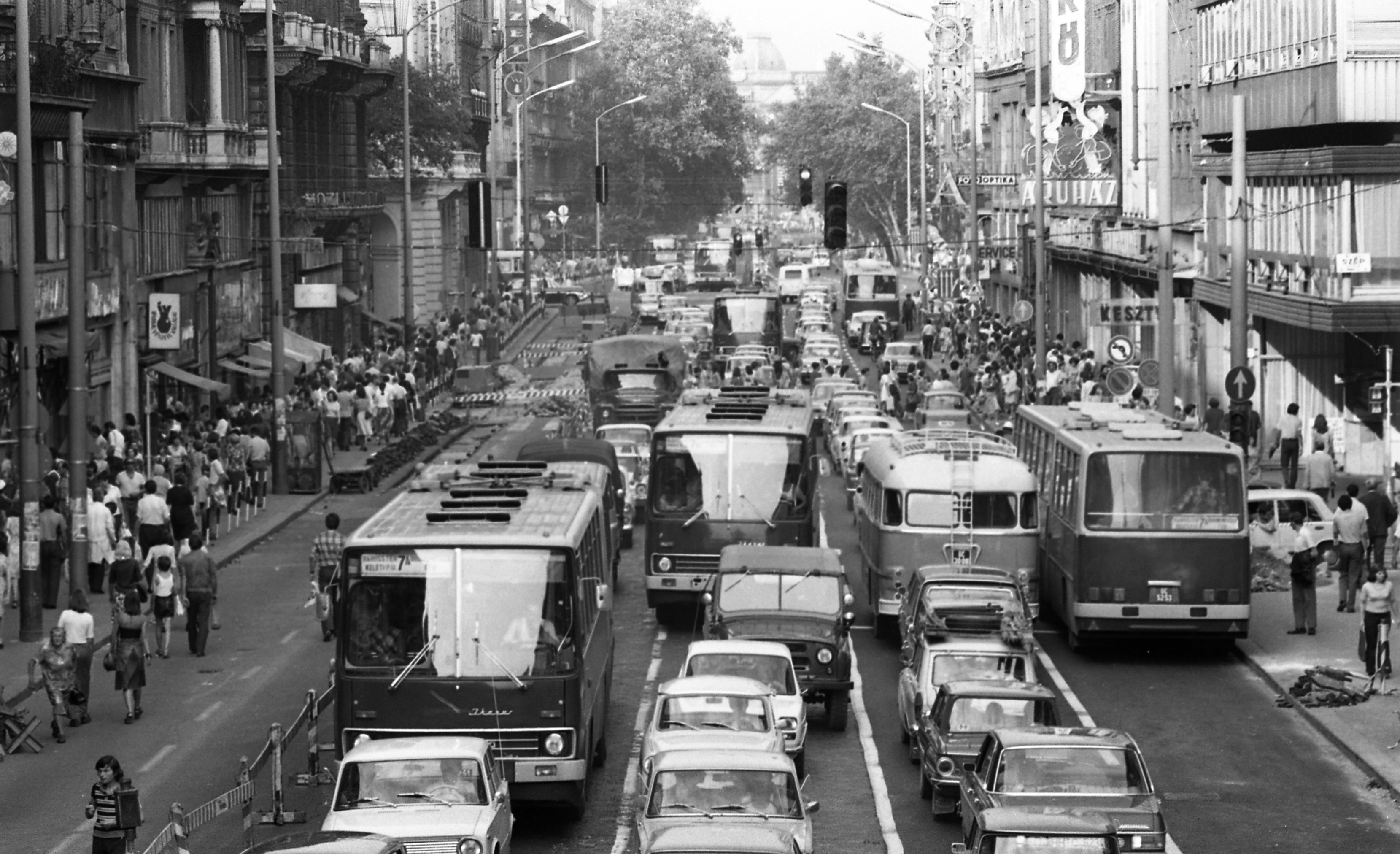
A Kossuth Lajos utca az 1970-es évek közepén

A BKV egyéves próbaüzemre 1971. december 20-án állományba vette az Ikarus GA-95–87 rendszámmal ellátott K1-es kísérleti autóbuszát. A járművet a 107-es viszonylaton tesztelték, ami sikeresnek bizonyult, ezért 1973. augusztus 16-án 38 darab új, Ikarus 280.00 típusú buszt vásároltak, illetve szeptemberben megvették a kísérleti autóbuszt is. A GC-52-01 – GC-52-19 tartományba eső buszokat a Fürst, míg GC-52-20 és a GC-52-38 közöttieket a Récsei garázs vette állományba. A megvásárolt első széria között szerepelt az 1974-ben „B.K.V. Étkeztetőbusszá” átalakított (akkor GC-52-29, később CLK-621 rsz.) autóbusz is.

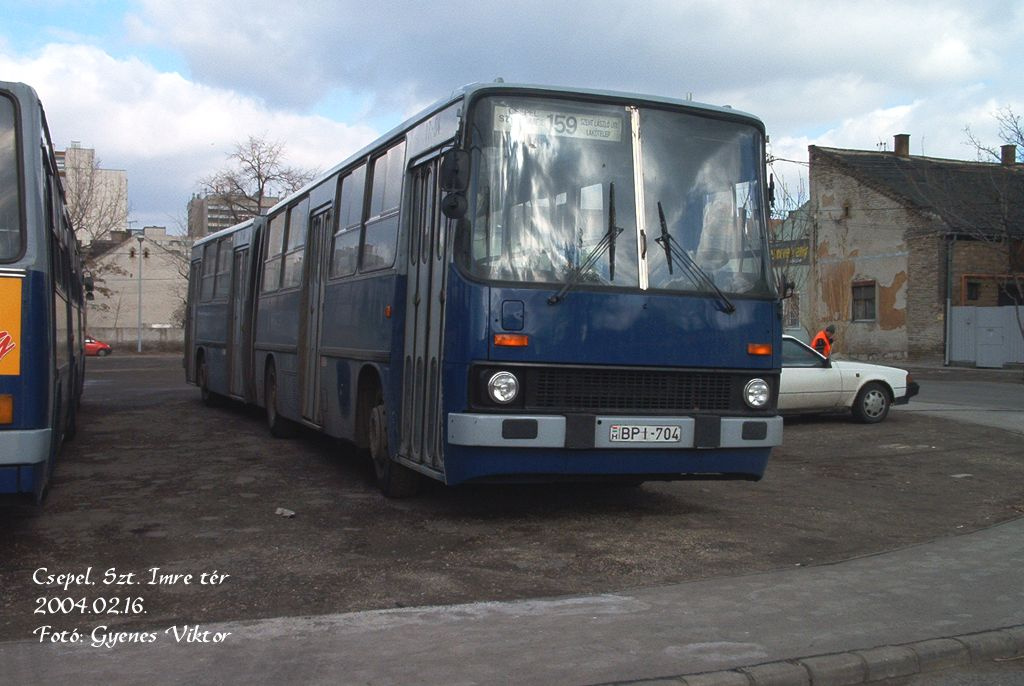
A BKV egyik első 280.49-ese Csepelen

1974-ben érkezett a második széria, amelyből a Fürst és Récsei garázsokon kívül már a Kilián is kapott buszokat, az állomány így 139 darabra nőtt. Minden évben új buszok álltak forgalomba, az 1980. évi első selejtezési hullámig már 737 darab 280-assal rendelkezett a cég. Mindezt az tette lehetővé, hogy a BKV-hoz minden évben újabb széria új busz érkezett. A járművek 400–450 ezer km teljesítményre voltak tervezve, ezt pedig vonaltól függően 5–10 év alatt teljesítették, 10–12 évesnél öregebb buszok nemigen fordultak elő ebben az időszakban.
1982-ben rendszámtáblaváltás történt a buszokon, a GA, GC, GE betűjelzés helyett megkapták a BU, BX, BY kezdetű rendszámokat.
1985 júliusában beszerezte a cég az első 280.49-eseit, amelyek a korábbi Praga váltó helyett már ZF4 HP 500 váltóval érkeztek, eleinte harmonikaajtós és bolygóajtós kivitelben is. 1986. év végéig még a korábbi 280.00-s modellváltozat is érkezett, de 1987-től már csak 280.49-eseket vásároltak, amelyek ekkor már mind bolygóajtóval rendelkeztek. Ebből a változatból is évente jöttek új buszok, egészen 1992-ig.

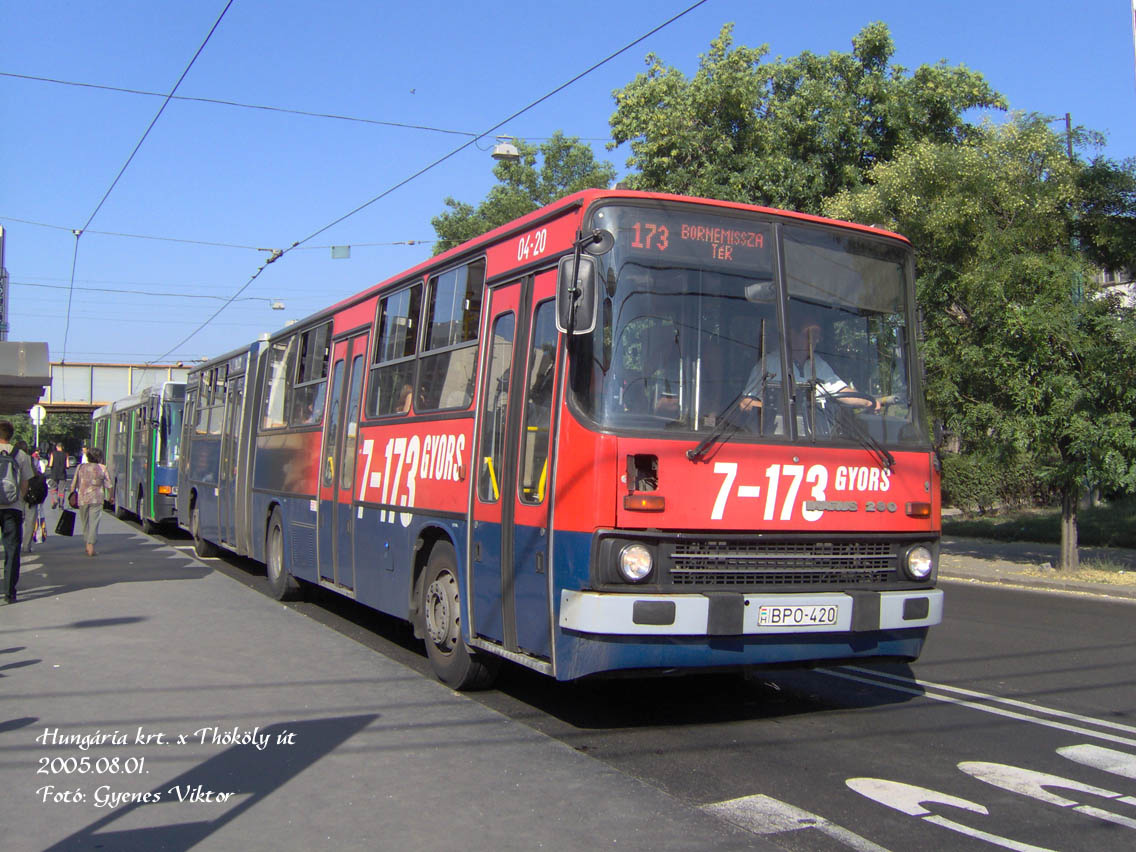
7-173 festésű busz a Thököly úton

1998-ban a BKV (a 7-es és 173-as vonalra) 50 buszt felújításra küldött az Ikarus székesfehérvári gyárába. Az 50 autóbuszból 29 nagyjavításon, a maradék 21 pedig karosszériacserén esett át. A buszokat egyéni arculattal látták el: „7-173 Gyors” feliratot és piros-sötétkék fényezést kaptak; vörös színű FOK-Gyem kijelzőkkel, sárga kapaszkodókkal, babakocsi-tárolóval, elektronikus jegykezelővel, vezérelt bemondással és kapaszkodóra szerelt leszállásjelzővel szerelték fel őket, illetve egy részük Euro 2-es motort és automata ZF váltót kapott.
Sajtótájékoztatót tartottak augusztus 31-én délelőtt 11.00 órakor a Belvárosi Autóbusz Üzemigazgatóság tanácstermében. Az apropó a 7–173-as nyerő páros üzembe állítása volt. (…) A holnap reggel üzembe álló 7–173 viszonylat illeszkedik a főváros tömegközlekedéssel kapcsolatos koncepcióba. Most ugyan a zöld pirosba váltott, de ezek a felújított, 200-as családba tartozó járművek Euró-II környezetkímélő motort kaptak. Így tehát korszerű tömegközlekedési járművekként közlekedhetnek Budapest utcáin.
2002-ben a BKV Miskolcról vásárolt 17 darab Ikarus 280.15-ös típusú autóbuszt, mert az M2-es metró felújítása miatt a szokásosnál jóval több csuklós buszra volt szüksége. Az autóbuszok kisebb javításokon estek át, valamint kommunikációs rendszerrel szerelték fel őket, és az eredeti AKD rendszámukkal a Cinkotai és a Dél-pesti üzemegységhez kerültek. Az utolsó darabot 2004 októberében törölték az állományból.
2003-ban a BKV 24 darab 280-asát felújításra küldte Mezőtúrra. Az ott járt buszok különleges ismertető jele a rájuk festett „ezüstnyíl”, továbbá a szövetülés, az elektronikus jegykezelő, illetve a legtöbbnél a piros keretes FOK-Gyem volt. Forgalomba állásukkor „BKV-Plusz” megjelölést kaptak. Az autóbuszok „ezüstnyilukat” 2008 és 2012 között vesztették el.
2006 októberétől a BKV Zrt. alvállalkozásában, a VT-Transman hét darab Pécsről beszerzett Ikarus 280-ast és egy darab Ikarus 284-est üzemeltetett. A járművek a Szabadság híd felújítása alatt a 47-es és a 49-es villamos pótlásában segítettek. 2010-es selejtezésükig további vonalakon is közlekedtek.

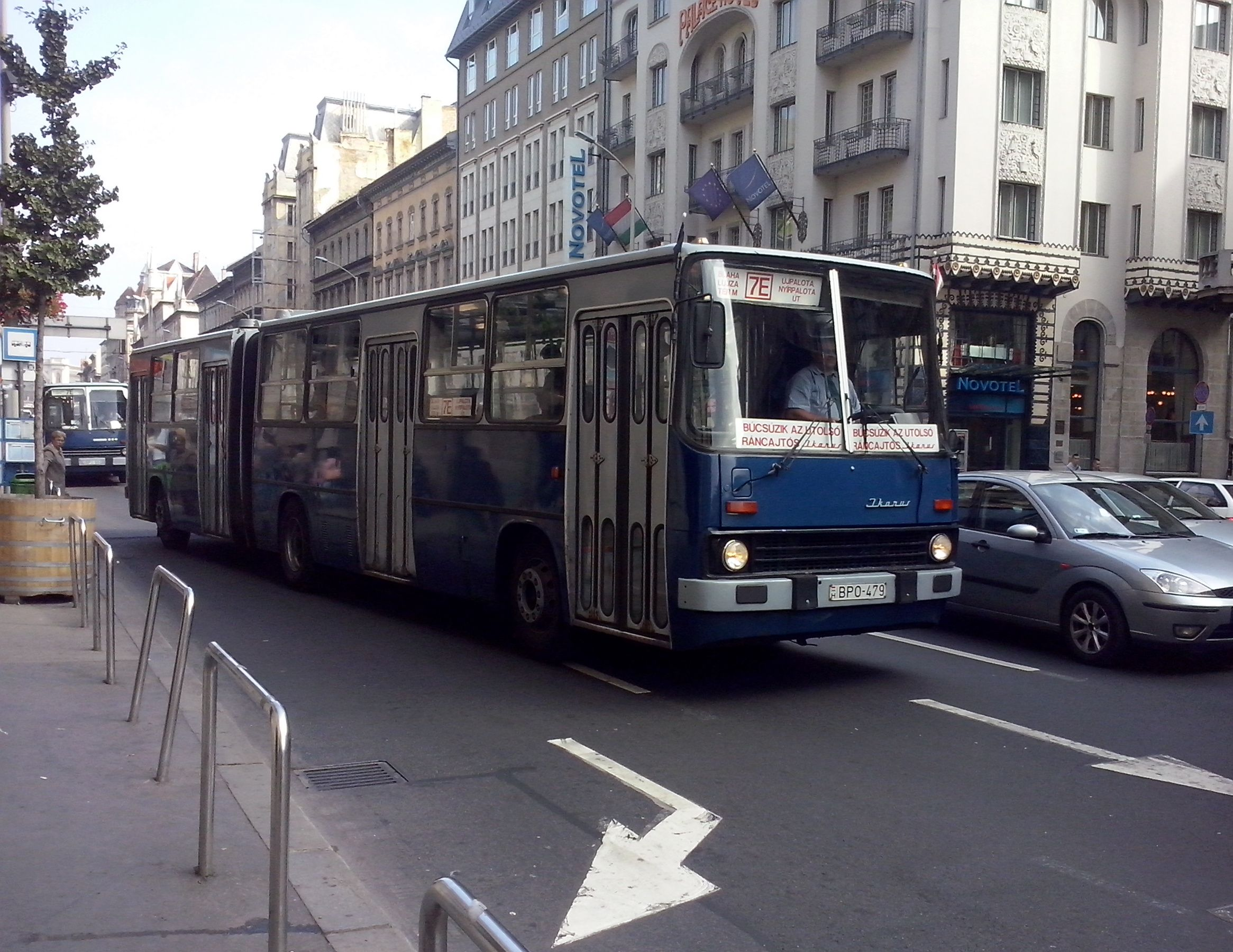
A BKV utolsó ráncajtós Ikarusa az utolsó munkanapján

2013. december 29-én a BKV törölte állományából az utolsó szívómotoros 280-asát, a BPI-701 rendszámú autóbuszt, amely ezen a napon a 244-es és 276E buszvonalon közlekedett utoljára.
2014 októberében a BKV leselejtezte az utolsó ráncajtós, BPO-479 rendszámú Ikarusát. Az autóbusz utoljára 7E-re kitáblázva, a 7E busz vonalán közlekedett, majd később magánkézbe került, ahol felújításon esett át.
A BKV ezredik 280-asát 1983-ban gyártották, amely 1995-ös selejtezése után sokáig elhanyagolva állt a BKV-nál, majd magánkézbe került. A korábban BU-86-67 rendszámmal közlekedő járművet 2016 augusztusában a BKV visszavásárolta, felújítása és nosztalgiajárművé alakítása folyamatban van.
A BKV 2020. február 28-án, 34 év szolgálat után kivonta a legidősebb autóbuszát a forgalomból, ami a BPO-475 forgalmi rendszámot viselte.
A típusból a BKV 1680 darabot vett újonnan (majd később használtan 17-et), illetve a VT-Transman használt 7 darabot. Utolsó évükben a BKV állományában még 43 jármű szolgált, fokozatos selejtezésükkel november 20-án végleg elbúcsúztak a fővárostól. Az autóbuszokat a BKV Cinkota, Dél-pesti, Kelenföldi, Óbuda és Trolibusz (ismertebb nevén kőbányai) Diviziója garázsa üzemeltette, de az egykori Récsei garázsban is megfordultak. Menetrend szerinti forgalomban 2022. november 20-án közlekednek utoljára, kivonásukkal a BKV buszállománya teljesen alacsonypadlóssá vált.
A leselejtezett autóbuszokból többet Ukrajnába szállítottak mintegy segélyként a háborús helyzetben. A buszokból egyébként többet a BKK − más autóbusztársaságok által követett, de régebben a BKV-nál is előforduló, ócskavasként való értékesítési gyakorlattal ellentétben – árverésen kínált fel megvételre.
| Budapesti összefoglaló táblázat | Budapesti összefoglaló táblázat           | Budapesti összefoglaló táblázat | Budapesti összefoglaló táblázat                                                                                              | Budapesti összefoglaló táblázat | Budapesti összefoglaló táblázat |
| Típus                           | Állományba véve                           | Eredeti forgalmi rsz. | Új forgalmi rsz. | Üzemegység                      | Megjegyzés |
| Kísérleti                       | Kísérleti                                 | Kísérleti | Kísérleti | Kísérleti                       | Kísérleti |
| ------------------------------- | ----------------------------------------- | --- | --- | ------------------------------- | --- |
| 280.00                          | 1971. december                            | GA-95-87 | BU-13-07 | Récsei                          | 1973-ban megvette a BKV, 1982 októberében selejtezték. |
| Első széria                     |                                           | | |                                 | |
| 280.00                          | 1973. augusztus                           | GC-52-01 – GC-52-19 | BU-13-09 – BU-13-21 | Fürst                           | Az utolsó darabot 1983-ban selejtezték, a buszok többsége Debrecenbe, Pécsre, Békéscsabára és Veszprémbe került. |
| 280.00                          | 1973. augusztus                           | GC-52-20 – GC-52-38 | BU-13-22 – BU-13-31 | Récsei                          | GC-52-05: Négy hónappal később (decemberben) érkezett. GC-52-29: 1980-tól BKV Étkeztetőbusz FS-75-57 rendszámmal. 1982-ig mindet selejtezték, néhány darab ez után Szolnokon, Tatabányán, Nyíregyházán és a Volánbusznál szolgált. |
| Második széria                  |                                           | | |                                 | |
| 280.00                          | 1974. december– 1975. február             | GC-52-39 – GC-52-55 | BU-13-32 – BU-13-44 | Récsei                          | 1983-ig mindet selejtezték, kettő darab Debrecenbe és egy darab Tatabányára került. |
| 280.00                          | 1974. december– 1975. február             | GC-52-56 – GC-52-75 | BU-13-46 – BU-13-64 | Fürst                           | 1985-ben történt az utolsó selejtezése, 1983-ban egy darab Békéscsabára került. |
| 280.00                          | 1974. december– 1975. február             | GC-52-76 – GC-53-00 GC-54-01 – GC-54-38                                                                                               | BU-13-65 – BU-13-68 | Kilián                          | A többségük selejtezés után Volán-járatokhoz került. GC-54-30: 1980-tól BKV Étkeztetőbusz FS-75-17 rendszámmal. GC-54-32: 1980-tól BKV Étkeztetőbusz FS-74-49 rendszámmal. |
| Harmadik széria                 |                                           | | |                                 | |
| 280.00                          | 1975. november 1975. december             | GC-54-39 – GC-54-60 | BU-13-69 – BU-13-90 | Óbuda                           | 1986-ig mindet selejtezték. |
| 280.00                          | 1975. november 1975. december             | GC-54-61 – GC-55-00 GC-99-01 – GC-99-09                                                                                               | BU-13-91 – BU-14-12 BU-16-96 – BU-16-97                                                                                      | Kilián                          | 1982-ig selejtezték őket, többségüket Volán-társaságok vették meg. |
| 280.00                          | 1975. november 1975. december             | GC-99-10 – GC-99-12 | BU-16-98 – BU-17-00 | Fürst                           | 1985-ben selejtezték az utolsót. |
| 280.00                          | 1975. november 1975. december             | GC-99-13 – GC-99-16 | BU-17-01 – BU-17-04 | Récsei                          | 1983 végééig jártak. |
| 280.00                          | 1975. november 1975. december             | GC-99-17 – GC-99-53 | BU-17-05 – BU-17-38 | Cinkota                         | Mindet 1981 és 1983 között selejtezték, 1981-ben három darab a Volánbuszhoz került. |
| Negyedik széria                 |                                           | | |                                 | |
| 280.00                          | 1976. november 1976. december             | GC-99-54 – GC-99-99 GE-02-61 – GE-02-68                                                                                               | BU-17-39 – BU-17-72 BU-02-61 – BU-02-68                                                                                      | Cinkota                         | 1986-ig volt forgalomban az utolsó darab, többségük Volán-társaságokhoz került. |
| 280.00                          | 1976. november 1976. december             | GC-85-86 – GC-86-00 GE-02-01 – GE-02-15                                                                                               | BU-15-13 – BU-15-27 BU-02-01 – BU-02-15                                                                                      | Récsei                          | 1986-ig mindet selejtezték. BU-02-04: 1984-től raktárbusz FX-75-83 rendszámmal. BU-02-06: 1984-től utastájékoztató busz BU-90-42 rendszámmal, majd a tűzoltósághoz került BSR-346 rendszámmal. |
| 280.00                          | 1976. november 1976. december             | GE-02-16 – GE-02-60 | BU-02-16 – BU-02-60 | Fürst                           | Az utolsó darab 1987-ig bírta, egy darab Szekszárdra, egy pedig Békéscsabára került. |
| 280.00                          | 1976. november 1976. december             | GE-02-69 – GE-02-71 | BU-02-69 – BU-02-71 | Kilián                          | 1982-ben selejtezték őket, egyik ekkor Szolnokra került. |
| Ötödik széria                   | 1976. november 1976. december             | | |                                 | |
| 280.00                          | 1977. április 1977. május                 | GE-02-72 – GE-02-93 | BU-02-72 – BU-02-87 | Cinkota                         | Az utolsó darabot 1986-ban selejtezték, többségük Nyíregyházára került. GE-02-79: 1982-től lőpavilon FX-04-18 rendszámmal. |
| 280.00                          | 1977. október 1977. november              | GE-02-94 – GE-03-40 | BU-02-95 – BU-03-40 | Fürst                           | 1983 és 1987 között selejtezték őket, többségük Zalaegerszegre került. |
| 280.00                          | 1977. október 1977. november              | GE-03-42 – GE-03-49 | BU-03-42 – BU-03-49 | Óbuda                           | 1985-ben és 1986-ban selejtezték mindet. |
| 280.00                          | 1977. október 1977. november              | GE-03-55 – GE-03-58 | BU-03-57 | Kilián                          | 1983-ban és 1985-ben selejtezték. |
| 280.00                          | 1977. október 1977. november              | GE-03-69 – GE-03-71 | BU-03-69 – BU-03-71 | Récsei                          | 1986-ig közlekedtek. |
| Hatodik széria                  | 1977. október 1977. november              | | |                                 | |
| 280.00                          | 1978. március                             | GE-03-41 GE-03-50 – GE-03-54 GE-03-59 – GE-03-68 GE-03-72 – GE-03-75                                                                  | BU-03-41 BU-03-50 – BU-03-54 BU-03-59 – BU-03-63 BU-90-39 BU-03-65 – BU-03-68 BU-03-72 – BU-03-75                            | Récsei                          | 1987 után már egy sem volt forgalomban, néhány darab Volán-járatokra került. |
| 280.00                          | 1978. szeptember                          | GE-03-76 – GE-03-85 GE-04-30 – GE-04-34                                                                                               | BU-03-76 – BU-03-85 BU-04-30 – BU-04-34                                                                                      | Kilián                          | 1986-ig selejtezték őket, egy darab Szekszárdra került. |
| 280.00                          | 1978. szeptember                          | GE-03-86 – GE-04-15 | BU-03-86 – BU-04-15 | Óbuda                           | Öt darab 1989-ben még forgalomban volt, Szekszárdra, Zalaegerszegre és a Körös Volánhoz is került néhány darab. |
| 280.00                          | 1978. szeptember                          | GE-04-16 – GE-04-29 | BU-04-16 – BU-04-29 | Fürst                           | 1987-ig mindet selejtezték. Egy darab Szekszárdra került. |
| 280.00                          | 1978. december 1979. január               | GE-04-35 – GE-04-39 | BU-04-35 – BU-04-39 | Óbuda                           | 1987-ben és 1989-ben selejtezték őket, egy darab Szekszárdra került. |
| 280.00                          | 1978. december 1979. január               | GE-04-40 – GE-04-49 | BU-04-40 – BU-04-49 | Cinkota                         | 1985-ben és 1986-ban mindet selejtezték. |
| Hetedik széria                  |                                           | | |                                 | |
| 280.00                          | 1979. december 1980. január 1980. február | GE-04-55 – GE-05-00 GE-07-01 – GE-07-42 GE-08-20                                                                                      | BU-04-55 – BU-05-00 BU-07-01 – BU-07-07 BU-81-85 BU-07-09 – BU-07-42 BU-08-20                                                | Óbuda                           | 1991-ben már egyik sem volt forgalomban, többségüket Volán-társaságok vették meg, illetve 15 darab Csehországba került. |
| 280.00                          | 1979. december 1980. január 1980. február | GE-07-43 – GE-08-15 | BU-07-43 – BU-07-56 BU-90-37 BU-07-57 – BU-08-15                                                                             | Kilián                          | 1991-ben selejtezték az utolsót. Volánokhoz és Csehországba is került néhány darab. |
| 280.00                          | 1979. december 1980. január 1980. február | GE-08-16 – GE-08-18 | BU-08-16 – BU-08-18 | Récsei                          | Kettő Csehországba került 1989-ben, a harmadikat 1987-ben selejtezték. |
| 280.00                          | 1979. december 1980. január 1980. február | GE-08-19 GE-08-21 – GE-08-27 | BU-08-19 BU-08-21 – BU-08-27                                                                                                 | Cinkota                         | 1988-ig mindet selejtezték. |
| Nyolcadik széria                |                                           | | |                                 | |
| 280.00                          | 1981. május                               | GE-08-28 – GE-08-55 | BU-08-28 – BU-08-43 BU-23-85 BU-08-44 – BU-08-55                                                                             | Cinkota                         | Kettő darab még 1993-ban is forgalomban volt. Egy darab Nagyváradon, egy a Körös Volánnál, egy pedig a Jászkun Volánnál járt utána. |
| 280.00                          | 1981. május                               | GE-08-56 – GE-08-64 | BU-08-56 – BU-08-64 | Óbuda                           | 1991-ig selejtezték őket, kettő darab került Nagyváradra, egy pedig a Vértes Volánhoz. |
| 280.00                          | 1981. július                              | GE-08-65 – GE-08-75 | BU-08-82 – BU-08-75 | Óbuda                           | 1994-ig selejtezték mindet, egy került Nagyváradra. |
| 280.00                          | 1981. december                            | GE-08-76 – GE-09-00 GE-11-01 – GE-11-05                                                                                               | BU-08-76 – BU-09-00 BU-10-36 – BU-10-40                                                                                      | Kilián                          | 1987-től 1991-ig selejtezték mindet, Csehországba és Volánokhoz adták el a többségét. |
| 280.00                          | 1981. december                            | GE-11-06 – GE-11-25 | BU-10-41 – BU-10-60 | Cinkota                         | 1992-ig mindet selejtezték, a Körös és Jászkun Volánhoz került pár darab. |
| 280.00                          | 1981. december                            | GE-11-26 – GE-11-30 | BU-10-61 – BU-10-65 | Fürst                           | 1989-ben és 1991-ben selejtezték őket, egy a Körös Volánhoz került. |
| 280.00                          | 1981. december                            | GE-11-31 – GE-11-37 | BU-10-66 – BU-10-72 | Récsei                          | 1994-ig voltak forgalomban. |
| Kilencedik széria               |                                           | | |                                 | |
| 280.00                          | 1982. szeptember 1982. október            | BU-20-01 – BU-20-15 BU-20-45 – BU-20-59 BU-20-96 – BU-21-09                                                                           | – | Cinkota                         | 1994-ig mindet selejtezték. Négy darab Nagyváradra, egy a Kapos Volánhoz, egy a Kunság Volánhoz, egy a Szabolcs Volánhoz, kettő pedig a Jászkun Volánhoz került. Egy darabot Moszkva is vásárolt. |
| 280.00                          | 1982. szeptember 1982. október            | BU-20-16 – BU-20-17 BU-20-62 – BU-20-72                                                                                               | – | Récsei                          | 1990-től 1994-ig selejtezték őket. Egy darab Tyumenybe került. |
| 280.00                          | 1982. szeptember 1982. október            | BU-20-18 – BU-20-25 BU-20-33 – BU-20-44 BU-20-83 – BU-20-95                                                                           | – | Kilián                          | 1993-ig mindet selejtezték, kettő darab Tverbe, egy Csehországba, három a Vértes Volánhoz került. A Kunság Volán, az Alba Volán is vásárolt néhányat. |
| 280.00                          | 1982. szeptember 1982. október            | BU-20-26 – BU-20-32 BU-20-73 – BU-20-82                                                                                               | – | Fürst                           | 1993-ig selejtezték őket. Három darabot Tver vett meg, egy Tyumenybe, kettő a Zala Volánhoz, egy pedig a Körös Volánhoz került. |
| 280.00                          | 1982. szeptember 1982. október            | BU-20-60 – BU-20-61 | – | Óbuda                           | 1991-ben selejtezték mind kettőt, egyik Nagyváradra került. |
| Tizedik széria                  |                                           | | |                                 | |
| 280.00                          | 1983. június 1983. augusztus              | BU-86-51 – BU-86-54 BU-87-03 | – | Óbuda                           | 1994-es selejtezésük után kettő Tyumenybe került. |
| 280.00                          | 1983. június 1983. augusztus              | BU-86-55 – BU-86-57 | – | Kilián                          | 1994-ig selejtezték őket. |
| 280.00                          | 1983. június 1983. augusztus              | BU-86-58 – BU-86-82 | – | Fürst                           | 1996-ban már egyik sem volt forgalomban. Tyumenybe, Tverbe és Moszkvába került hét darab. |
| 280.00                          | 1983. június 1983. augusztus              | BU-86-83 – BU-87-02 BU-87-04 – BU-87-13                                                                                               | – | Cinkota                         | 1995-ig selejtezték őket, néhány Tyumenybe és Moszkvába került, egyet pedig a Szabolcs Volán vett meg. |
| 280.00                          | 1983. december 1984. január               | BU-87-14 – BU-87-24 | – | Récsei                          | 1995-ig mindet selejtezték, egy darabot Tyumeny vett meg. |
| 280.00                          | 1983. december 1984. január               | BU-87-25 – BU-87-32 | – | Fürst                           | 1995-ig selejtezték őket, egyet Tyumeny vett meg. |
| 280.00                          | 1983. december 1984. január               | BU-87-23 – BU-87-40 BU-87-70 | – | Óbuda                           | 1995-ben már nem jártak Budapesten, egyet Tyumeny, kettőt Tver vett meg. BU-87-70: 1984. májusban érkezett. |
| 280.00                          | 1983. december 1984. január               | BU-87-41 – BU-87-53 | – | Kilián                          | 1995-ig selejtezték őket, kettő került Tyumenybe. |
| 280.00                          | 1983. december 1984. január               | BU-87-54 – BU-87-69 | – | Cinkota                         | 1995-ben már csak egy közlekedett. Ez után Moszkvába, Voronyezsbe és Tyumenybe is került néhány. BU-87-69: 1984. májusban érkezett. |
| Tizenegyedik széria             |                                           | | |                                 | |
| 280.00                          | 1985. február– 1985. augusztus            | BX-51-01 – BX-51-41 | – | Fürst                           | 1995-ig mindet selejtezték, kilenc darab Oroszországba került. |
| 280.00                          | 1985. február– 1985. augusztus            | BX-51-43 – BX-51-68 | – | Kilián                          | 1995-ig mindet selejtezték, hat darab Oroszországba, kettő a Kisalföld Volánhoz került. |
| 280.00                          | 1985. február– 1985. augusztus            | BX-51-71 – BX-52-06 | – | Cinkota                         | 1995-ig mindet selejtezték, többségüket az oroszok vették meg. BX-51-92: 1994-től lőpavilon DZD-345 rendszámmal. |
| 280.00                          | 1985. február– 1985. augusztus            | BX-52-10 – BX-52-38 BX-52-41 | – | Récsei                          | 1995-ig selejtezték őket, néhány darab az oroszokhoz, kettő pedig a Kisalföld Volánhoz került. A BX-52-31-et már 1986-ban selejtezték, mert totálkáros lett. |
| 280.00                          | 1985. február– 1985. augusztus            | BX-52-43 – BX-52-58 | – | Óbuda                           | 1994-ben és 1995-ben selejtezték őket, négy darab került Oroszországba. |
| Tizenkettedik széria            |                                           | | |                                 | |
| 280.00                          | 1986. május– 1986. november               | BX-52-70 | – | Cinkota                         | Még harmonikaajtós, 1995-ben selejtezték. |
| 280.00                          | 1986. december                            | BX-58-80 – BX-58-84 BX-58-86 – BX-58-92                                                                                               | – | Fürst                           | 1995-ben selejtezték mindet, a Kisalföld és Tisza Volánhoz került hat darab, egyet pedig Voronyezs vásárolt meg. |
| 280.00                          | 1986. december                            | BX-58-44 – BX-58-51 BX-58-53 – BX-58-58                                                                                               | BX-58-47 → BPI-738 BX-58-56 → BPI-740 BX-58-58 → BPI-741                                                                     | Kilián                          | 1995-ben selejtezték mindet, három kivétellel: ezek 2004-ig közlekedtek. A Kisalföld Volán, a Tisza Volán és Tomszk városa is vásárolt pár darabot. |
| Tizenharmadik széria            |                                           | | |                                 | |
| 280.49                          | 1985. július                              | BX-52-39 – BX-52-40 | BPI-703 – BPI-704 | Récsei                          | Az egyik 2000-ig, a másik 2004-ig volt forgalomban. |
| 280.49                          | 1986. április                             | BX-51-42, 51-69, 51-70 BX-52-07 – BX-52-09 BX-52-59, 52-60 BX-52-68, 52-69                                                            | BPI-700 – BPI-702 BPI-705, 981                                                                                               | Cinkota                         | Az első bolygóajtós példányok, az utolsót 2015-ben selejtezték. |
| 280.49                          | 1986. április                             | BX-52-42 BX-52-61 – BX-52-67 | BPI-706 – 710 BPO-487 | Récsei                          | Szintén bolygóajtós változatok, 2009-ben selejtezték az utolsót. |
| 280.49                          | 1986. május– 1986. november               | BX-59-62 – BX-59-64 | BPI-984 BPO-013 – BPO-014 | Cinkota                         | Harmonikaajtós változatok, később bolygóajtót kaptak, az utolsó 2009-ig járt. |
| 280.49                          | 1986. május– 1986. november               | BX-58-01 – BX-85-32 | BPI-711 – BPI-728 | Kilián                          | Harmonikaajtós kivitel, az utolsó példány (BPI-723) 2019-ben selejtezve. |
| 280.49                          | 1986. május– 1986. november               | BX-58-60 – BX-85-73 | BPI-743 – BPI-755 | Fürst                           | Harmonikaajtós kivitel, az utolsót 2013-ban selejtezték (BPI-747). |
| 280.49                          | 1986. május– 1986. november               | BX-58-93 – BX-59-00 BX-59-26 – BX-59-39                                                                                               | BPI-759 – BPI-761 BPO-471 – BPO-486                                                                                          | Récsei                          | Harmonikaajtós kivitel. 1998-ban a 2000-től BPO-472, 476, 481, 482, 483, 485 rendszámú buszok bolygóajtókat, 7-173 Gyors arculati elemet, és 280.40A típusjelzést kaptak. A BPO-479 volt az utolsó közforgalomban közlekedő harmonika-ajtós példány, 2014. október 3-án, a 7E járaton közlekedett utoljára. BPO-477 nosztalgiaállományban. |
| 280.49                          | 1986. május– 1986. november               | BX-59-47 – BX-59-57 | BPI-762 BPO-463 BPO-814 – BPO-818                                                                                            | Óbuda                           | Eredetileg harmonikaajtós változat, később bolygóajtóssá alakítva. 1998-ban a 2000-től BPO-463 rendszámú busz 7-173 Gyors arculatot és 280.40A típusjelzést kapott, 2020. január 31-én lett selejtezve. |
| 280.49                          | 1986. december                            | BX-58-33 – BX-58-43 BX-58-74 – BX-58-79 BX-58-85                                                                                      | BX-58-34 → BY-61-03 → BPI-768 BPI-729 – BPI-737 BPI-756 – BPI-758 BPI-982 – BPI-983 BPO-011 – BPO-012                        | Fürst                           | Bolygóajtós széria, az utolsó 2014-ben selejtezve. |
| 280.49                          | 1986. december                            | BX-58-52 BX-58-59 | BPI-739 BPI-742 | Kilián                          | Egyik 2009-ben, másik 2015-ben selejtezve. |
| 280.49                          | 1986. december                            | BX-59-40 – BX-59-46 | BPO-464 – BPO-470 | Récsei                          | 1998-ban a 2000-től BPO-465, 466, 469 rendszámú buszok 7-173 Gyors festést és 280.40A típusjelzést kaptak. BPO-466 és BPO-469 az időszak végéig állományban volt |
| 280.49                          | 1986. december                            | BX-59-58 – BX-59-61 | BPI-763 – BPI-764 BPO-819 | Óbuda                           | Az utolsó 2015-ben selejtezve. |
| 280.49                          | 1986. december                            | BX-59-65 – BX-59-67 | BPI-765 BPO-015 – BPO-016 | Cinkota                         | Az utolsót 2015-ben selejtezték. |
| 280.49                          | 1987. április                             | BX-59-68 | BPO-462 | Récsei                          | Utólag érkezett kocsi, 2014-ig szolgált. |
| Tizennegyedik széria            |                                           | | |                                 | |
| 280.49                          | 1987. június 1987. július                 | BX-60-99 – BX-61-00 BX-64-55 – BX-64-61                                                                                               | BPI-766 – BPI-767 BPI-794 – BPI-799 BPO-459                                                                                  | Fürst                           | 1998-ban a 2000-től BPO-459 rendszámú busz 7-173 Gyors festést és 280.40A típusjelzést kapott. 2015-ig mindet selejtezték, a BPO-459 még forgalomban van. |
| 280.49                          | 1987. június 1987. július                 | BX-62-01 – BX-62-10 BX-64-51 – BX-64-54 BX-64-91 – BX-64-95                                                                           | BPI-182, 191, 303 BPI-769 – BPI-770 BPI-816, 985, 988, 989 BPO-447, 452, 457, 458, 460 BPO-820 – BPO-824                     | Óbuda                           | 1998-ban a 2000-től BPO-457, 458 és BPI-182 rendszámú buszok 7-173 Gyors festést és 280.40A típusjelzést kaptak. Az utolsó két járművet (BPI-182, BPO-458) 2022-ben selejtezték. |
| 280.49                          | 1987. június 1987. július                 | BX-64-62 – BX-64-81 | BPI-800 – BPI-815 | Kilián                          | Az utolsó példányt (BPI-810) 2020-ban selejtezték. |
| 280.49                          | 1987. június 1987. július                 | BX-64-82 – BX-64-90 | BPI-183 BPO-448 – BPO-451 BPO-453 – BPO-456                                                                                  | Récsei                          | 1998-ban a 2000-től BPO-448–451, 454 és BPI-183 rendszámú buszok 7-173 Gyors festést és 280.40A típusjelzést kaptak. BPO-449 egyéb állományba sorolva, a többi 2022-ig selejtezve. |
| 280.49                          | 1987. június 1987. július                 | BX-64-96 – BX-64-98 | BPI-817 → LZZ-321 BPO-021 – BPO-022                                                                                          | Cinkota                         | 2015-ig mindet selejtezték. |
| Tizenötödik széria              |                                           | | |                                 | |
| 280.49                          | 1987. december 1988. január               | BX-64-99 – BX-65-00 BX-71-01 – BX-71-07 BX-71-33 – BX-71-35 BX-71-51 – BX-71-53                                                       | BPI-818 – BPI-826 BPI-832, 833, 836, 838, 839, 840                                                                           | Kilián                          | Az utolsó példányt (BPI-833) 2021-ben selejtezték. |
| 280.49                          | 1987. december 1988. január               | BX-71-08 – BX-71-10 BX-71-22 – BX-71-32 BX-71-36 BX-71-43 – BX-71-50                                                                  | BPI-193 – BPI-196 BPI-827 – BPI-831, 834, 835, 837 BPO-825 BPO-827 – BPO-836                                                 | Óbuda                           | BPI-829 egyéb állományban van. |
| 280.49                          | 1987. december 1988. január               | BX-71-11 – BX-71-19 | BPI-967 BPO-003 – BPO-005, 023, 024 BPO-444 – BPO-446                                                                        | Récsei                          | 1998-ban a 2000-től BPO-445 rendszámú busz 7-173 Gyors festést és 280.40A típusjelzést kapott. Az utolsó példányt (BPO-003) 2022 szeptemberében selejtezték. |
| 280.49                          | 1987. december 1988. január               | BX-71-20 – BX-71-21 | BPI-192 BPO-826 | Fürst                           | 2004-ben és 2010-ben selejtezték őket. |
| 280.49                          | 1987. december 1988. január               | BX-71-37 – BX-71-42 | BPI-968, 969, 990 BPO-025 – BPO-027                                                                                          | Cinkota                         | Az utolsó példány (BPI-990) 2021 decemberében selejtezve. |
| Tizenhatodik széria             |                                           | | |                                 | |
| 280.49                          | 1989. február– 1989. április              | BY-62-17 – BY-62-39 | BPI-771 – BPI-793 | Kilián                          | Az utolsó járművet (BPI-779) 2022 októberében selejtezték. |
| 280.49                          | 1989. február– 1989. április              | BY-62-40 – BY-62-74 | BPO-837 – BPO-871 | Kilián                          | A BPO-841 rendszámú autóbuszt 2022 októberében selejtezték. BPO-850 és BPO-851 egyéb állományba sorolva. |
| 280.49                          | 1989. február– 1989. április              | BY-62-75 – BY-62-76 | BPO-442 – BPO-443 | Récsei                          | 2006-ban és 2015-ben selejtezték őket. |
| 280.49                          | 1989. február– 1989. április              | BY-63-01 – BY-63-16 | BPI-197 BPI-963 – BPI-965 BPI-986, 987 BPI-996 – BPI-999 BPO-001, 002 BPO-017 – BPO-020                                      | Cinkota                         | Az utolsó példányt (BPO-001) 2022 augusztusában selejtezték, de a jövőben a Közlekedési Múzeumba kerül. |
| Tizenhetedik széria             |                                           | | |                                 | |
| 280.49                          | 1989. december– 1990. január              | BY-76-24 – BY-76-43 | BY-76-43 → BX-66-07 → BPI-966 BPI-970 – BPI-976 BPI-991 – BPI-994 BPI-995 → LZZ-325 BPO-006 – BPO-008 BPO-028 – BPO-031      | Cinkota                         | Az utolsó példányokat (BPO-008, BPI-975) 2022 novemberében selejtezték. BPI-995: 2014-ben a 211-es pályaszámú Ikarus-GVM 280.94T vázelemeivel lett felújítva, új rendszáma LZZ-325, selejtezve 2018 áprilisában. |
| 280.49                          | 1989. december– 1990. január              | BY-76-44 – BY-76-53 | BPO-872 – BPO-881 | Óbuda                           | Az utolsó járművet (BPO-881) 2022 novemberében selejtezték. |
| 280.49                          | 1989. december– 1990. január              | BY-76-54 – BY-76-64 | BPI-841 – BPI-851 | Kilián                          | Az utolsó példányt 2017-ben selejtezték. BPI-845: 2016-tól MTZ-970 rendszámmal MALÉV-emlékbusz |
| Tizennyolcadik széria           |                                           | | |                                 | |
| 280.49                          | 1991. július                              | BU-08-00 BU-20-61 | BPI-852, 853 | Kilián                          | 2014-ben és 2015-ben selejtezték őket. |
| 280.49                          | 1991. július                              | BU-20-09 | BPO-010 | Cinkota                         | 2015-ben selejtezték. |
| 280.49                          | 1991. október                             | BU-20-08 | BPI-962 | Cinkota                         | 2016-ban selejtezték. |
| Tizenkilencedik széria          |                                           | | |                                 | |
| 280.49                          | 1992. július                              | BU-08-28 – BU-08-30 BU-08-32 – BU-08-34 BU-08-68 BU-10-67, 10-68, 10-71 BU-20-10, 20-20, 20-23 BU-20-24, 20-62, 20-63 BU-20-66, 20-70 | BPO-424 – BPO-441 | Récsei                          | 1998-ban 7-173 Gyors arculatot, ezzel együtt 280.40A típusjelzést kaptak. Az utolsó példányokat (BPO-428, BPO-429, BPO-439) 2022-ben selejtezték. |
| 280.49                          | 1992. július                              | BU-08-31 BU-08-48 BU-10-48 BU-20-56, 20-97, 21-08                                                                                     | BPI-961 BPO-009 BPI-977 – BPI-980                                                                                            | Cinkota                         | BPI-979 egyéb állományban van. |
| 280.49                          | 1992. július                              | BU-08-58 – BU-08-62, 08-65 | BPO-801 – BPO-806 | Óbuda                           | BPO-801 egyéb állományban van. |
| Huszadik széria                 |                                           | | |                                 | |
| 280.49                          | 1992. november                            | BU-20-14, 20-18, 20-19 BU-20-26, 20-27, 20-32 BU-20-69, 20-74, 20-78 BU-20-81                                                         | BPI-179 – BPI-181 BPI-184 – BPI-190                                                                                          | Fürst                           | 1998-ban a 2000-től BPI-179, 180 és 181 rendszámú buszok 7-173 Gyors arculatot és 280.40A típusjelzést kaptak. Az utolsó járműveket (BPI-185 és BPI-190) 2022 novemberében selejtezték. |
| 280.49                          | 1992. november                            | BU-20-51, 23-23, 86-80 BU-87-01, 87-06, 87-35 BU-87-37                                                                                | BPO-807 – BPO-812 | Cinkota                         | Az utolsó példányt (BPO-808) 2022 novemberében selejtezték. |
| 280.49                          | 1992. november                            | BU-21-50, 22-03, 22-67 BU-22-71, 87-39, 89-86 BU-90-10, 90-14                                                                         | BPO-416 – 423 | Récsei                          | 1998-ban a 2000-től BPO-416–423 rendszámú buszok 7-173 Gyors arculatot és 280.40A típusjelzést kaptak. Az utolsó példányokat (BPO-422, BPO-423) 2022 novemberében selejtezték. |
| Használtan beszerzett járművek  |                                           | | |                                 | |
| 280.15                          | 2002. (1986–1987)                         | BY-09-63 BY-09-70 – BY-09-72 BX-73-78, 73-86, 73-90 BY-74-01, 74-05 BX-74-07 – BX-74-10 BX-74-33, 74-35, 74-37 BX-74-38               | AKD-657, AKD-664 – AKD-666 AKD-693, AKD-699 AKD-703 – AKD-704, AKD-708 AKD-710 – AKD-713, AKD-716 AKD-718, AKD-720 – AKD-721 | Cinkota, Dél-Pest               | 17 darab korábbi miskolci jármű 2002 és 2004 között Budapesten közlekedett. |
| 280.47                          | 2006. (1985.)                             | BX-54-73 | BPV-127 | Andor utca                      | VT-Transman alvállalkozásban, a korábban Pécsett szolgált buszokat 2010-ben törölték az állományból. |
| 280.06                          | 2006. (1987.)                             | BX-68-27, BX-68-24 | BPV-111 → JOY-216 BPV-148 → JOY-219                                                                                          | Andor utca                      | VT-Transman alvállalkozásban, a korábban Pécsett szolgált buszokat 2010-ben törölték az állományból. |
| 280.52                          | 2006. (1987.)                             | BX-63-00, 63-01, 63-04 BX-63-08 | BPV-073 → JOY-217 BPV-083 → JOY-220 BPV-141 → JOY-221 BPV-087 → JOY-223                                                      | Andor utca                      | VT-Transman alvállalkozásban, a korábban Pécsett szolgált buszokat 2010-ben törölték az állományból. |

#### Malév

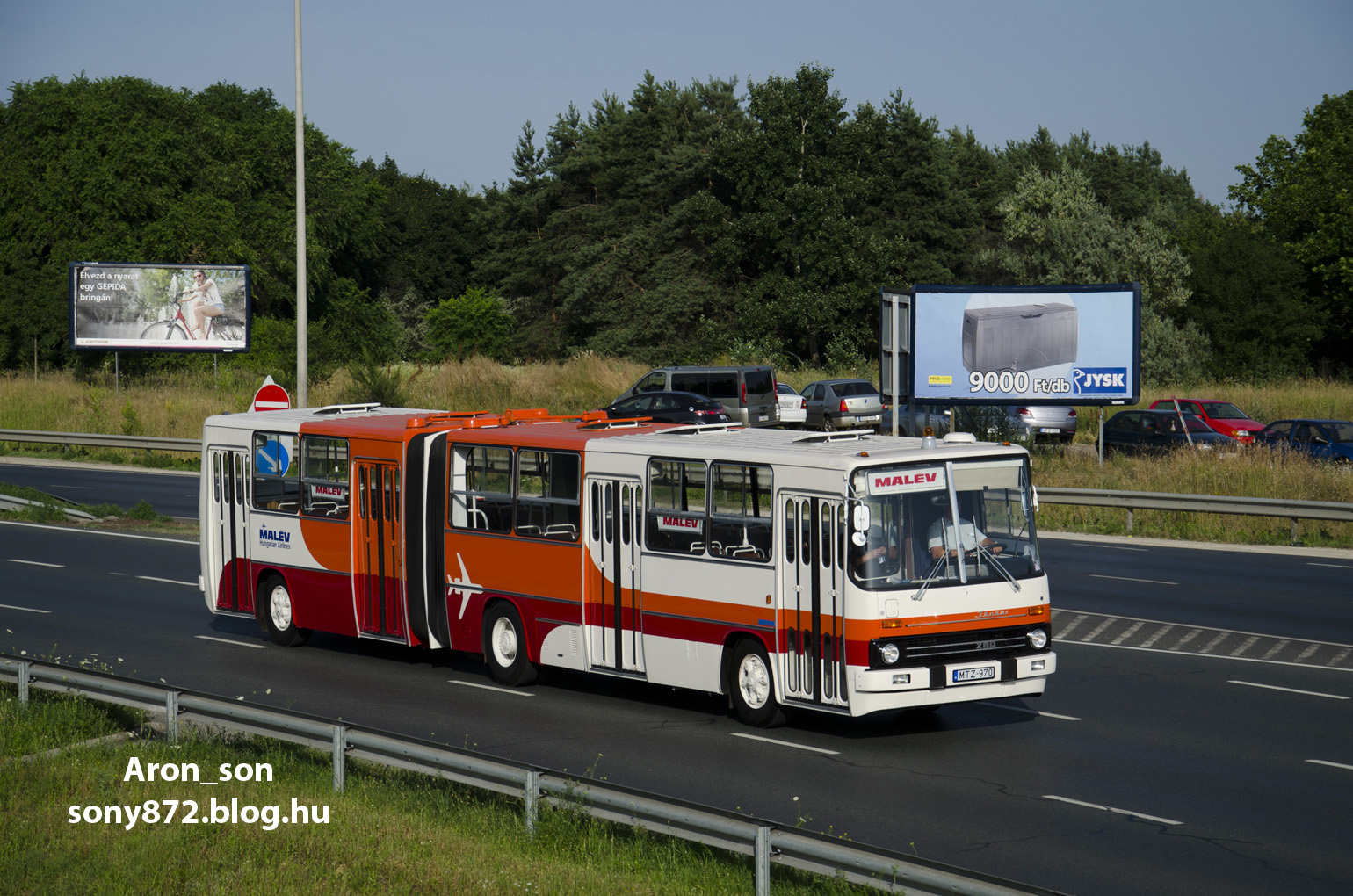
Malév-emlékbusz

A ferihegyi repülőtéren a Malév többféle autóbusszal szállította az utasokat a terminálok és a repülőgépek között, az 1980-as évek elejétől Ikarus 280.15-ösöket is beszereztek ebből a célból. A buszok harmonikaajtóval és kézi sebességváltóval rendelkeztek. 1987-től 1989-ig saját sorozat is épült a repülőtér számára 280.51-es jelzéssel, amelyek már bolygóajtókat kaptak. A repülőtéri 280-asokat 2000 körül kezdték el lecserélni, helyükre Neoplan Cobus buszok érkeztek. A 280-asok nagy részét a Nógrád Volán vásárolta meg, és Salgótarjánban helyi járatként járatta őket, eleinte még Malévos festéssel. 2016-ban elkészült a BKV és a Légiközlekedési Kulturális Központ együttműködésében a korábban BPI-845 rendszámmal Budapesten közlekedő 280.49-esből átalakított Malév-emlékbusz, melyet különleges alkalmakkor járatnak, például a Múzeumok Éjszakáján. Mivel a jármű nem kiállítási darab, hanem forgalomban is részt vesz, így nem teljesen eredeti formájában készítették el. A korabeli darabokhoz képest modernebb Rába D10 motort és ZF Ecomat sebességváltót kapott. Ezeken kívül mindent az 1980-as állapotoknak megfelelően alakítottak ki: kerekeit csőfelnisre, ajtajait harmonikaajtókra cserélték, a kapaszkodókat fehérre festették, lecserélték az üléseket, valamint furnérlemezekkel látták el a belső oldalfalakat, és a vezetőfülkében a Praga váltóhoz tartozó kapcsolópanelt szerelték be. Érdekességképpen megemlíthető, hogy a fényezéshez használt minta maszkolását a korabeli buszoknál anno is segédkező Kovács László grafikusművész végezte.

### Békéscsaba
Békéscsaba helyi közlekedésében a Körös Volán kilenc darab 280-as Ikarusa is segédkezett, pontosabban: egy 280.06-os, egy 280.52-es, kettő 280.33-as, kettő 280.02-es, kettő 280.40M és egy 280.30M típusú volt az állományban. A kezdeti időszak állományáról nincsen elérhető adat. A 2000-es években újabb kocsik érkezésével fokozatosan kivonták az Ikarusokat a közlekedésből, és vagy helyközi állományba kerültek, vagy selejtezték őket. 2015-ben a Körös Volán jogutódja, a DAKK Zrt. már csak négy autóbuszt üzemeltetett, kettőt még abban az évben kivontak a forgalomból, kettő pedig helyközi járatokon teljesített szolgálatot. Napjainkban[mikor?] ilyen típusú autóbuszok már nem szolgálnak a városban.[forrás?]

### Debrecen

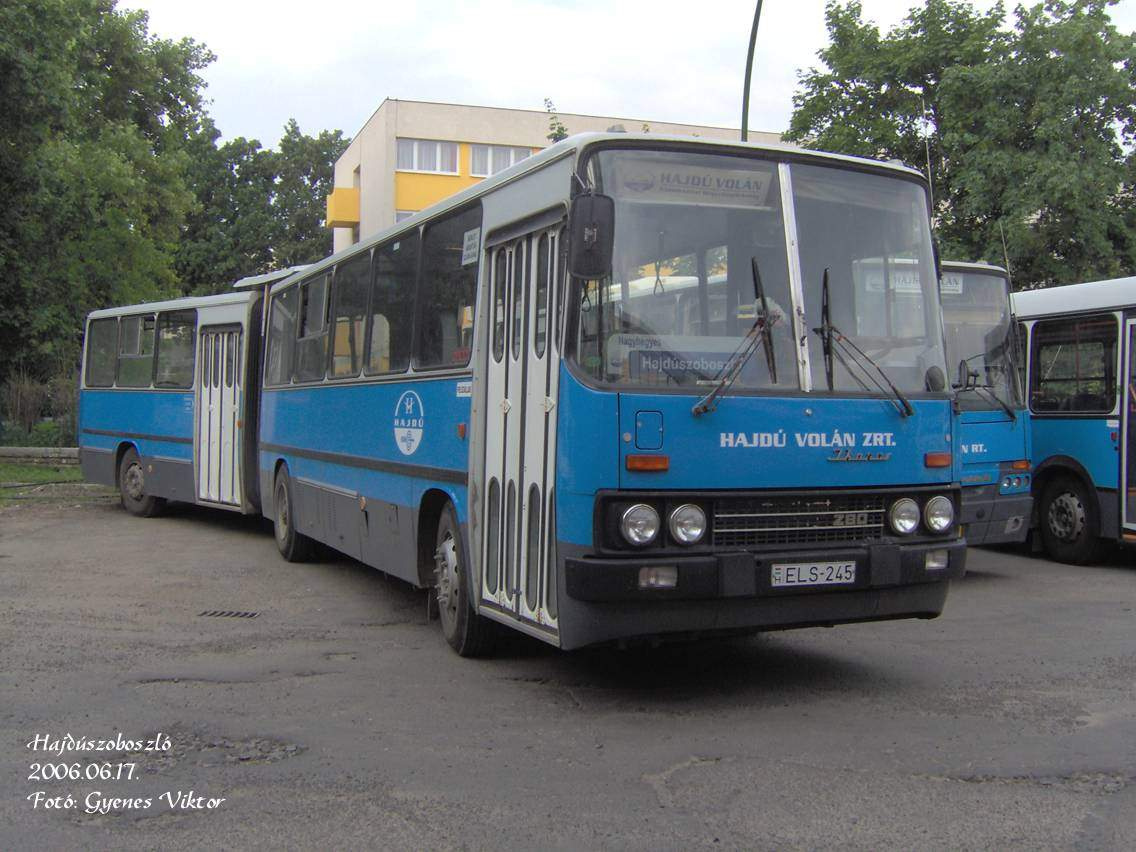
A Hajdú Volán 280-asa helyközi színezéssel Hajdúszoboszlón

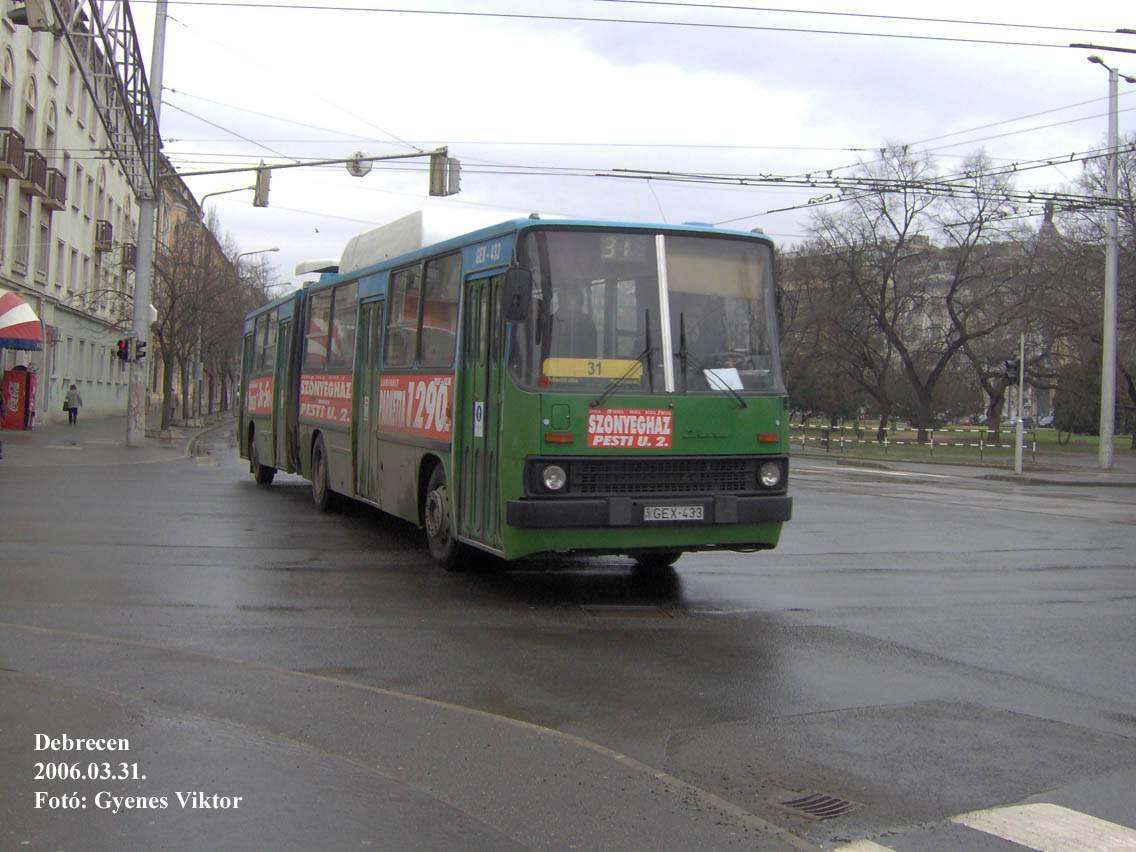
Debreceni metánbusz

Az 1973-as olajválság miatt a KGST országai is próbálkoztak alternatív megoldásokkal a tömegközlekedésben, ám végül csak 1983-ban értek el a feladatok kiosztásához. Magyarország a sűrített földgázzal való kísérleteket végezte, melynek teszthelyszíne a debreceni Hajdú Volán lett. A kísérletek és tesztek eredményeképpen, illetve az olasz Landi Renzo kutatásait is felhasználva, Debrecenben 1986-ban már utasokat is szállítottak a vegyes üzemű buszok, Európában elsőként. 1991-től a holland Deltec rendszerével további autóbuszok átalakítása történt meg („dual-fuel”). 1992-ben teszteltek AFS típusú berendezést is, ami nem igazán vált be, így 1995-ben ezeket visszaalakították dízelüzeműre. 1996-ban 49 darab vegyes üzemű busszal rendelkezett a cég, ekkor történt meg az újabb fejlesztés: a Delteccel együtt a tisztán (szikragyújtásos) CNG-üzemet részesítették előnyben, először két darab 280-ast alakították át „metánbusszá”, az első novemberben elkészült, két hónap múlva pedig már forgalomba is állt. A környezetkímélő buszok Rába gázmotort kaptak, oldalukra virágokat festettek, illetve egy nagy „metánbusz” feliratot is kaptak. Az első ilyen jármű a BPY-163 rendszámú 280.33-as busz volt. 1998-tól további 50 darab busz gyártását kezdték meg, amelyek egyedülálló módon már ekkor megfeleltek az Euro III-as besorolásnak, pedig ekkor még nem volt előírás. A buszok töltéséhez új töltőállomást építettek a Déli sori telephelyen. A „metánbuszokat” egy feltöltéssel 400 km-es futásra tervezték, illetve a város levegőjének javulását várták a projekttől. A vegyes üzemű buszokat folyamatosan selejtezték, vagy visszaalakították dízelüzeművé az ekkor már gazdaságtalan üzemeltetés, illetve az alkatrészhiány miatt, majd 2003-tól már csak a BPY-083 rendszámú busz maradt meg 2010-es selejtezéséig. A buszt félretették, ám a Hajdú Volán jogutódja, az ÉMKK 2016-ban eladta a Katasztrófavédelemnek, így a jármű valószínűleg már nem lesz megőrizve az utókor számára. A 2009-es debreceni szolgáltatóváltás miatt (a Hajdú Volántól átvette a helyi közlekedést a Debreceni Közlekedési Zrt.) a vegyes üzemű buszok mellett a metánbuszokat is leállították.
A Hajdú Volán Debrecenben és környékén 280.00, 280.02, 280.03, 280.06, 280.15, 280.17, 280.30M, 280.33, 280.40M, 280.47 és 280.54 változatokat üzemeltetett.

### Eger
A városban 2010-ben 13 darab csuklós Ikarus közlekedett, illetve három tartalékként funkcionált.

### Győr
Győrben 2016-ra már csak 23 darab közlekedett, ebből öt darab korábban a BKV tulajdona volt. Itt található meg a 200-as széria 200 000. legyártott darabja is, melyet eredetileg Oroszországba szántak, végül a Kisalföld Volánhoz került (280.33 modellváltozat, rendszáma CCP-293). A buszt 2020-ban vonták ki a forgalomból és megőrzésre jelölték ki.
Helyközi állományban 27 darab busz közlekedik, amelyeket 1989 és 2002 között gyártottak. A helyi és a helyközi buszok üzemeltetője is a Volánbusz Zrt.
A 2021 júniusától 2022 májusáig terjedő időszakban újabb Ikarusokat vontak ki a forgalomból: a helyi járműparkban 11, a helyközi állományban pedig 4 jármű maradt. 2024. 03. 08-ára már csak 1 darab maradt a helyi üzemegységnél, 1 pedig a helyközi üzemegységnél, rendszám szerint LOC-728, és HNF-498.

### Kaposvár
A Kapos Volán első 280-as buszait 1979-ben szerezte be, ezek a GF-23-30 – GF-23-31 és a GF-24-53 – GF-24-58 rendszámokat kapták. 1983 és 1996 között további 29 autóbusz érkezett Kaposvárra, ebből 13 darab használtan: egy darab a BKV-tól 1989-ben, 12 darab pedig az egykori NDK városaiból, 1991 és 1994 között. A Kapos Volánból való kiválás után (1994) a kaposvári autóbuszokat az új tömegközlekedési vállalat, a KT Zrt. vette át, ekkora már az autóbuszok többségét törölték az állományból. Az utolsó kaposvári 280-ast (CCT-452 rendszámmal) 2015. december 30-án vonták ki a forgalomból. A városban a 36 év alatt 280.00, 280.02, 280.03, 280.06 és 280.52 modellváltozatú autóbuszok közlekedtek, majd az utolsó években már csak 280.03-asok és 280.06-osok fordultak elő.

### Miskolc
A Miskolci Közlekedési Vállalat 1974-ben szerezte be az első 280-asát, amely a GC-69-26 rendszámot kapta. 1975-ben már 23 autóbusz közlekedett Észak-Magyarország legnagyobb városában, ezek közül öt piros színű volt. A típusból 1990-ig minden évben újabb buszok érkeztek, majd első körben a 12-es és 14-es buszjárat vonalán váltották ki a régi Ikarus 620-asokat. 1990-ig összesen 323 példány érkezett a 2-2-2-2 ajtóelrendezésű, 280.15 és 280.50 modellváltozatokból.
Az első selejtezésekre 1981-ben került sor. 2002-ben a BKV Rt. 17-et vásárolt meg az AKD rendszámú 280.15-ösökből. 2014 februárjában, csaknem másfél évtizedes szünet után Miskolc buszhiány miatt ismét beszerzett hat buszt a típusból, a Kunság Volán korábbi buszait Kecskeméten selejtezte le a DAKK. Ezekkel együtt 13 példánya futott a városban 2016-ig. A város már nem használja a típust, az utolsó Ikarus 280-asok selejtezése 2016-ban megtörtént.
Az MVK Zrt. négy veteránvizsgás autóbusza között az Ikarus 280 is képviselteti magát.

### Pécs

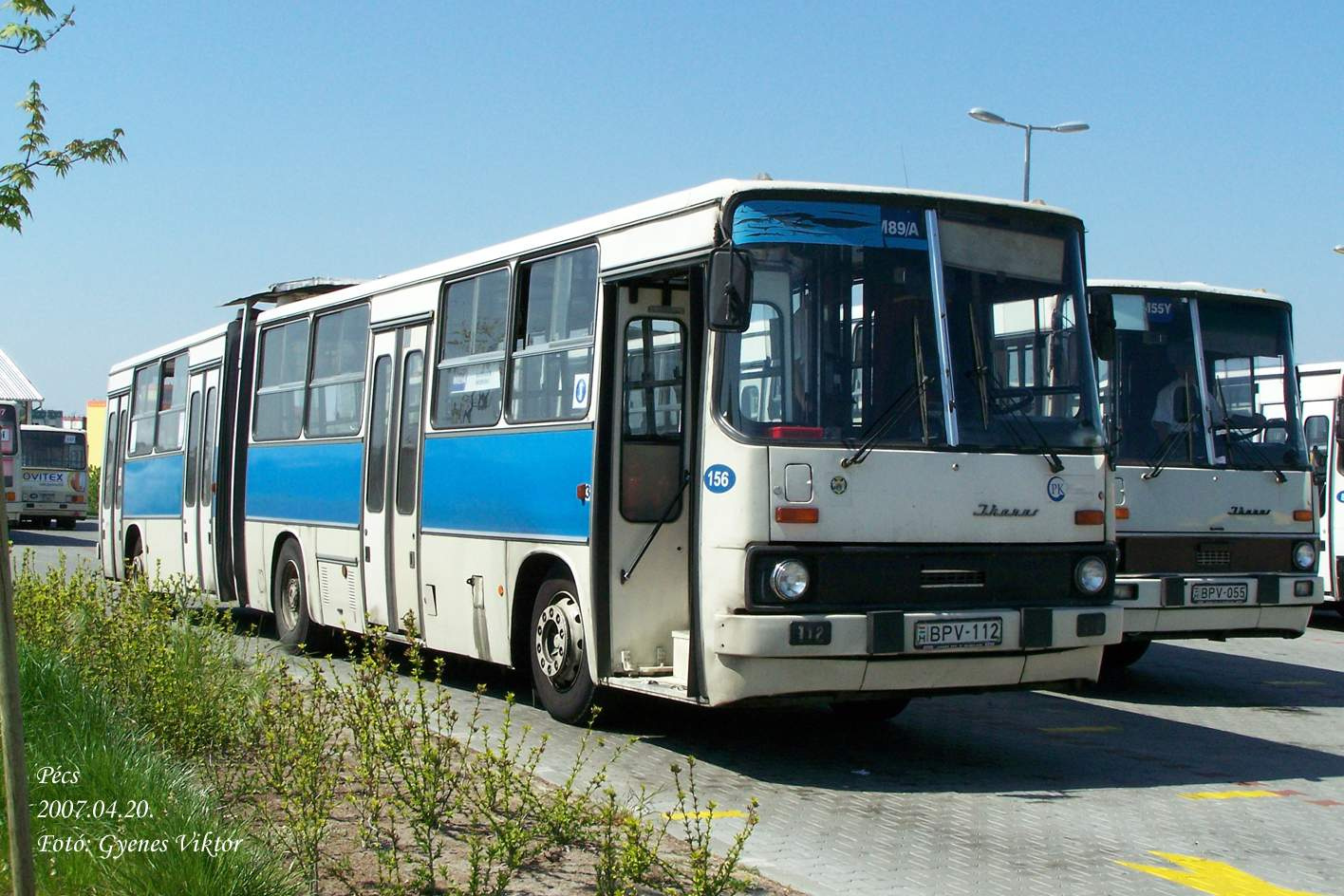
280-asok a pécsi Kertváros autóbusz-állomáson

Az első jármű 1976 végén érkezett, majd ezt követően 1983-ig fokozatosan megtörtént a város autóbuszainak cseréje. Ebben az évben már ez a típus egyedüli csuklós járműként alkotta az állomány nagy részét. Pécsre 1994-ig érkeztek 280-asok, több modellváltozatban: 280.06, 280.15, 280.33, 280.47, 280.52, 280.52B és 280.52C típusú járművek szolgálták a város közlekedését. A buszok nagy része megkapta a kék-fehér festést, három kivételével (BPV-110, BPV-122, BPV-123), ezek megmaradtak eredeti sárga színükkel. Számuk jelentősen megcsappant, amikor forgalomba álltak a Mercedes-Benz Conecto G típusú autóbuszok. A felszabaduló járműveket magáncégek hamar felvásárolták, és az ország számos pontján bukkantak fel később, többek között zalai vonatpótlóként, hatvani munkásszállítóként, de a VT-Transman Budapesten is üzemeltetett hét darabot Csepelen, illetve Dél-Budán villamospótlóként. 2011-ben tíz darabot vásárolt volna a Pécsi Közlekedési Zrt. a Hajdú Volántól, de ebből végül nem lett semmi. Pécsett az utolsó buszt 2015. december 1-jével kivonták a forgalomból.

### Szeged

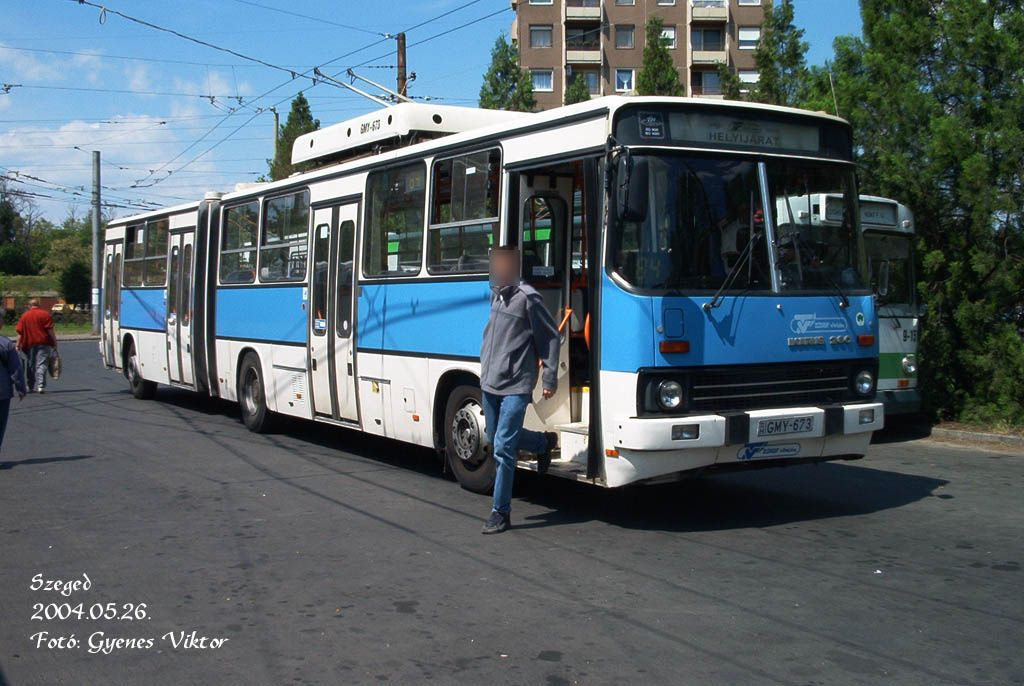
1999-es gyártású szegedi „gázos” busz

Az 1990-es években Debrecen mintájára a Tisza Volán is CNG (sűrített földgáz) autóbuszokat tervezett beszerezni. Először próbafutásokat végeztek két darab, korábban kiállításokon járt autóbuszokkal szegedi helyi járatokon. Az ELM-395 rendszámú 280.52F Rába és Deltec, az ELR-401 rendszámú 280.52B Rába és Transcom közös fejlesztésű gázmotorral rendelkezett. Forgalomba állításuk 1996 szeptemberében történt meg, a buszok ZF váltóval rendelkeztek, a tetőn pedig gáztartályt helyeztek el, melyek töltését az akkor nyíló Vásárhelyi Pál utcai töltőállomás biztosította. 1998-ban egy szintén Deltec rendszerű, de már Voith váltóval rendelkező buszt is beszereztek, amely EZW-242 rendszámmal állt forgalomba. A próba után 1999-ben már sorozatban gyártott sűrített földgáz üzemű Ikarusok érkeztek Szegedre, augusztustól októberig 16 darab csuklós buszt vásároltak. 2002-ben további négy darab érkezett a városba, amelyek az utolsó legyártott Magyarországra szánt Ikarusokhoz tartoztak. Az 1996-os járműveket 2012-ben felújították, majd 2015-ben (már a Tisza Volán jogutódja, a DAKK állományából) selejtezték. Az 1999-es évjáratú buszok 2019-ben selejtezésre kerültek.

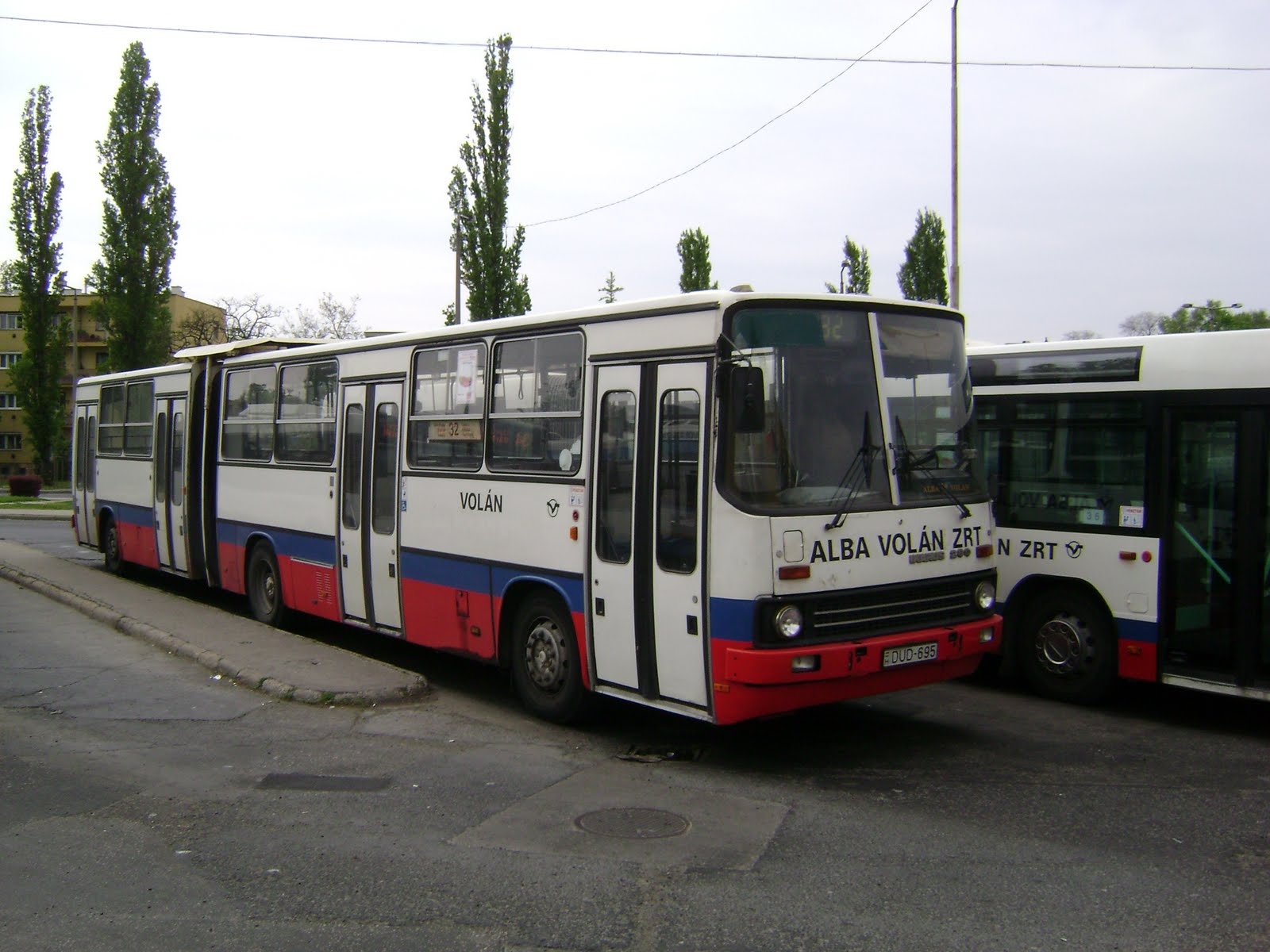
280.40A változat a vasútállomás előtti Béke téren

### Székesfehérvár
Az Ikarus egyik üzemegységének városában is meghatározó szerepe volt a 280-asoknak mind a helyi, mind a helyközi közlekedésben. A helyi járatokon a fehér-kék-vörös festésű buszok jártak, amelyek többnyire 280.40-es és 280.52-es modellváltozatúak voltak. A járművek nagy részét már selejtezték, vagy más városokba irányították át, 2018. év végén egy darab 280-as tartozott a fehérvári helyi állományhoz.
Az 1982-es szárazréti autóbusz-balesetben az Alba Volán egyik 280-asa is érintett volt, a jármű a 37-es helyi járaton teljesített szolgálatot, amikor a buszsofőr hibájából egy nemzetközi gyorsvonattal ütközött.

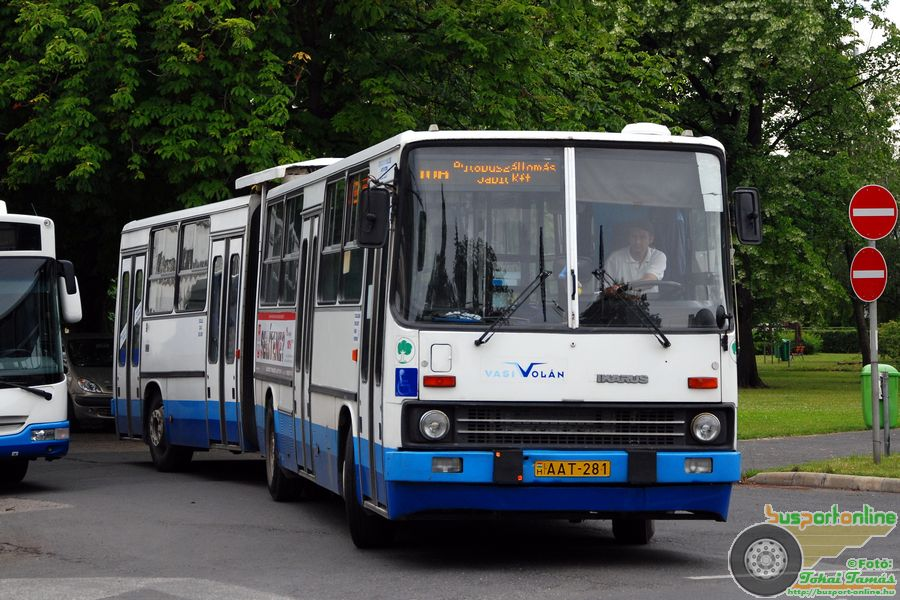
Az emelőberendezéssel ellátott 280-as Szombathelyen, a kerekesszékes matrica már kezd lekopni

### Szombathely
Szombathelyen 2020 decemberében már csak négy darab Ikarus 280-as busz közlekedett a Volánbusz Zrt. üzemeltetésében, melyből az egyik, a DZB-058-as rendszámú, ez az utolsó ráncajtós helyijáratos busz.
Egy buszt kijelöltek megőrzésre, melynek eredeti kinézetét is visszaállítják. Az 1976-os gyártású 280-as korábban a GF-00-19, a BZ-98-13 és az AAT-310-es rendszámokat viselte, jelenleg próbarendszámos.
2022. január 1-jétől Szombathelyen sem közlekednek már Ikarus buszok, a helyi járatok üzemeltetését a Blaguss Agora vette át Mercedes-Benz típusú autóbuszokkal.

### Veszprém
Veszprémben a helyi közlekedést 2019. január 1-jén az új önkormányzati tulajdonú V-Busz Veszprémi Közlekedési Kft. vette át az ÉNYKK-tól. Az új szolgáltató autóbuszai nem készültek el időben, ezért 7 darab csuklós Ikarus további 1 hónapig besegített a város helyi közlekedésébe. Ezután az ÉNYKK Ikarus buszainak egy része helyközi állományba került át, egy másik részét pedig selejtezték.

### Ózd
Ózd helyi járatain az 1970-es években állították forgalomba az első Ikarus 280-as autóbuszokat. A 3. számú Volán rengeteget szerzett be a típusból, hogy ki tudják szolgálni az Ózdi Kohászati Üzemek által okozott utazási igényeket.
1990-ben 6 darab ráncajtós (BHK-471 - 476), illetve egy bolygóajtós (BHK-477) 280.06, 3 darab 280.52 (BHK-478, 479, 480), és 6 darab 280.33 (BHK-481 - 486) közlekedett Ózdon.
Az 1990-es évek elején selejtezték a ráncajtós 280.06 buszokat, és helyettük két zöld-fehér és egy narancssárga Ikarus 280.02 közlekedett a városban a Borsod Volán állományában. Ezeket 1996 körül selejtezték.
A 2000-es években két Ikarus 280.02 (CKH-504, FKF-436 is Ózdra került.)
2001-ben kivonták a BHK-477-et és a BHK-481-et is a forgalomból, ezért 2 darab Ikarus 280.02, 3 darab Ikarus 280.52, illetve 5 darab Ikarus 280.33 maradt.
2015-re már minden altípus létszáma 1-gyel csökkent.
2017-ben egy Ikarus 280.02-es (GMX-684) került Ózdra, amely korábban Tiszaújvárosban szolgált, két leselejtezett Ikarus 280.33 (BHK-483 és 484) helyére.
2018-ban még két Ikarus 280-asat hoztak a városba (DUD-999, HCC-475).
2020-ban már csak egy Ikarus 280.02 (FKF-436) és egy Ikarus 280.33 (BHK-485) volt forgalomban az előbbi kettőn kívül.
2021. év végén leselejtezték az utolsó 280-asat, a DUD-999-et is, majd a Nemzeti Filmtörténeti Parkban állították ki.

### Volán-társaságok
A táblázatban szereplő darabszámok 1990-től 2015-ig terjedő időszak állományi adatait mutatják. A járművek nagy része már nincsen forgalomban. Egyes járműveknek a típusszáma megváltozott felújítás során, a táblázatban az új típusszámok vannak feltüntetve.
| Volán           | 280.00 | 280.02 | 280.03 | 280.06 | 280.08 | 280.10 | 280.15 | 280.17 | 280.27 | 280.30 | 280.33 | 280.40 | 280.47 | 280.49 | 280.52 | 280.54 | Egyéb | Összesen | Jogutód   |
| --------------- | ------ | ------ | ------ | ------ | ------ | ------ | ------ | ------ | ------ | ------ | ------ | ------ | ------ | ------ | ------ | ------ | ----- | -------- | --------- |
| Agria Volán     |        | 16     | 6      | 14     |        |        |        | 1      |        |        |        | 2      |        |        | 2      | 5      |       | 46       | KMKK      |
| Alba Volán      |        | 8      | 3      | 21     |        |        |        | 11     | 3      | 2      | 3      | 12     | 1      |        | 10     | 5      |       | 79       | KNYKK     |
| Bács Volán      |        |        |        | 2      |        |        |        |        |        |        |        |        |        |        |        |        |       | 2        | DAKK      |
| Bakony Volán    |        | 3      | 1      | 2      |        |        |        | 1      |        | 2      |        | 6      |        |        |        |        |       | 15       | ÉNYKK     |
| Balaton Volán   |        | 13     | 5      | 6      |        |        |        |        |        |        | 2      | 2      |        |        | 6      |        |       | 34       | ÉNYKK     |
| Borsod Volán    |        | 7      | 27     |        |        |        |        | 13     |        | 2      | 6      | 8      |        |        | 6      | 5      |       | 74       | ÉMKK      |
| Gemenc Volán    |        |        |        | 3      |        |        |        | 2      |        |        |        |        |        |        |        |        |       | 5        | DDKK      |
| Hajdú Volán     | 4      | 19     | 17     | 51     |        |        | 14     | 16     |        | 7      | 6      | 20     | 13     |        | 1      |        |       | 168      | ÉMKK      |
| Hatvani Volán   |        | 3      | 1      | 3      |        |        |        | 1      |        |        |        |        |        |        |        |        |       | 8        | KMKK      |
| Jászkun Volán   | 6      | 7      | 6      | 12     |        | 2      |        | 7      |        |        | 3      | 4      |        |        | 5      | 4      |       | 56       | KMKK      |
| Kapos Volán     |        | 1      | 1      | 3      |        |        |        | 3      |        |        |        |        |        |        |        | 1      |       | 9        | DDKK      |
| Kisalföld Volán | 3      |        | 1      | 23     |        |        |        | 9      |        | 11     | 3      | 6      | 1      | 1      | 12     | 9      |       | 79       | ÉNYKK     |
| Körös Volán     |        | 4      | 9      | 1      |        |        |        | 1      |        | 2      | 2      | 2      |        |        | 1      |        |       | 22       | DAKK      |
| Kunság Volán    | 1      |        |        | 11     |        |        |        | 2      |        |        |        | 3      |        |        | 3      | 1      |       | 21       | DAKK      |
| Mátra Volán     |        |        |        | 2      |        |        |        | 1      |        |        |        |        |        |        |        | 1      | 2     | 6        | KMKK      |
| Nógrád Volán    |        |        |        | 10     | 2      |        | 5      | 4      |        |        |        |        |        |        |        | 3      | 2     | 26       | KMKK      |
| Pannon Volán    |        | 1      | 1      | 17     |        |        | 2      |        |        |        | 11     |        | 14     |        | 17     |        | 1     | 65       | DDKK      |
| Somló Volán     |        | 3      |        | 2      |        |        |        |        |        |        | 1      |        |        |        |        |        |       | 6        | ÉNYKK     |
| Szabolcs Volán  | 7      | 16     | 5      | 12     |        |        |        | 9      |        |        | 5      |        |        |        | 8      | 5      |       | 67       | ÉMKK      |
| Tisza Volán     | 2      | 9      |        | 16     |        |        | 1      | 9      |        |        | 3      | 7      |        | 2      | 24     | 8      |       | 81       | DAKK      |
| Vasi Volán      |        | 6      | 3      | 20     |        |        | 4      | 1      |        |        |        |        |        |        | 4      |        |       | 38       | ÉNYKK     |
| Vértes Volán    |        | 11     | 1      | 13     | 3      |        |        | 4      | 2      |        | 2      | 3      | 1      |        | 4      | 6      |       | 50       | KNYKK     |
| Zala Volán      | 1      | 2      | 4      |        |        |        |        |        |        |        |        |        |        |        | 1      |        |       | 8        | ÉNYKK     |
| Volánbusz       |        | 8      | 4      |        |        | 4      |        | 7      | 2      | 7      |        |        |        | 5      |        | 8      |       | 45       | Volánbusz |
| Összesen        | 24     | 137    | 95     | 244    | 5      | 6      | 26     | 102    | 7      | 33     | 46     | 75     | 30     | 8      | 104    | 61     | 5     | 1009     |           |

Megjegyzések:
1. ↑  280.26
2. ↑  280.51 és 280.65
3. ↑  280.23

A Volánbusz az utolsó ráncajtós Ikarusát 2007-ben, utolsó bolygóajtós Ikarusát 2018-ban vonta ki a forgalomból.

### Közlekedési Központok
A korábbi Volán-társaságok 2015. január 1-jével beolvadtak a területi Közlekedési Központokba. A Közlekedési Központok helyi és helyközi forgalomban is üzemeltetnek még 280-asokat, főleg csúcsidőszakokban.
| Volán     | 280.00 | 280.02 | 280.03 | 280.06 | 280.08 | 280.10 | 280.12 | 280.17 | 280.27 | 280.30 | 280.33 | 280.40 | 280.52 | 280.54 | 280.64 | 280.65 | Összesen |
| --------- | ------ | ------ | ------ | ------ | ------ | ------ | ------ | ------ | ------ | ------ | ------ | ------ | ------ | ------ | ------ | ------ | -------- |
| DDKK      |        |        | 1      | 2      |        |        |        | 4      |        |        |        |        |        | 4      |        |        | 11       |
| DAKK      |        |        | 3      | 2      |        |        |        | 3      |        | 3      | 5      | 11     | 28     | 5      |        |        | 60       |
| ÉMKK      |        | 9      | 23     | 4      | 1      |        |        | 13     | 1      | 6      | 4      | 2      | 6      | 6      |        |        | 75       |
| ÉNYKK     | 5      | 8      | 8      | 12     |        |        |        | 7      |        | 14     | 7      | 10     | 12     | 9      | 1      |        | 93       |
| KMKK      |        | 6      | 8      | 9      |        |        | 1      | 1      |        | 2      | 2      | 4      | 5      | 2      |        | 1      | 41       |
| KNYKK     |        | 10     | 1      | 5      | 2      |        |        | 1      | 2      | 13     | 8      | 26     | 1      | 6      |        |        | 75       |
| Volánbusz |        | 2      | 2      |        |        | 1      |        | 2      |        | 9      |        |        |        | 4      |        |        | 20       |
| Összesen  | 5      | 35     | 46     | 34     | 3      | 1      | 1      | 31     | 3      | 47     | 26     | 53     | 52     | 36     | 1      | 1      | 375      |

A Közlekedési Központok járműveit 2019. október 1-jén a Volánbusz vette át.
Frissítve: 2019. október 1.
|           | 280.00 | 280.02 | 280.03 | 280.06 | 280.12 | 280.17 | 280.27 | 280.30 | 280.33 | 280.40 | 280.52 | 280.54 | 280.65 | Összesen |
| --------- | ------ | ------ | ------ | ------ | ------ | ------ | ------ | ------ | ------ | ------ | ------ | ------ | ------ | -------- |
| Volánbusz | 5      | 15     | 16     | 13     | 1      | 13     | 1      | 34     | 20     | 31     | 32     | 17     | 1      | 199      |
| Összesen  | 5      | 15     | 16     | 13     | 1      | 13     | 1      | 34     | 20     | 31     | 32     | 17     | 1      | 199      |

Jelenleg: 2024. július 31.
|           | 280.00 | 280.30 | 280.33 | 280.40 | 280.52 | Összesen |
| --------- | ------ | ------ | ------ | ------ | ------ | -------- |
| Volánbusz | 2      | 4      | 1      | 3      | 18     | 28       |
| Összesen  | 2      | 4      | 1      | 3      | 18     | 28       |

1. ↑  Ebből 23 darab gázüzemű
2. ↑  Vázcserés felújításon átestek
3. ↑  Ebből 20 darab gázüzemű
4. ↑  Vázcserés felújításon átestek
5. ↑  Ebből 16 darab gázüzemű

Három autóbusz nosztalgia célokra megőrizve.

## Külföldön
Az Ikarus buszok külföldre történő exportálásának lebonyolításával a MOGÜRT Gépjármű Külkereskedelmi Vállalat foglalkozott.

### Afrika

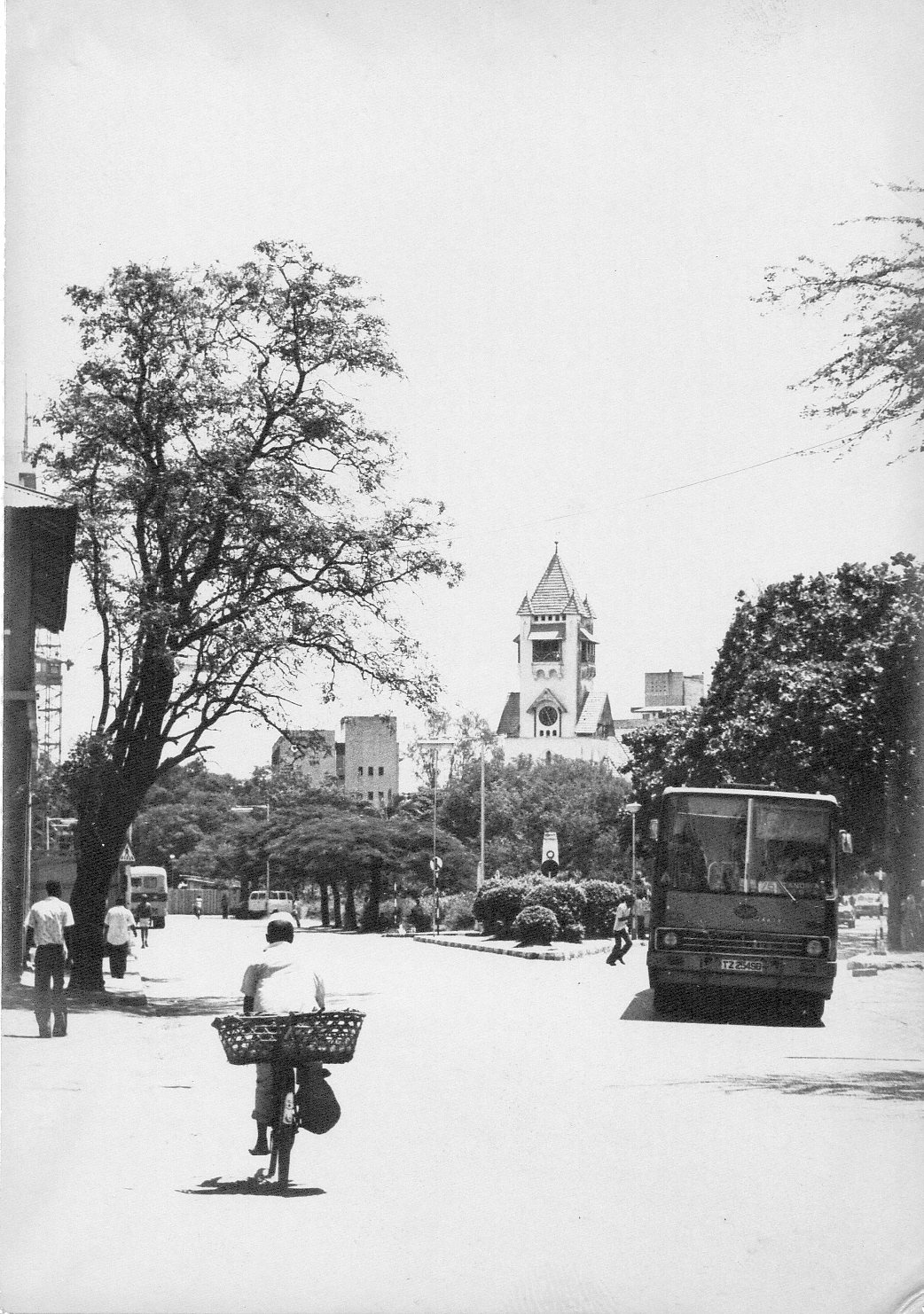
Ikarus 280.99-es busz Dar es-Salaamban, 1980-ban

Tanzánia számára egy darab 1973-as bemutató busz után 1974-ben gyártottak 31 darab 280.99-es buszt, melynek jellegzetessége a bal oldali ajtók voltak. Mivel a vezetőfülke maradt a bal oldalon, így a típusból többet nem rendeltek. Az Ikarus mérnökei ezért kifejlesztették az Ikarus 281-es típust, amelyben a kormány átkerült a jobb oldalra, a 165 legyártott darabot főleg afrikai országok vásárolták meg (Tanzánia, Mozambik).
1974 és 1984 között 354 darab, illetve 1988 és 1993 között 292 darab 280-as érkezett számtalan altípussal Tunéziába, ahol több szolgáltatónál is forgalomba álltak. A buszok altípusai:
| Altípus | Évjárat   | Darabszám |
| ------- | --------- | --------- |
| 280.07  | 1977      | ?         |
| 280.17  | 1976–1977 | 33        |
| 280.20  | 1980      | 4         |
| 280.24  | 1978      | ?         |
| 280.29  | 1980      | 30        |
| 280.30  | 1980      | 5         |
| 280.32  | 1980      | 8         |
| 280.34  | 1982–1983 | 51        |
| 280.34  | 1989–1992 | ?         |
| 280.35  | 1982–1983 | 27        |
| 280.39  | 1982      | 3         |
| 280.44  | 1982      | 4         |
| 280.62  | 1989–1990 | ?         |
| 280.65  | 1989–1992 | ?         |

### Amerika
Az Ikarus a MOGÜRT-ön keresztül már a sorozatgyártás elején szállíttatott 280-asokat Amerikába, főleg 3 harmonikaajtós kivitelben. A buszok többsége Venezuela (280.13 és 280.14), Peru (280.09) és Ecuador (280.60) nagyobb városaiban állt forgalomba, de 25 darabot Costa Rica is vásárolt, amelyekből már egyik sem működőképes.
Az 1960-as évek végén a kubai piacon működő spanyol Girón gyár, amely autóbuszok felújításával foglalkozott, megállapodást kötött az Ikarusszal buszok importálásáról. A magyar gyártól kész alvázak és szükséges alkatrészek kerültek Havannába. 1990-ig többféle típust szereltek össze, a 280-as változatból közel 700 példány gurult ki a gyártósorról, de Girón XVI néven. A magyar változattól való legszembeötlőbb eltérés, hogy az ablakokat alul lehetett kinyitni. A kiöregedett buszokból később vasúti kocsik, pótkocsik, illetve emeletes buszok lettek. Havannában 2017-ben vonták ki az Ikarusokat a forgalomból.

### Bulgária

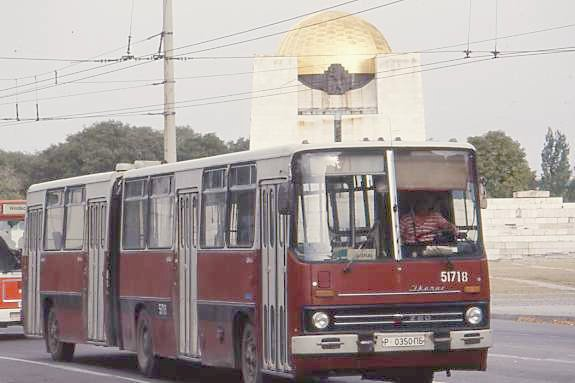
Rusze városban, 2009-ben

Szófia először 1974-ben rendelt 100 darab 280.04-est, majd a kezdeti sikereknek köszönhetően 1976-ban további 150 darab érkezett a bolgár fővárosba. 1982-től 280.43-asokat vásároltak, ami nem tért el jelentősen a korábbi változattól. Az utolsó szállítás 1986-ban történt, összesen mintegy 1100 példány járt a városban, egészen 2014-ig.
Egy 1993-ban Berlinből Ruszéba érkezett busz 2003-ban magánkézbe került, de további sorsa ismeretlen.

### Csehszlovákia

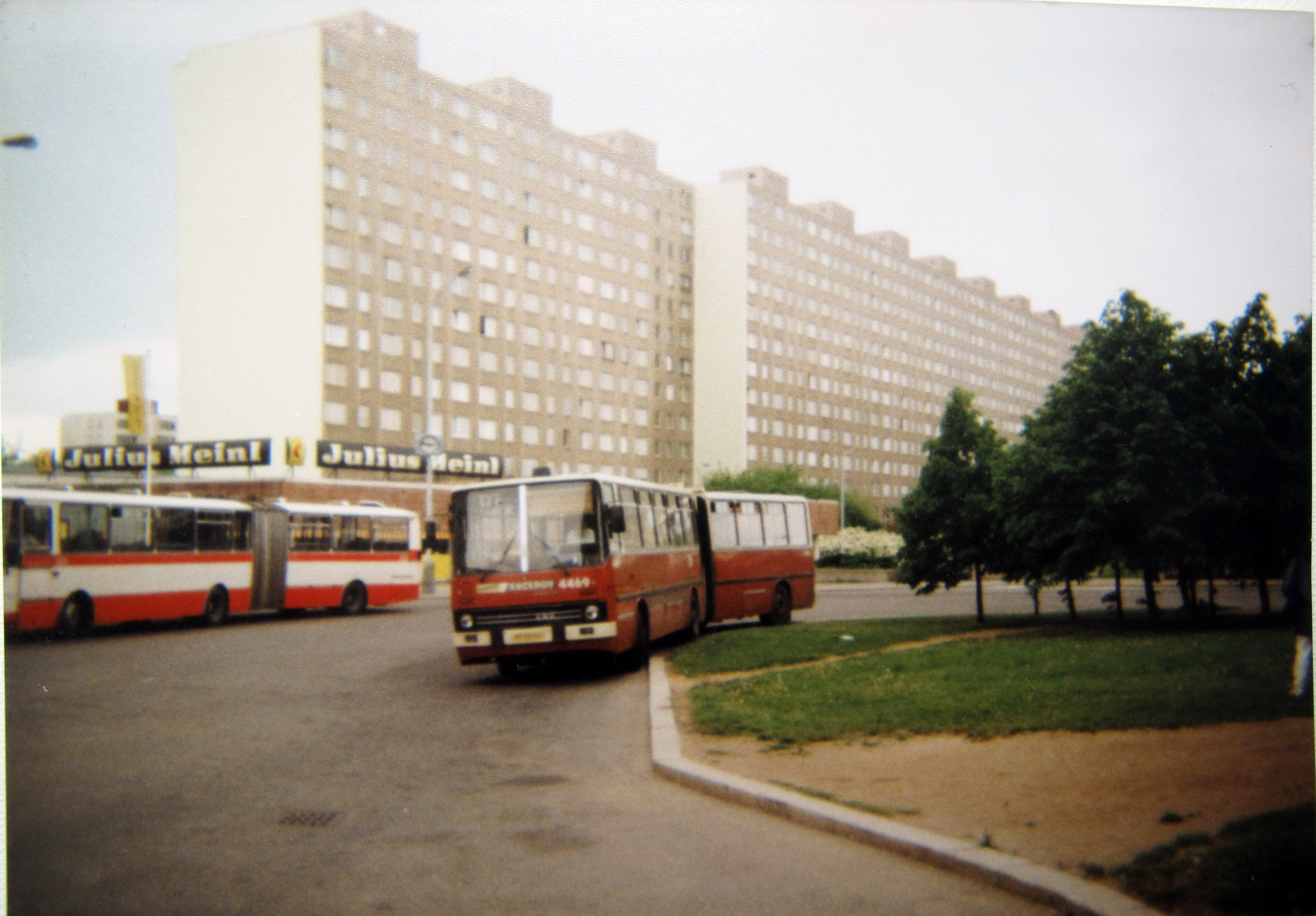
Prágában, a Poliklinika Mazurská végállomáson az ezredfordulón

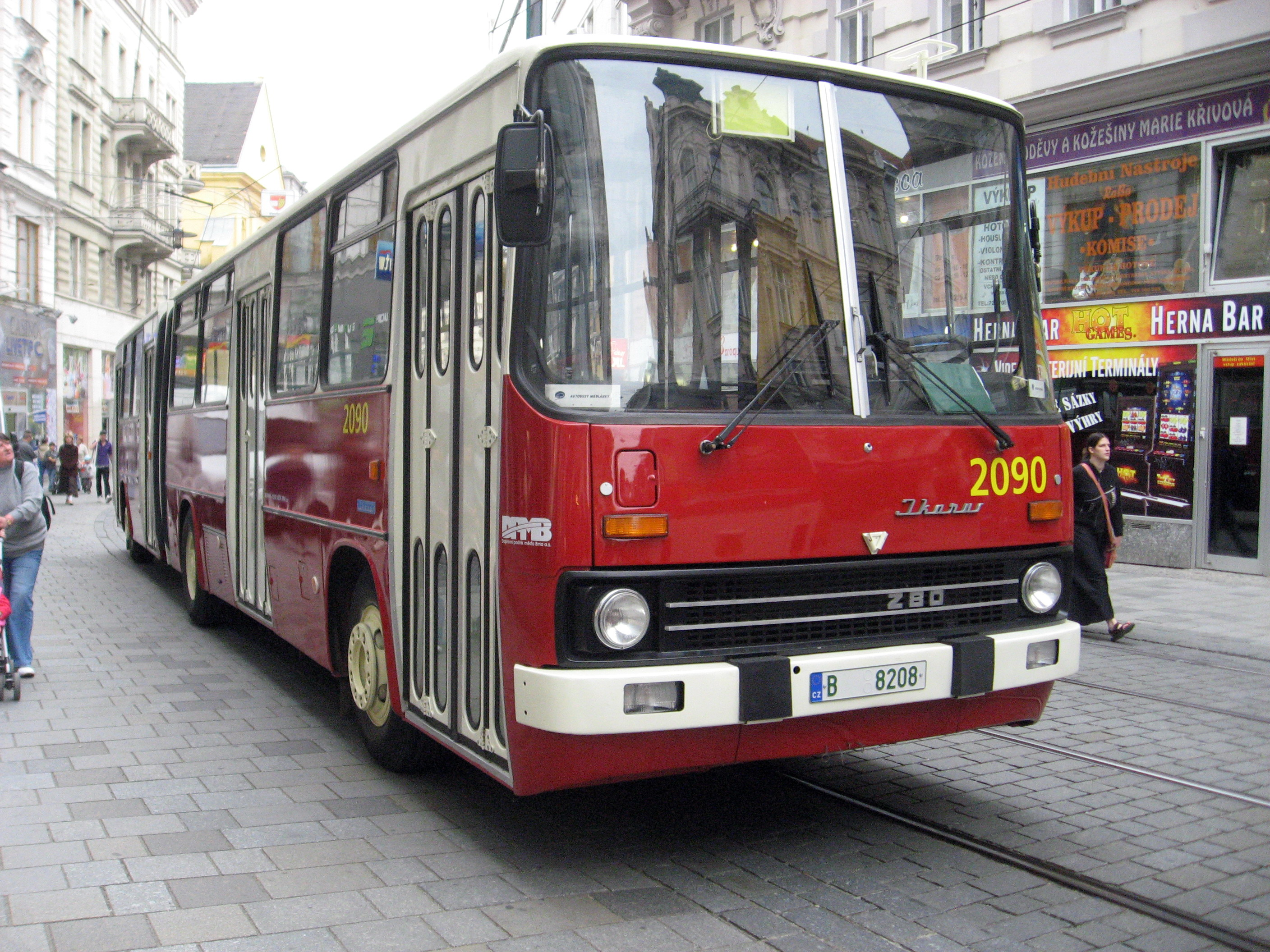
A brnói nosztalgiabusz

A cseh és szlovák városok előszeretettel vásároltak csuklós Ikarusokat, ami főként annak volt köszönhető, hogy a hazai gyáraik még nem tudtak csuklós buszokat gyártani. A buszok főleg a nagyobb városokban közlekedtek, de kisebb települések is rendelkeztek pár darabbal, és helyközi forgalomban is előfordultak. Helyi forgalomban az ¼ részben eltolható ablakú és 4 harmonikaajtós 280.08-as, helyközi forgalomban a 2 harmonikaajtós 280.10-es altípus volt a jellemző. Az Ikarus kiszorulása a Karosa B 741-es típusú csuklós busz 1991-es megjelenéséhez köthető.
Prága első 280-asát 1972-ben szerezte be, amely ekkor még csak tesztelés céljából érkezett a fővárosba, és gyenge motorjának köszönhetően nem tett jó benyomásokat. 1976-ban azonban újabb tesztpéldányt kértek, mert az utasforgalom növekedése indokolttá tette a csuklós buszok közlekedtetését. Az újabb teszt már sikeres volt, így 1977-ben 20 darab 280.08-ast rendelt a prágai közlekedési vállalat (DPP), melyek 1978 januárjában már forgalomba is álltak. A következő években sorra érkezetek az újabb buszok, 1985-re már 315 darab állományi 280-as volt Prágában. Az új buszok utolsó beszerzése 1991 februárjában történt meg, de 1992-ben 19 darabot használtan is vásároltak Pardubicéből. Az utolsó forgalomban lévő 280-ast 2001-ben selejtezték. A 4382-es pályaszámú Ikarust megőrizték az utókornak, mellyel többnyire a prágai tömegközlekedési múzeumban lehet találkozni, illetve néhány alkalommal az utcán is nosztalgiajáratként.
Brnóban 106 darab 280.08-as és 10 darab 280.12-es közlekedett. A buszok 1980-tól 1989-ig érkeztek, az utolsó darabot 2001-ben selejtezték, illetve számos példányt eladtak Bulgáriába, Oroszországba, Magyarországra és Szlovákiába. A 2090-es pályaszámú buszt a Műszaki Múzeum tulajdonában van, és nosztalgiacélokat szolgál.
Ostravában 1977-től 1990-ig 102 darab csuklós Ikarust állítottak forgalomba. Az ezredfordulóra már egy sem közlekedett, ám megőrizték a 4070-es számú 280.10-est, amellyel azóta is lehet találkozni nosztalgiautak során.
Csehországban az utolsó Ikarus 280-ast – amely Tábor városában közlekedett – 2007-ben vonták ki a forgalomból.

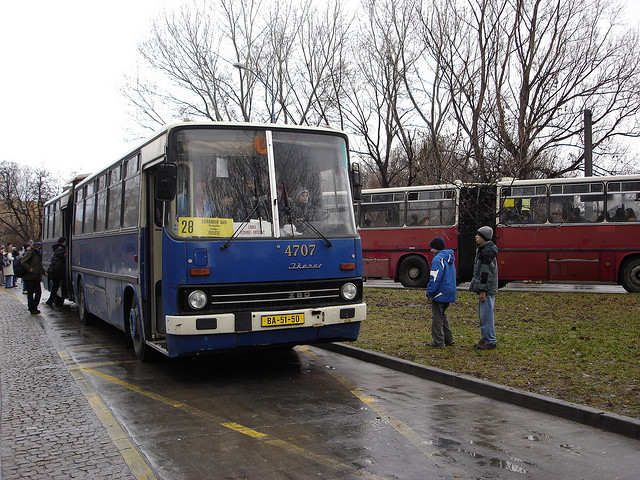
Az utolsó három csuklós Ikarus utolsó munkanapja Pozsonyban

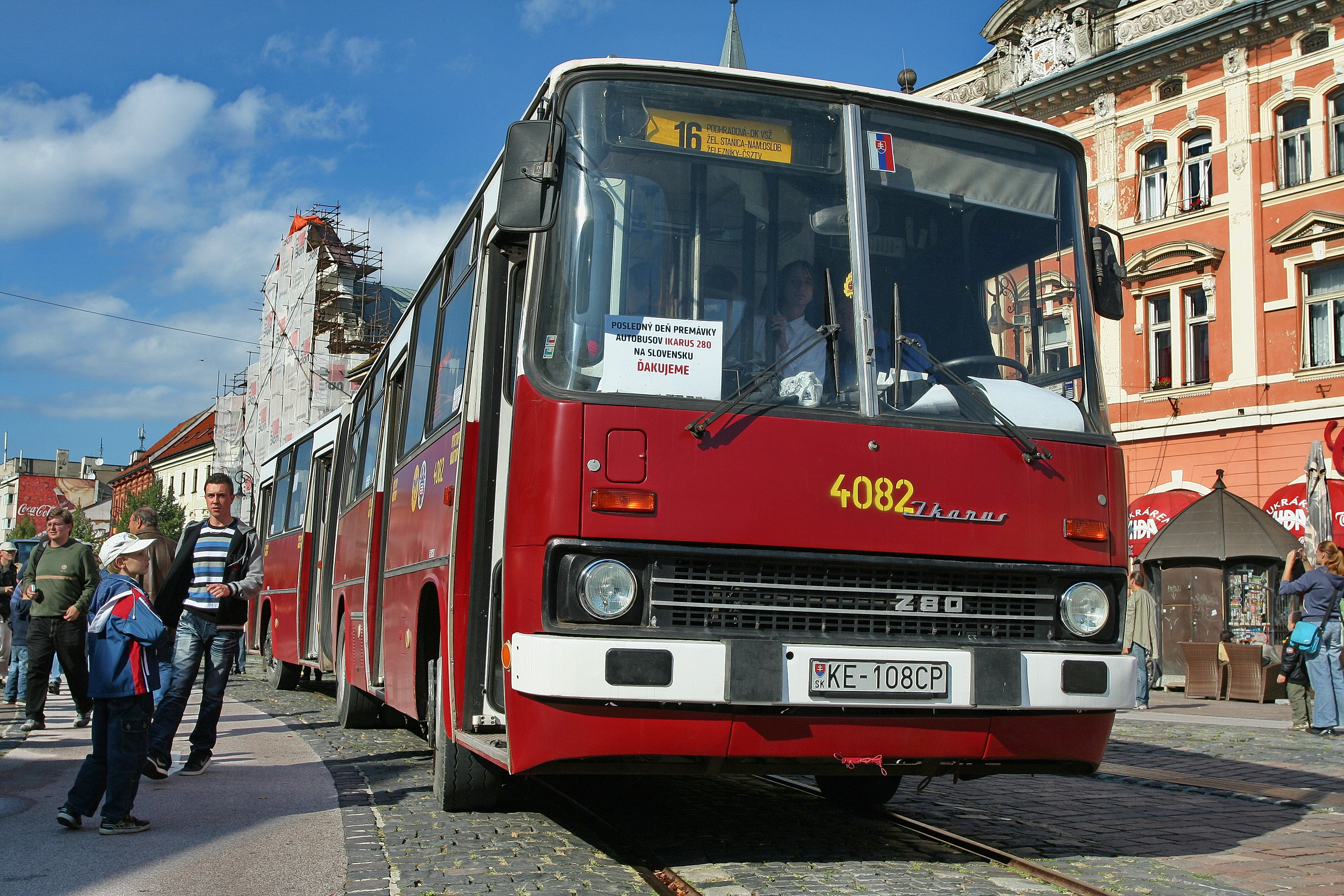
Az egyik kassai nosztalgiabusz

Pozsony 1974-ben szerzett be először csuklós Ikarust, ekkor 13 darab 280.08-as altípusú busz érkezett, melyeket 500–512 pályaszámokkal vettek állományba. Majdnem évente további buszokat vásároltak, az első selejtezések már 1979-ben megtörténtek. 1980-ban a 280.10-es, 1984-ben a 280.12-es altípusból is vásároltak tíz, illetve húsz darabot. Az utolsó beszerzés 1992-ben történt, ekkor 28 darab állt forgalomba a 280.08-asokból, közülük kerültek ki az utolsó forgalomban lévő példányok is, amelyeket 2008-ban selejteztek. A 34 év alatt Pozsony összesen 761 darab buszt vásárolt. Az 1987-es gyártású 2881-es pályaszámú Ikarus 280.08-ast megőrzés céljából félretették, majd a nosztalgiaüzem része lett.
A többi szlovák város közül Kassa rendelkezett még nagyobb állományi darabszámmal, itt 1975-től 1995-ig 144 darab 280-as közlekedett, nagy részüket újonnan vásárolták. 2001-ben további egy darabot vásároltak használtan. Az utolsó darab 2010-ig volt forgalomban. A 4082-es és a 4085-ös pályaszámú buszokat megőrizték, az egyik a kassai Szlovák Műszaki Múzeum tulajdona, a másik a közlekedési társaság birtokában van.
Nyitrán már 1974-ben megjelent az első három darab 280.08-as, és még 2005-ben is szereztek be párat. Összesen 57 példány közlekedett a városban, az utolsókat 2009-ben selejtezték. Az NR-441BE rendszámú buszt nosztalgiacélokkal megőrizték.
Besztercebányán több vállalatnak is volt a birtokában 280-as, összesen 62 darab 280.08-as és 280.10-es járt a városban és környékén. Az utolsó selejtezés 2006-ban történt meg.
Eperjesen 33 darab 280.08-as és 280.10-es közlekedett, amelyeket 1978 és 1990 között gyártottak. 2006-ban már egyik sem volt forgalomban.
Zsolnán 29 darab közlekedett, főként 280.08-asok és 280.10-esek, de három darab 280.00-suk is volt. 1995-től már egyik sem járt forgalomban.
Trencsénben 18 darab 280-as közlekedett, az első példányokat 1988-ban szerezték be, nagy részüket használtan. Kettő darab 280.87-essel is rendelkeztek, melyeket újonnan szereztek be 1995-ben, és 2008-ig voltak forgalomban.

### Görögország
Görögország számára az Ikarus 1978-ban építette a 280.22 változatú buszt, amely a próbafutások után visszakerült Magyarországra. Habár a teszt sikeres volt, Athén a keskeny és a meredek utcák miatt inkább a szóló változatból (Ikarus 260) rendelt 300 darabot, amit az Ikarus rekord gyorsan teljesített.

### Közel-Kelet
Irán összesen 489 darab 280-ast vásárolt, többnyire a 280.69-es változatból, amelyek Teheránban jártak. A buszok különleges kialakítással rendelkeztek, a második ajtó a szokásosnál előrébb helyezkedett el, negyedik ajtaja pedig nem volt. A szigorú vallási előírások szerint a férfiak utaztak elöl, a nők pedig hátul, a csukló részen, a két területet vaskorlát választotta el egymástól.
Egy 1980-as gyártású 280.31-es kísérleti darab készült Kuvaitváros számára, ám végül a fővárosi közlekedési cég nem vette meg. Mivel túl drága lett volna visszajuttatni Magyarországra, ezért távolsági közlekedésre használták Kuvaitváros és Fahaheel között. Az ország végül Ikarus 216-osokat vásárolt, amely ránézésre egy csukló nélküli 280-asra hasonlít.
Egy darab 280.45-ös busz 1982-ben Szíriába került, melyet sorozatgyártás nem követett.

### Lengyelország

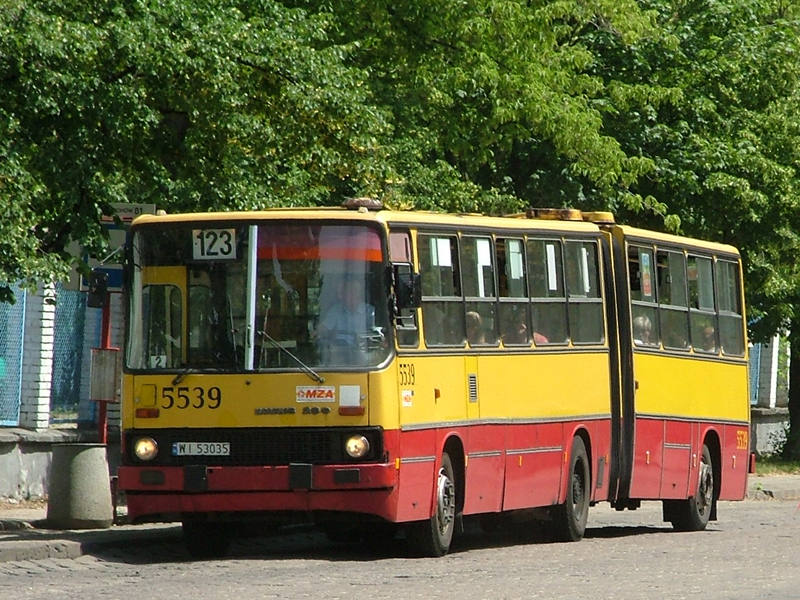
A varsói 123-as vonalon 2007-ben

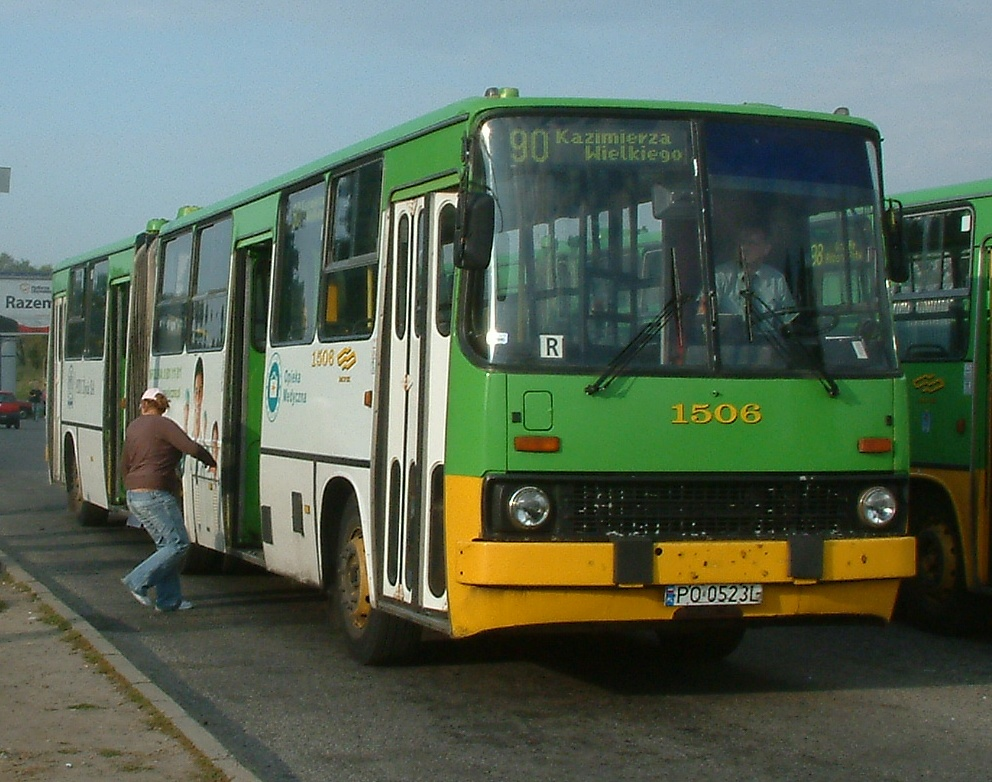
Poznańban 2006-ban

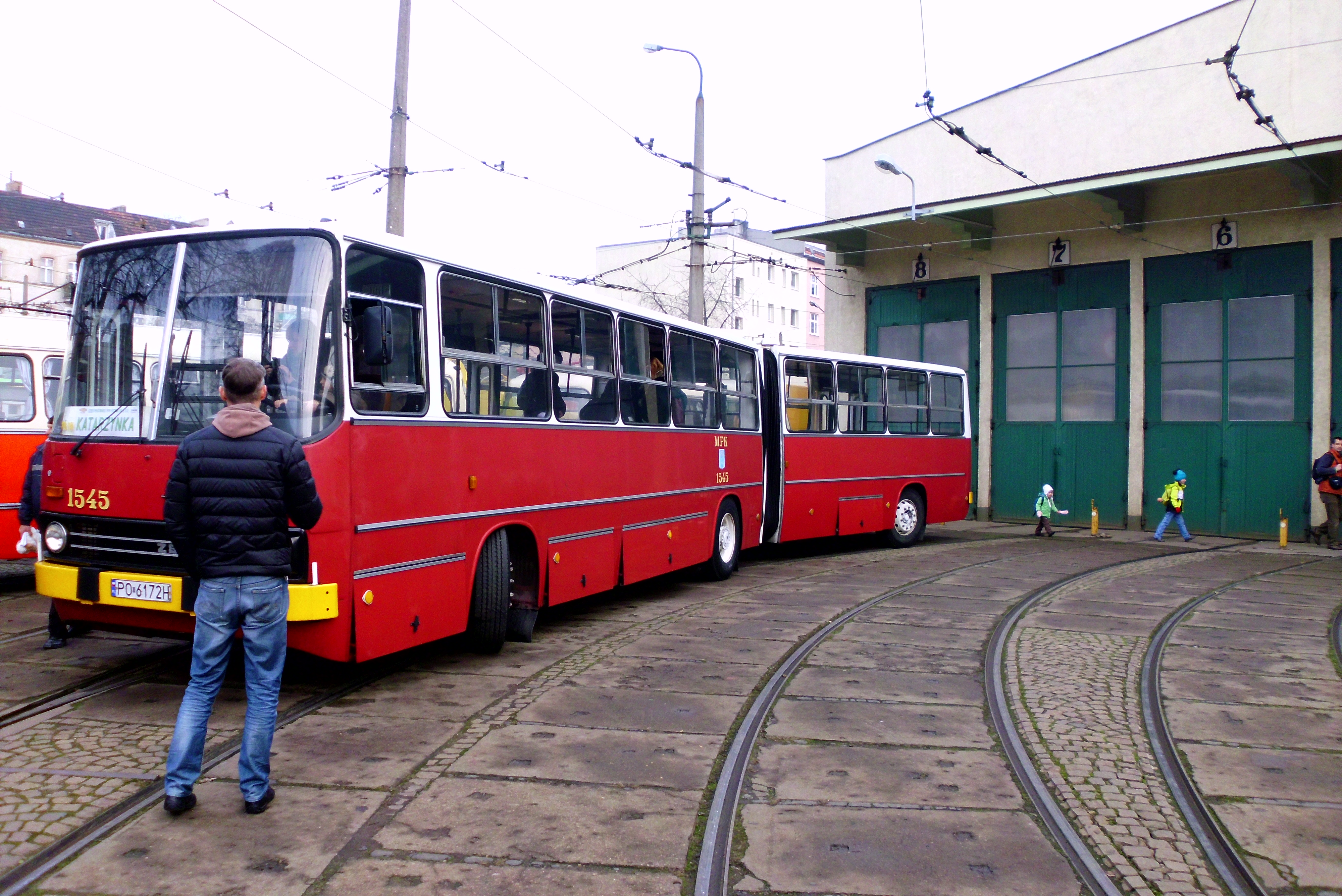
Poznańban nosztalgiabusz 2014-ben

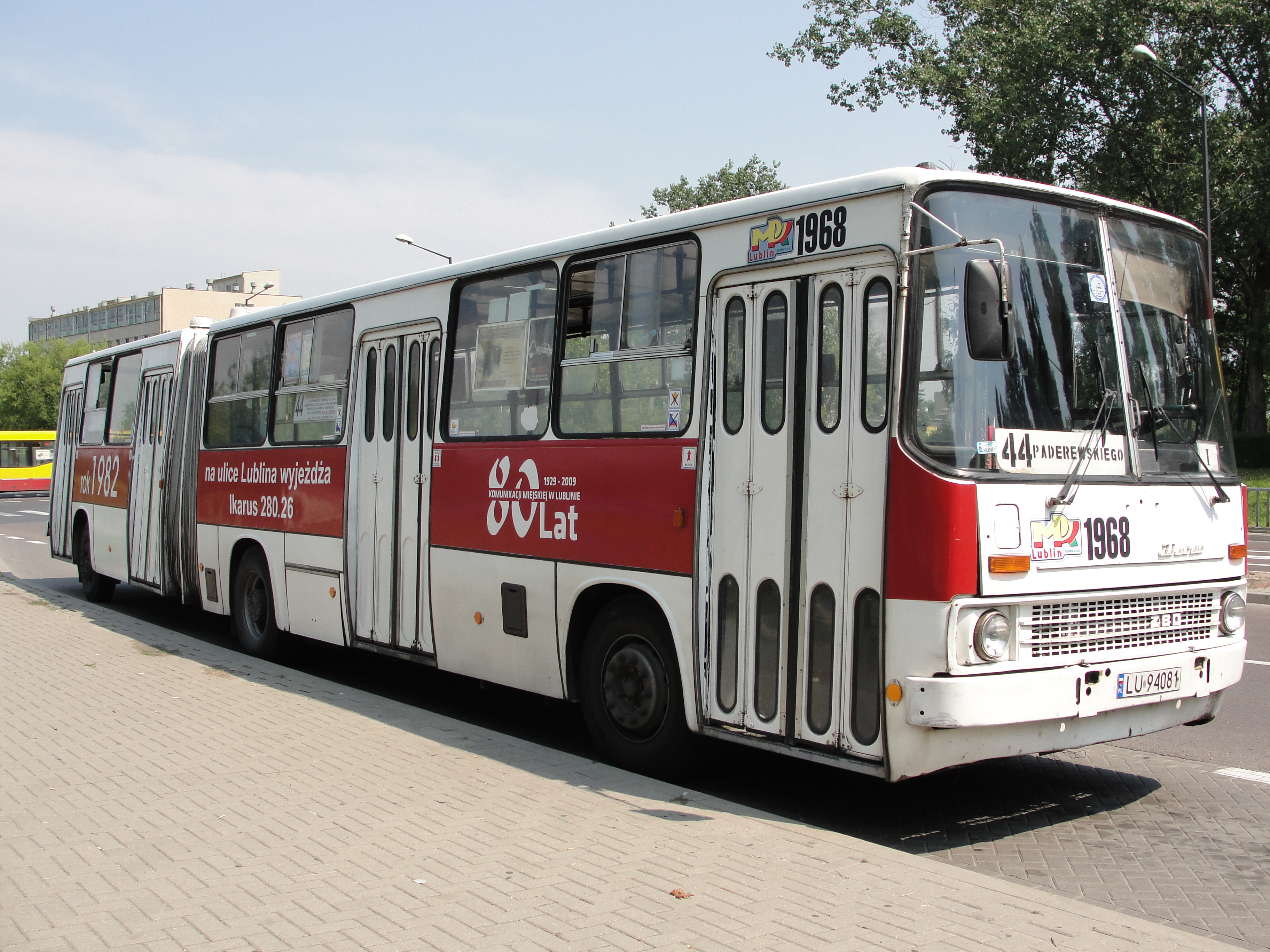
Lublinban 2009-ben

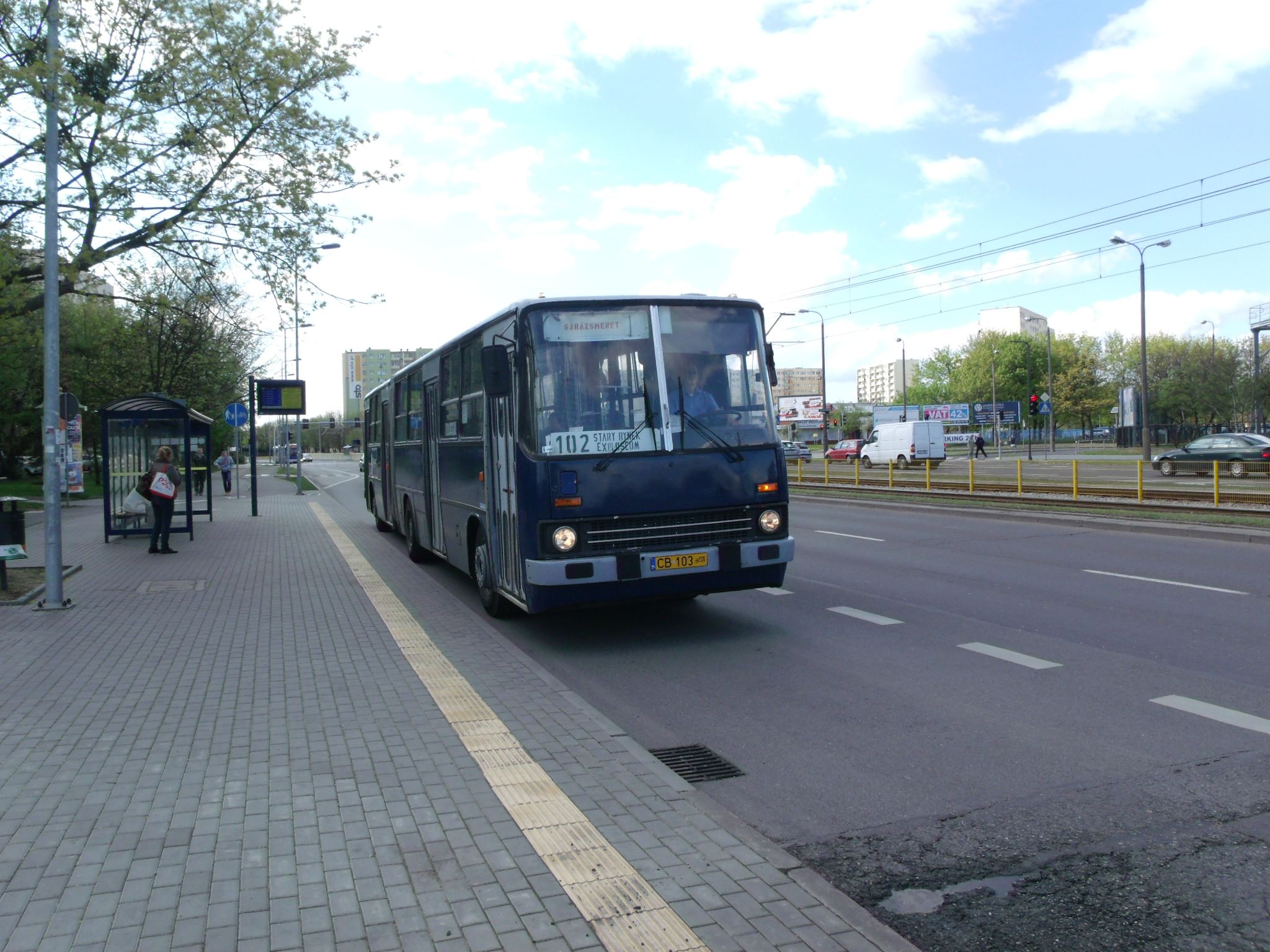
Egy korábbi budapesti busz (frsz. BPO-471) magánkézben Bydgoszczban 2015-ben, múltjára a festésén kívül a magyar nyelvű garázsmenet tábla utal

Lengyelország nagy felvásárlónak számított, a lengyel nagyvárosok tömegével rendeltek a magyar csuklós buszból, de helyközi forgalomban is lehetett velük találkozni. 1981-ben már közel 900 darab, 1988-ban pedig 4650 darab Ikarus 280-as járt Lengyelországban, amelyek főként a Berliety és a Jelcz buszokat váltottak.
Varsó már 1978-ban vásárolt az új magyar buszokból, melynek oka a lengyel buszok gyors elhasználódása és az egyre növekvő utasszám volt. Eleinte a 280.11-es altípusú buszokat vásárolták, majd a lengyelek külön kéréseit felhasználva az új 280.26-os altípusú buszból is importált a MOGÜRT. A buszok Csepel váltóval és Rába-MAN motorral, illetve LIAZ-tengellyel készültek, majd az Ikarus áttért az MVG-tengelyre. Az összkomfortot tovább emelte a tágas belső tér és a légrugózás. Az 1990-es évektől a további újdonságokat tartalmazó 280.70-es változat érkezett a lengyel fővárosba, 1993-tól pedig az új flottaszínnek megfelelően a sárga-vörös festést kapták. A városban járt továbbá 1992-től 2012-ig 18 darab 280.58-as is, amely eltérő hajtáslánccal rendelkezett, illetve kísérletképpen két darab 280.37-es is, melyek sokkal erősebb motort kaptak, és kívülről is könnyen felismerhetőek voltak, ugyanis a második ajtót előrébb helyezték el, a motor és az üzemanyagtartály nagyobb térigénye miatt. A buszok a „bölény” becenevet kapták a jellegzetes motorhangjuk miatt. A próbaüzem sikerrel zárult, ezért további 25 darabot rendeltek az altípusból, ám egy kicsit gyengébb motorral. A sebességváltó és a hajtás eltérése miatt különböző jelzéssel álltak forgalomba (280.37A, 280.37B és 280.37D). 1994-ben öt darab 280.38A típusjelzésű buszt szereztek be, majd 1995-től a 280.70-es változatból (280.70B és 280.70E változat) is érkezett mintegy 150 darab. Az utolsó szállítmány 1998 februárjában érkezett meg, így a kezdetektől összesen mintegy 1500 buszt vásárolt Varsó. A buszok még több mint tíz évig járták Varsó utcáit, az utolsó jármű 2013. november 29-én szállított utasokat. Többségüket selejtezték, négy darabra üzemi vontatójárműként számítottak, illetve egy darab 280.37-est és egy darab 280.70E-t nosztalgiajárműként vettek állományba. A Klub Miłośników Komunikacji Miejskiej (KMKM) nevű szervezet 2010-ben megvásárolta és felújította a 2600-as számú Ikarus 280.26-ost, amely azóta nosztalgiabuszként üzemel.
Poznańban 1981-től 2010-ig közlekedtek a 280.02-es, a 280.26-os és 280.70A altípusú buszok, melyekből összesen 211 darabot vásároltak. Az egyik 1986-os évjáratú 280.26-os buszt megőrizték, és nosztalgiajárműként üzemel.
Gdańskban is mindennapos szerepük volt, közel 100 darab 280.26-os és 280.58-as altípusú csuklós Ikarus járt a városban. Egy piros-sárga festésű 280.26-ost megőriztek, melyet bérbe adnak esküvőkre, partikra, vagy egyéb rendezvényekre.
Krakkóban először 1981-ben vásároltak 100 darab 280.26-os buszt, majd 1990-ig minden évben újabb példányok érkeztek, így összesen 299 darabra tettek szert. Népszerűségét többek között annak köszönhette, hogy a többi buszhoz képest több utast tudott elszállítani, erősebb motorral rendelkezett és az utasok kényelmesebbnek is találták. Az ezredfordulóra a legtöbb buszt selejtezték, helyüket az új Scania és Jelcz buszok vették át. Menetrend szerint az utolsó busz 2007. szeptember 24-én szállított utoljára utast, de hat darab még egy ideig labdarúgó-mérkőzések idején a szurkolók utaztatásában segédkezett. A város több darabot is megőrzött az utókor számára, a DK 260-as számút 2007-ben újították fel, először sötétkék-világoskék színekben, majd a hagyományos krakkói vörös-fehér színezést kapta. Múzeumban és nosztalgiameneteken egyaránt találkozni lehet vele. A 24575-ös számú darabot világoskék színezéssel használják nosztalgiaútvonalakon, melyet 2012-ben vásároltak Siedlce városából.
Wrocławban 2014-ben is volt még forgalomban lévő 280-as, sorsukat az újonnan érkező Solaris buszok pecsételték meg. A város az 1980-as évek elejétől kezdve összesen 325 darabbal rendelkezett. 2009-ben Guinness-rekord-kísérletként 320 utas szállt fel egy wrocławi 280-asra.
Lublinban 1985-től 2012-ig összesen 126 darab 280-as közlekedett, többnyire a 280.26-os altípusból. Egy 1985-ös gyártású buszt a Lubelskie Towarzystwo Zrównoważonego Transportu nevű szervezet megőrzött.
Szczecinben 262 darab csuklós Ikarus járt, melyeket 1981-től 1992-ig szereztek be, de ezek után is még 17 évig jártak a városban, amit elsősorban a felújításoknak köszönhettek. 2007-ben két 280-ast is sikerült eggyé alakítaniuk. Az utolsó busz 2009. április 6-án vett részt utasszállításban. A 2252-es számú példányt a Szczecini Műszaki- és Közlekedési Múzeumban őrzik.
Lengyelországban már csak elvétve lehet találkozni forgalomban lévő Ikarus 280-assal, de például Bielsko-Biała városban 2017 januárjában is forgalomban volt tíz darab 280.70E, hat darab 280.37-es és három darab 280.37B.

### Németország

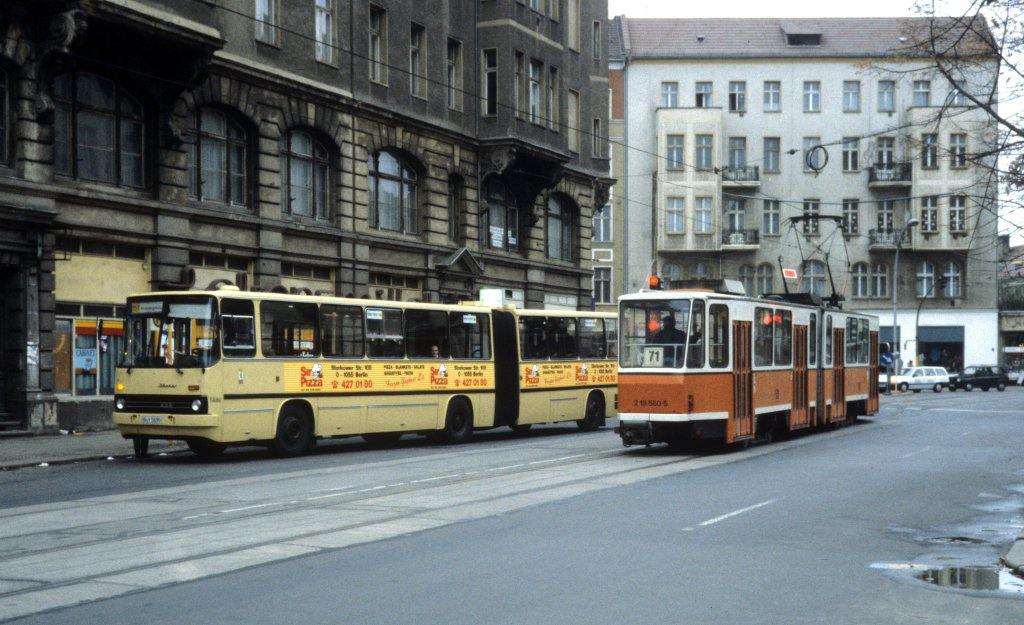
1992-es berlini életkép Ikarus busszal és Tatra villamossal

Az Ikarus gyár második legnagyobb felvásárló országaként, az NDK-ba több ezer csuklós Ikarus érkezett, ebből közel 1700 darab Kelet-Berlinben közlekedett, többnyire a 280.02-es városi kiszerelésből, de beszereztek a 280.03-as távolsági kiszerelésű buszból is. A buszok botváltóval és sok osztatlan ablakkal rendelkeztek. Németország újraegyesítése után a legtöbb példány visszakerült Magyarországra, és helyi Volánoknál álltak forgalomba, a maradék mintegy 50 buszt pedig fokozatosan selejtezték, vagy eladták külföldre, az utolsó darab 2000-ben járt utoljára a német fővárosban, majd a fehérorosz Hrodna városa vette meg. A Denkmalpflege-Verein Nahverkehr Berlin (Berlini Tömegközlekedési Emlékegyesület) két darab csuklós Ikarust őrzött meg, egy városi és egy távolsági változatot, melyeket azóta is meg lehet tekinteni a múzeumban, illetve nosztalgiautak során. A berlini közlekedési vállalatnak, a BVG-nek is van egy felújított 280-asa, amely a Partibusz nevet kapta, és ki lehet bérelni a cégtől. Chemnitzben is felújításra került egy 280.03-as busz, amely magánkézben van.
Lipcse 1975 és 1990 között szerzett be 89 darab 280.02-est, illetve 1978-tól 1990-ig Berlinből kölcsönvett további 26 darabot. A városban az utolsó jármű a 67-es és a 89E vonalakon 2001. március 7-éig közlekedett. A 208-as számú buszt felújították és nosztalgiajárműként őrzik.

### Szovjetunió és utódállamai

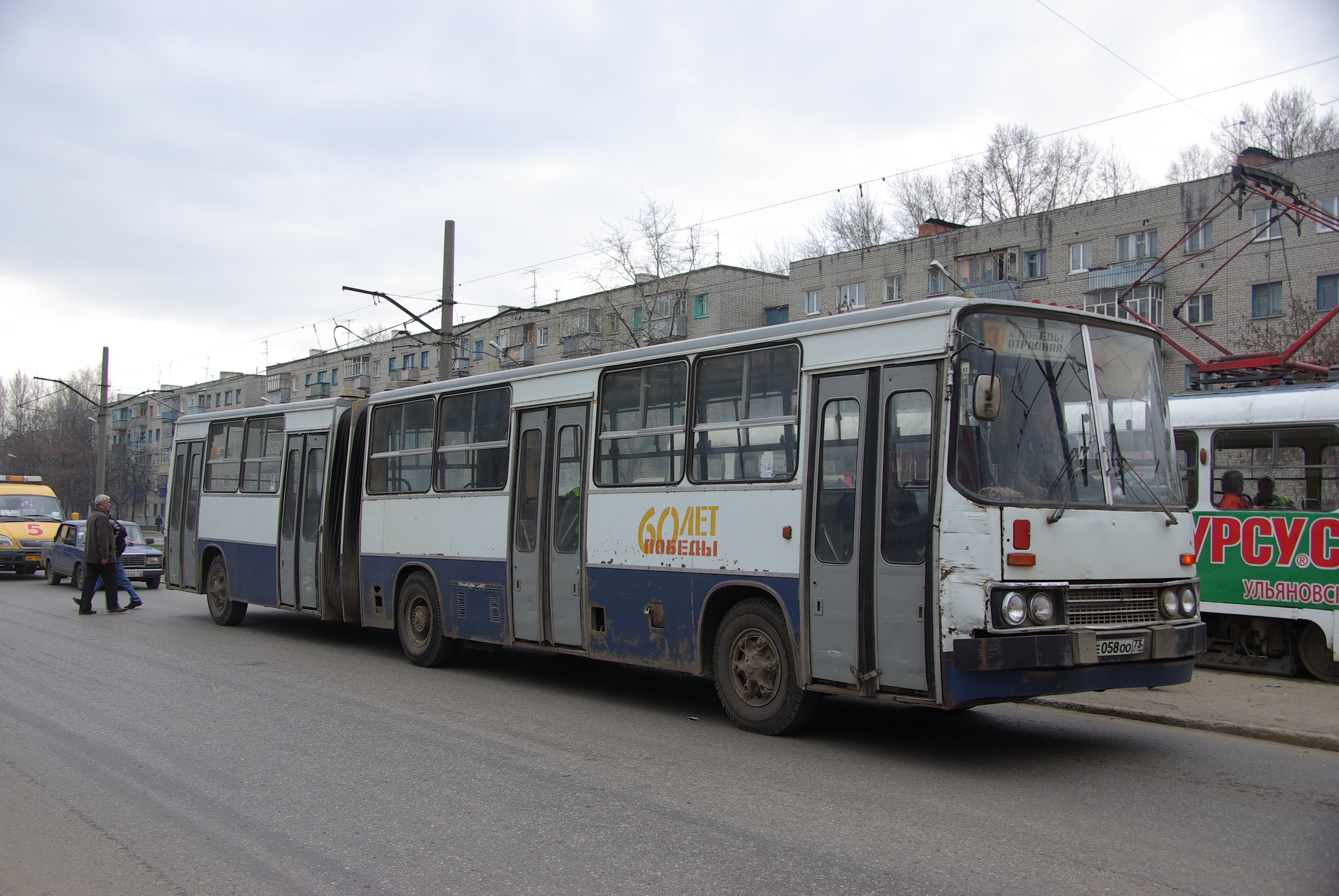
Egy igen leromlott állapotú 280-as Uljanovszkban, 2008-ban

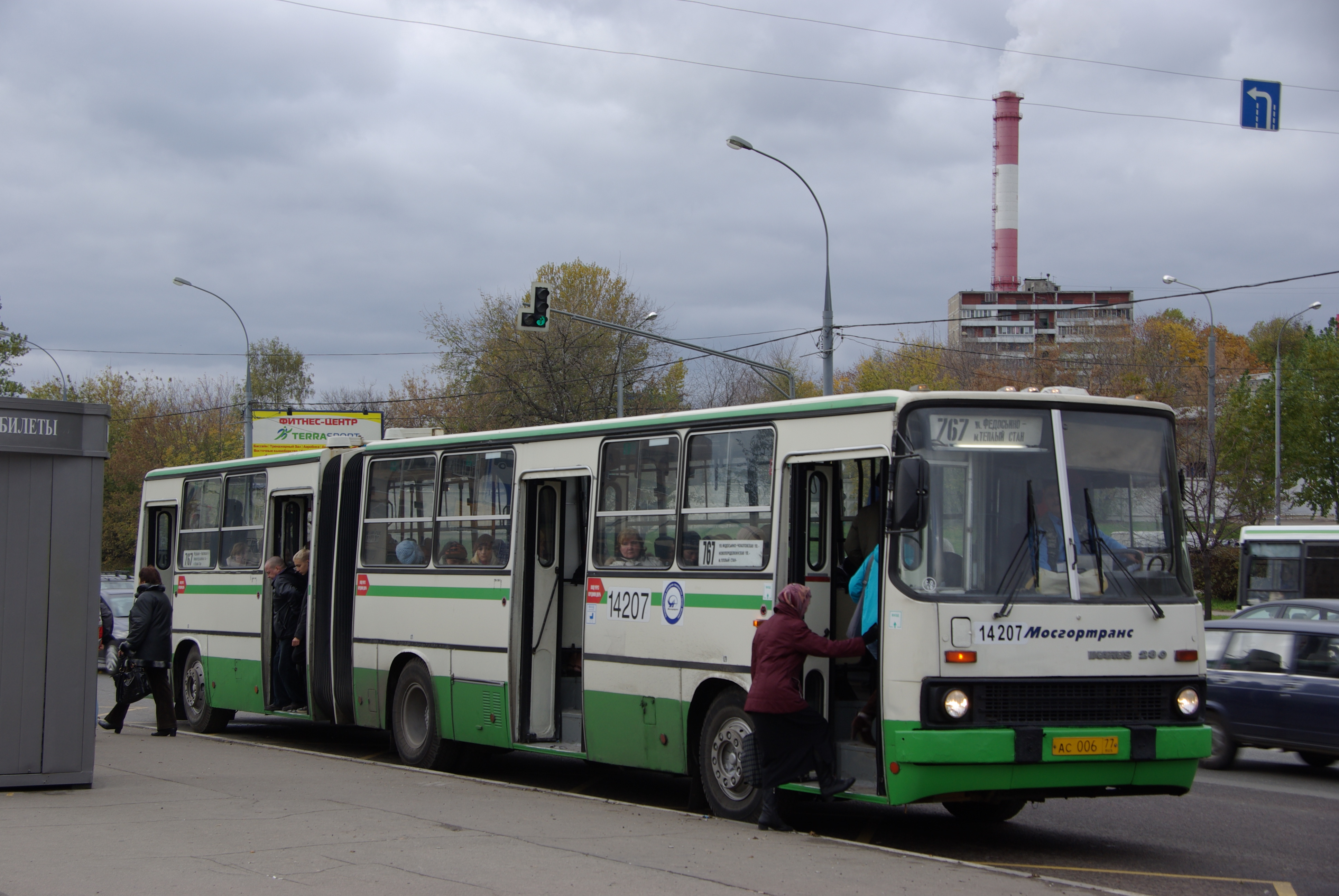
Moszkvai 280-as a helyi zöld-fehér flottaszínnel

A Szovjetunió az Ikarus legnagyobb felvásárlója volt, a 280-as típusból több mint 25 000 buszt vásároltak különböző altípusokkal, a Szovjetunió felbomlása után pedig Oroszország is még mintegy 5500 darabot rendelt. A prototípus már 1970-ben megérkezett, a sikeres teszt után a sorozatgyártás 1973-ban indult, az új buszok főleg Ikarus 180-as buszokat váltottak. 1990-ben a magyar kormány nem engedett ki majdnem 1000 buszt, többnyire Ikarus 263-ast és 280-ast, mert a rubel annyira inflálódott, hogy nem fedezte a buszok előállításainak költségét. Így maradt Magyarországon az 1993-ban legyártott 200 000. Ikarus 200-as busz is. A gyár körül folyó állandó huzavonák ellenére további nagy megrendeléseket teljesített az Ikarus, többnyire továbbfejlesztett változatokkal, például a holland Deltec céggel közösen kifejlesztett Ikarus 280.52F, melyek motorja földgázzal működött és Szegeden álltak forgalomba, majd később pár darab Oroszországba és Romániába is került. A rendelések teljesítését segítette, hogy az orosz műhelyek megtanulták összeszerelni a buszokat, így csak az alkatrészeket és a vázakat szállították le a magyarok, a buszokat helyben szerelték össze az oroszok. A Szovjetunióban és utódállamaiban négy altípus fordult elő a legnagyobb számban. Az elsők között 280.01-esek érkeztek. Az ASH 75.2-A8 sebességváltóval rendelkező buszokat 1980-ban váltották a ZF S6-90U sebességváltóval rendelkező 280.33-asok. 1987-től 1989-ig eltérő üléselrendezéssel és bolygóajtókkal érkezett a 280.48-as altípus. A következő évben áttértek a 280.64-esre, amely csak apróbb módosításokon esett át, mint például a belső világítás cseréje. Kisebb számban egyéb altípusú buszok is érkeztek, illetve 1990-től használtan is vásároltak, főleg az NDK-ból.
A moszkvai Moszgortransz is több ezerrel rendelkezett a típusból, még 2001-ben készült példányok is kerültek az orosz fővárosba. 2010-ben 1390 darab forgalomban lévő 280-asuk volt, ez 2012-re 450 darabra apadt, és ezeket is folyamatosan vonják ki, helyüket új alacsony padlós járművek veszik át.

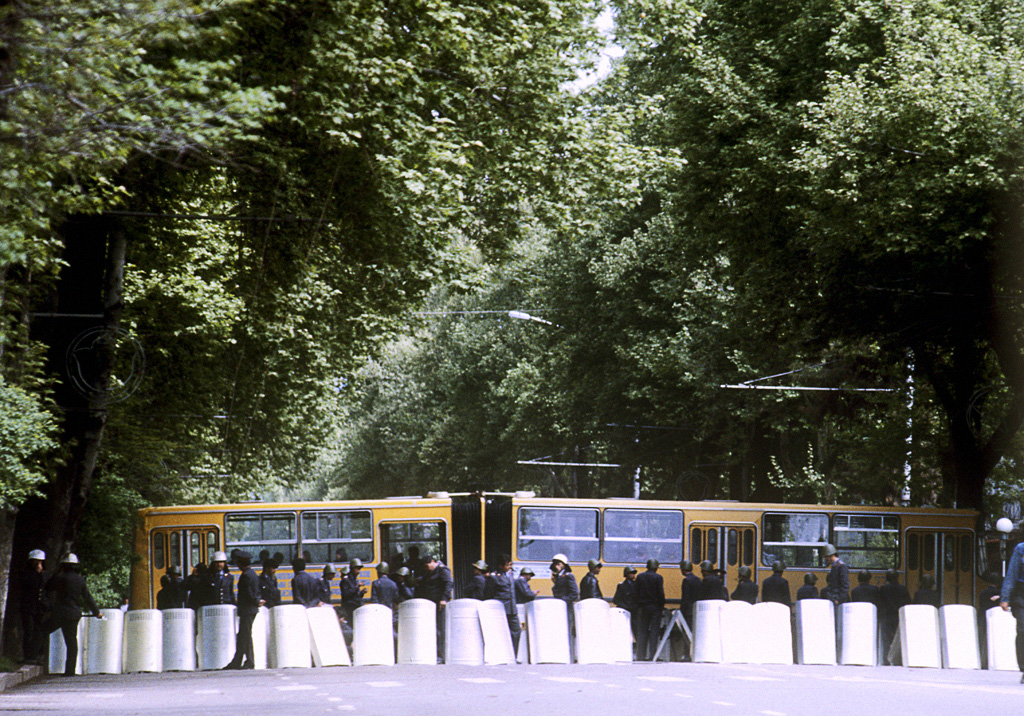
A Szovjetuniótól függetlenné váló Tádzsikisztánban kitört polgárháború alatt kordonként használt Ikarus 280-as

A mai Oroszország területén elvétve még találkozni lehet Ikarus 280-as buszokkal, főleg a keletebbre fekvő részeken, a legtöbb helyen azonban már átadták helyüket a korszerűbb buszoknak.
Kijevbe is nagy számmal érkeztek 280-asok, először 1973-ban szállított a MOGÜRT, a leggyakoribb a 280.33-as változat volt. Mintegy 700 darabbal rendelkeztek, melyek már nem közlekednek. A csernobili atomkatasztrófát követő evakuálást mintegy 1200 darab, többnyire Kijevből átirányított Ikarus és LAZ buszokkal végezték. A pripjaty-i felvételeken Ikarus 280-as csuklós buszok is feltűnnek. A katasztrófa után a járműveket roncstemetőben helyezték el, az erős radioaktív sugárzás miatt. Kijevben 2011-ben vonták ki az Ikarusokat a forgalomból.
A Balti államokba is eljutott a típus, főleg a 280.48-as változat, melyek többnyire a fővárosokban jártak, Tallinnban, Vilniusban és Rigában, utóbbi helyen nosztalgiajárművel is rendelkeznek.
Kazahsztánban és Tádzsikisztánban is jártak csuklós Ikarusok, előbbibe tíz darabot, utóbbiba hét darabot újonnan szállítottak le, illetve használtan is vásároltak. Az utolsó legyártott 280-asok is Tádzsikisztánba kerültek 2003-ban.
Moldova 1998-ban 21 darab 280.33O altípusú buszt vásárolt újonnan, illetve öt darabot használtan szerzett be, melyek Chișinăuba kerültek, ahol jelentős részük 2022-ben még forgalomban volt.
A fehérorosz Amkodor gyár, amely főként mezőgazdasági gépek gyártásával foglalkozott, 1993-ban félkész Ikarus 280-asokat kezdett el összeszerelni saját néven. Az Amkodor-10126 névre keresztelt járműveket Pinszkben szerelték össze, a buszok homlokfalán az Amkodor és az Ikarus logó is feltűnt. Végül csak 47 darab készült el ezzel a módszerrel, illetve további 30 darab 280-ast átalakítottak. A járművek főként Minszkben, illetve Breszt, Mahiljov és Hrodna környékén álltak forgalomba.

### Románia

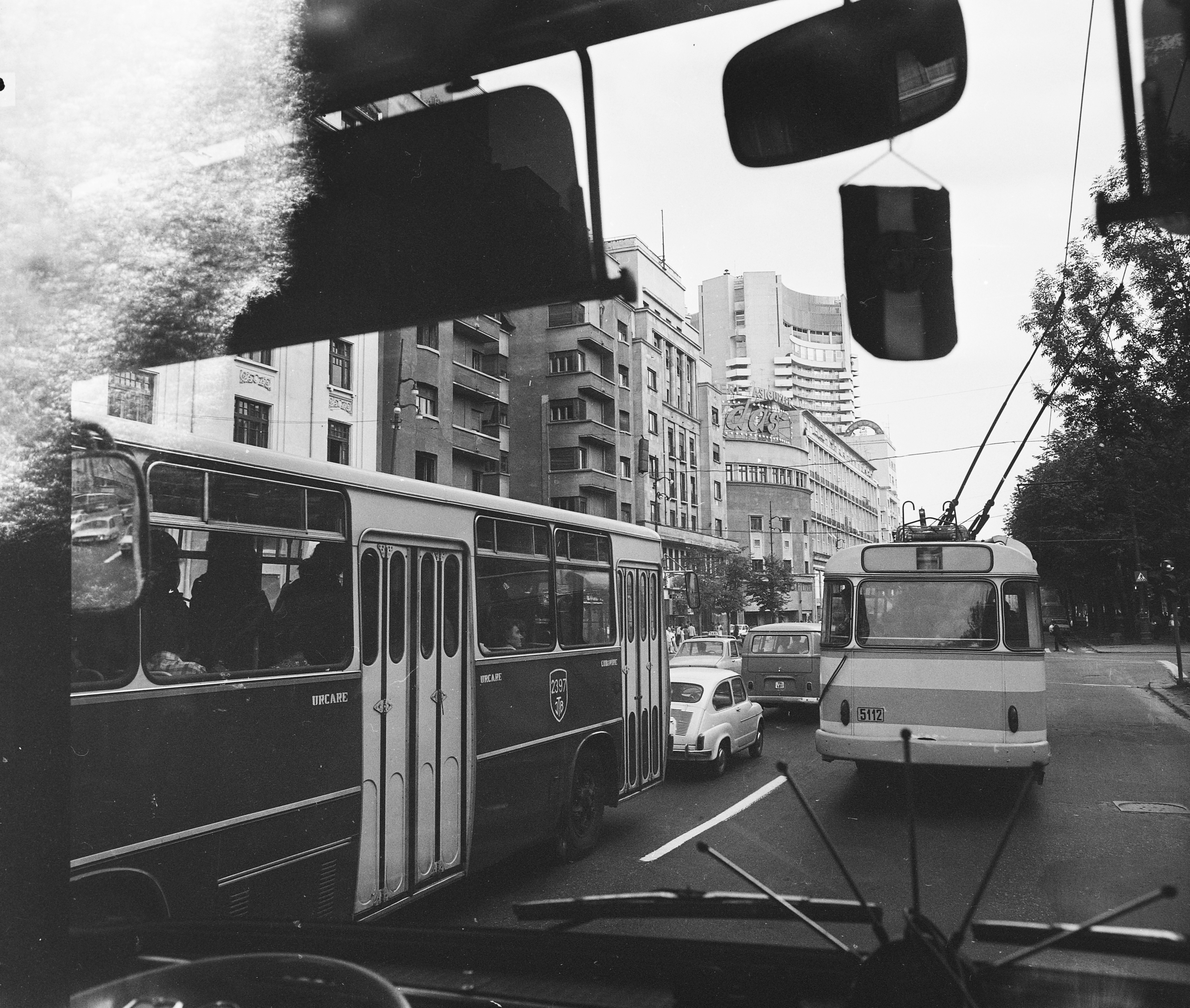
Ikarus 280-as Bukarestben, 1977-ben

Románia számára külön csak egy sorozat készült, a 280.05-ösöket 1977-ben gyártották, melyek többnyire Bukarestben álltak forgalomba. Ezek után a románok inkább saját gyártású csuklós buszokat vásároltak. Az 1990-es évektől azonban magyar Volán-társaságoktól, az NDK-ból és Oroszországból használtan vásároltak autóbuszokat, amelyek többek között Aradon, Nagyváradon, vagy Szatmárnémetiben teljesítettek szolgálatot. Ploiești 2011-ben 41 darab csuklós Ikarusszal rendelkezett, volt köztük különleges homlokfalú, illetve hét darab LPG üzemű busz is (ezeket a tetőn elhelyezett tartályról és a virágmatricákról lehetett felismerni).

### Távol-Kelet
A 200-as sorozat megjelenésének idején Kínában már népszerűek voltak az Ikarus buszok, többek között az Ikarus 31-esekből 640 darabot vásároltak, majd az Ikarus 60-as és az Ikarus 55-ösből is került az ázsiai országba. Az új csuklós busz sorozatgyártásának legelején a 280.01-es és 280.19-es változatból 187 darabot szereztek be, amit több autóbusz azért nem követett, mert megromlott a két ország kapcsolata.
Feljegyzések szerint az Ikarus öt darab 280-ast adott el Japánnak, azonban ezek a buszok sosem közlekedtek a szigetországban, hanem egy japán cég, az International Procurement and Service Corporation (IPS) kötötte a szerződést Luxemburgban 1978 májusában öt darab, az NDK-exporttal megegyező Ikarus 280.02-es autóbusz vásárlásáról. A buszokra a japán érdekeltségű, de németországi Schwedtben létesített vegyi üzemnél volt szükség.

### Törökország
Az Ikarus buszok Törökországban is hosszú karriert futottak be, főleg a nagyvárosokban. A törökök több mint 2986 darab szóló Ikarus mellett 911 darab Ikarus 280-ast is beszereztek, melyek Isztambulban, Ankarában, İzmirben, Bursában, Eskişehirben és Antalyában jártak. A törököknek eleinte fizetési gondjaik voltak, ezért dohánnyal, pamuttal, zöldséggel és gyümölccsel fizettek a buszokért. Az 50 darab 280.25-ös Isztambulban állt forgalomba. 1980-ban a 280.28-as változat bemutatópéldány is a városban járt, majd 1991-ben 130 darab 280.67-est vásároltak, immáron pénzért. A városban már nem jár egyik típus sem, 2013 körül az utolsót is selejtezték. 1990-ben Antalyába és Eskişehirbe 280.68-as, 1991-ben İzmirbe 280.66-os, 1992-ben pedig Bursába 280.68A altípusú buszokat szállított le a MOGÜRT. Bursa később a 280.72-es változatból is rendelt. A főváros Ankara először 1980-ban 50 darab 280.25-öst, majd 1985-től 1991-ig 333 darab 280.28-ast vásárolt, melyek közül a 2011-es adatok szerint már csak 23 darab volt forgalomban.

## Modellváltozatok
| Ikarus 280 típusú autóbusz modellváltozatai | Ikarus 280 típusú autóbusz modellváltozatai                                             | Ikarus 280 típusú autóbusz modellváltozatai                                                                     | Ikarus 280 típusú autóbusz modellváltozatai                         | Ikarus 280 típusú autóbusz modellváltozatai                                                       | Ikarus 280 típusú autóbusz modellváltozatai | Ikarus 280 típusú autóbusz modellváltozatai | Ikarus 280 típusú autóbusz modellváltozatai | Ikarus 280 típusú autóbusz modellváltozatai                       |
| Altípus jelzése                             | Készült, gyártásban                                                                     | Motor | Váltó                                                               | Ajtóelrendezés, ajtófajta                                                                         | Gépészeti megoldás                          | Férőhelyek száma (Ülő+álló)                 | Utastájékoztatás                            | Egyéb                                                             |
| ------------------------------------------- | --------------------------------------------------------------------------------------- | --- | ------------------------------------------------------------------- | ------------------------------------------------------------------------------------------------- | ------------------------------------------- | ------------------------------------------- | ------------------------------------------- | ----------------------------------------------------------------- |
| 280.00                                      | A BKV számára (1973–1986)                                                               | Rába-MAN D2156HM6U                                                                                              | Prága 2M70                                                          | 4-4-4-4 harmonikaajtók (1973–1986); bolygóajtók (1986)                                            | MVG 832 tengelyek                           | 35+112                                      | Táblák                                      | billenőkapcsolós ajtónyitók                                       |
| 280.01                                      | A Szovjetunió és Kína számára                                                           | Rába-MAN D2156HM6U                                                                                              | ASH 75.2-A8                                                         | 4-4-4-4 harmonikaajtók                                                                            |                                             | 37+109                                      | Táblák                                      |                                                                   |
| 280.02                                      | Az NDK számára (–1978)                                                                  | Rába-MAN D2156HM6U                                                                                              | ASH 75.2-A8                                                         | 4-4-4-4 harmonikaajtók                                                                            |                                             | 37+109                                      | Táblák                                      |                                                                   |
| 280.02                                      | Az NDK számára (1978–1990)                                                              | Rába-MAN D2156HM6U                                                                                              | Cs.ZF S6-90U                                                        | 4-4-4-4 harmonikaajtók                                                                            | MVG 832 tengelyek                           | 37+109                                      | Táblák                                      |                                                                   |
| 280.03                                      | Az NDK számára (–1978)                                                                  | Rába-MAN D2156HM6U                                                                                              | ASH 75.2-A8                                                         | 2-0-2-0 harmonikaajtók                                                                            |                                             | 56+60                                       | Táblák                                      |                                                                   |
| 280.03HM                                    | A Honvédelmi Minisztérium számára                                                       | Rába-MAN D2156HM6U                                                                                              | ASH 75.2-A2.B2.C1.D3.E2                                             | 2-0-2-0 harmonikaajtók                                                                            |                                             | 56+60                                       | Táblák                                      | a 280.03 mintájára                                                |
| 280.04                                      | Bulgária számára                                                                        | Rába-MAN D2156HM6U                                                                                              | ASH 75.2-A2.B2.C1.D3.E2 (1974–1977); Cs.ZF S6-90U (1977–1982)       | 4-4-4-4 harmonikaajtók                                                                            | MVG 832 tengelyek                           | 37+110                                      | Táblák                                      |                                                                   |
| 280.05                                      | Románia számára (1977)                                                                  | Rába-MAN D2156HM6U                                                                                              | ASH 75.2-A8                                                         | 4-4-4-4 harmonikaajtók                                                                            |                                             | 35+111                                      | Táblák                                      |                                                                   |
| 280.06                                      | A Volán számára                                                                         | Rába-MAN D2156HM6U                                                                                              | Prága 2M70.03                                                       | 4-4-4-4 harmonikaajtók (–1985) bolygóajtók (1985–)                                                |                                             | 34+112                                      | Táblák                                      |                                                                   |
| 280.07                                      | Tunézia számára (1977)                                                                  | Rába-MAN D2156HM6U                                                                                              | ASH 75.2-A2.B2.C1.D3.E2                                             | 4-4-4-4 harmonikaajtók                                                                            |                                             | 35+132                                      | Táblák                                      |                                                                   |
| 280.08                                      | Csehszlovákia számára                                                                   | Rába-MAN D2156HM6U (–1975, 1988); Rába-MAN D2356HM6U (1978–1987)                                                | ASH 75.2-A2.B2 (–1975); ZF S6 (1978–)                               | 4-4-4-4 harmonikaajtók                                                                            | ?                                           | 37+109                                      | Táblák                                      |                                                                   |
| 280.08A                                     | Csehszlovákia és a Szovjetunió számára (1976; 1989–1990)                                | Raba-MAN D2156 HM6UT                                                                                            | Csepel ZF S6-90U-734.5                                              | 4-4-4-4 harmonikaajtók                                                                            | ?                                           | ?                                           | Táblák                                      |                                                                   |
| 280.08B                                     | Csehszlovákia számára (1992)                                                            | ? | ?                                                                   | 2-2-2-2 bolygóajtók                                                                               | ?                                           | ?                                           | Táblák                                      |                                                                   |
| 280.09                                      | Peru számára                                                                            | Rába-MAN D2156HM6U                                                                                              | ASH 75.2-A8.B2                                                      | 4-4-4-4 harmonikaajtók                                                                            |                                             | 34+?                                        | Táblák                                      |                                                                   |
| 280.10                                      | Csehszlovákia, Magyarország és a Szovjetunió számára (1975–1989)                        | Raba-MAN D2156 HM6U Raba-MAN D2356 HM6U                                                                         | ASH 75.2-A2.B4                                                      | 2-0-2-0 harmonikaajtók                                                                            | ?                                           | 57+59                                       | Táblák                                      |                                                                   |
| 280.10A                                     | Csehszlovákia számára                                                                   | Rába-MAN D2156HM6U (–1988); Rába-MAN D2156HM6UT (1989–1990)                                                     | Prága 2M70 (–1988); Cs.ZF S6-90U-734.5 (1989–1990)                  | 2-0-2-0 harmonikaajtók                                                                            | MVG 832 tengelyek                           | 57+59                                       | Táblák                                      |                                                                   |
| 280.11                                      | Lengyelország számára (1978)                                                            | Rába-MAN D2156HM6U                                                                                              | ASH 75.2-A8                                                         | 4-4-4-4 harmonikaajtók                                                                            | MVG 018.59 tengelyek                        | 35+106                                      | Táblák                                      |                                                                   |
| 280.12                                      | Csehszlovákia számára                                                                   | Rába-MAN D2356HM6U                                                                                              | Prága 2M70.18                                                       | 4-4-4-4 harmonikaajtók                                                                            | Trilex                                      | 37+103                                      | Táblák                                      |                                                                   |
| 280.13                                      | Venezuela számára (1975)                                                                | Rába-MAN D2156HM6U                                                                                              | ASH 75.2-8                                                          | 2-2-2-0 harmonikaajtók                                                                            |                                             | 43+72                                       | Táblák                                      |                                                                   |
| 280.14                                      | Venezuela számára (1975)                                                                | Rába-MAN D2156HM6U                                                                                              | ASH 75.2-8                                                          | 2-2-2-0 harmonikaajtók                                                                            |                                             | 55+50                                       | Táblák                                      |                                                                   |
| 280.15                                      | Az MKV és SzKT számára (–1989) (Néhány példány a Malévhoz és a Nógrád Volánhoz került.) | Rába-MAN D2156HM6U                                                                                              | Prága 2M70.16 ASH 75.2-A8 (Malév)                                   | 4-4-4-4 harmonikaajtók (–1985, Malévnak –1986); bolygóajtók (1986–)                               |                                             | 35+112                                      | Táblák                                      |                                                                   |
| 280.16                                      | A Volán számára (1977)                                                                  | Rába-MAN D2156HM6U                                                                                              | Prága 2M70.03                                                       | 4-4-4-4 harmonikaajtók                                                                            |                                             | 51+67                                       | Táblák                                      |                                                                   |
| 280.17                                      | A Volán számára (1976–1990); Tunézia számára (1976–1977)                                | Rába-MAN D2156HM6U                                                                                              | ASH 75.2-A8.B4.C1.D3.E2 (1976–1984); Cs.ZF S6-90U-001.1 (1985–1990) | Tuzénia:2-0-2-0 harmonikaajtók; Volán:4-0-4-4 harmonikaajtók (1976–1984); bolygóajtók (1985–1990) | MVG 832 tengelyek (1985–)                   | 60+79 (Tunézia) 50+67 (Volán)               | Táblák                                      |                                                                   |
| 280.18                                      | A Szovjetunió számára                                                                   | Rába-MAN D2356HM6U                                                                                              | GM3-80 (Lvov-3 19.17)                                               | 4-4-4-4 harmonikaajtók                                                                            |                                             | 37+109                                      | Táblák                                      |                                                                   |
| 280.19A                                     | Kína számára (1977)                                                                     | Rába-MAN D2156HM6U                                                                                              | ASH 75.2                                                            | 4-4-4-4 harmonikaajtók                                                                            |                                             | 37+109                                      | Táblák                                      |                                                                   |
| 280.19B                                     | Kína számára (1977)                                                                     | Rába-MAN D2156HM6U                                                                                              | ASH 75.2                                                            | 4-4-4-4 harmonikaajtók                                                                            |                                             | 37+109                                      | Táblák                                      |                                                                   |
| 280.20                                      | Tunézia számára (1980)                                                                  | MAN D2156HMXU; Rába-MAN D2156HM6U                                                                               | ASH 75.2-A8.B4.C1.D3.E2; ASH 75.2                                   | 2-0-2-0 harmonikaajtók                                                                            |                                             | 60+79                                       | Táblák                                      |                                                                   |
| 280.21                                      | (1977)                                                                                  | Rába-MAN D2156HM6U                                                                                              | ASH 75.2-A8.B4.C1.D3.E2                                             |                                                                                                   |                                             |                                             | Táblák                                      |                                                                   |
| 280.22                                      | Görögország számára (1978)                                                              | Rába-MAN D2156HM6U                                                                                              | Renk-Doromat 874A                                                   | 4-4-4-4 harmonikaajtók                                                                            |                                             |                                             | Táblák                                      |                                                                   |
| 280.23                                      | Pécs számára                                                                            | Rába-MAN D2156HM6U                                                                                              | GMP                                                                 | 4-0-4-4 harmonikaajtók                                                                            |                                             |                                             | Táblák                                      |                                                                   |
| 280.24                                      | Tunézia számára (1978)                                                                  | Rába-MAN D2156HM6U                                                                                              | Renk-Doromat 874A                                                   | 4-4-4-4 harmonikaajtók                                                                            |                                             | 36+132                                      | Roll-Band viszonylatjelző                   |                                                                   |
| 280.25                                      | Isztambul számára (1978)                                                                | Rába-MAN D2356HM6U                                                                                              | Cs.ZF S6-90U-709                                                    | 4-4-0-4 harmonikaajtók                                                                            |                                             | 38+?                                        | Táblák                                      |                                                                   |
| 280.26                                      | Lengyelország számára                                                                   | Rába-MAN D2156HM6U                                                                                              | ASH 75.2-B7(–1989); Cs.ZF S6-909U-734.5 (1989–)                     | 4-4-4-4 harmonikaajtók                                                                            | MVG 832 tengelyek (1985–)                   | 35+?                                        | Táblák                                      |                                                                   |
| 280.26A                                     | Lengyelország számára (1992)                                                            | |                                                                     | 4-4-4-4 harmonikaajtók                                                                            |                                             | 35+106                                      | Táblák                                      |                                                                   |
| 280.27                                      | A Volán számára                                                                         | Rába-MAN D2356HM6U                                                                                              | Cs.ZF S6-90U                                                        | 2-2-2-2 bolygóajtók                                                                               |                                             |                                             | Táblák                                      |                                                                   |
| 280.28                                      | Ankara számára                                                                          | Rába-MAN D2356HM6U                                                                                              | Cs.ZF S6-90U-003                                                    | 4-4-4-4 harmonikaajtók                                                                            | Trilex                                      | 36+118                                      | Táblák                                      |                                                                   |
| 280.29                                      | Tunézia számára (1980)                                                                  | Rába-MAN D2156HM6U                                                                                              | Renk-Doromat 874A                                                   | 4-0-4-4 harmonikaajtók                                                                            |                                             | 26+144                                      | Roll-Band viszonylatjelző                   |                                                                   |
| 280.30                                      | Tunézia számára (1980)                                                                  | Rába-MAN D2156HM6U                                                                                              | ASH 75.2                                                            | 4-0-4-4 harmonikaajtók                                                                            |                                             | 55+90                                       | Táblák                                      |                                                                   |
| 280.30A                                     | A Volán számára (1997–)                                                                 | Raba D10 UTSLL190                                                                                               | ? (automata)                                                        | 2-0-2-2 bolygóajtók                                                                               |                                             |                                             | Táblák                                      |                                                                   |
| 280.30M                                     | A Volán számára (1997–)                                                                 | Raba D10 UTSLL190                                                                                               | ? (mechanikus)                                                      | 2-0-2-2 bolygóajtók                                                                               |                                             |                                             | Táblák                                      |                                                                   |
| 280.31                                      | Tunézia és Kuvait számára (1980)                                                        | Rába-MAN D2156HM6U                                                                                              | Renk-Doromat 874A                                                   | Tunézia: 4-4-0-4 harmonikaajtók; Kuvait: 2-0-2-0 lengőajtók                                       | 2 darab Thermo King klímaaggregát (Kuvait)  | Tunézia: 26+135                             | Roll-Band viszonylatjelző (Tunézia)         |                                                                   |
| 280.32                                      | Tunézia számára (1980)                                                                  | Rába-MAN D2156HM6U                                                                                              | ASH 75.2                                                            | 4-4-4-4 harmonikaajtók                                                                            |                                             | 26+135                                      | Táblák                                      |                                                                   |
| 280.33                                      | A Szovjetunió, majd a FÁK számára                                                       | Rába-MAN D2156HM6U; Rába D10UTSLL                                                                               | Szovjetunió: Cs.ZF S6-90U-003.1                                     | 4-4-4-4 harmonikaajtók                                                                            | FÁK: MVG 832 tengelyek                      | 37+109                                      | Táblák                                      |                                                                   |
| 280.33A                                     | Moszkva számára (1994)                                                                  | Raba D10 | ?                                                                   | 2-2-2-2 bolygóajtók                                                                               | ?                                           | ?                                           | Táblák                                      |                                                                   |
| 280.33C                                     | Moszkva számára(1995)                                                                   | Daimler-BenzOM 447hA                                                                                            | ?                                                                   | 2-2-2-2 bolygóajtók                                                                               | ?                                           | ?                                           | Táblák                                      |                                                                   |
| 280.33M                                     | Oroszország számára (1996–1997)                                                         | Raba D10 UTSLL160/190                                                                                           | Csepel-ZF S6-90U                                                    | 4-4-4-4 harmonikaajtók                                                                            | ?                                           | 34+145                                      | Táblák                                      | Néhányat átalakítottak LPG-üzemre.                                |
| 280.33O                                     | Magyarország, Moldova, Oroszország és Tádzsikisztán számára (1995–1998; 2002)           | Raba D10UTSLL155/180/190                                                                                        | Csepel-ZF S6-90U                                                    | 2-2-2-2 bolygóajtók                                                                               | ?                                           | ?                                           | Táblák                                      |                                                                   |
| 280.34                                      | Tunézia számára (1982–1983, 1989–1992)                                                  | Rába-MAN D2156HM6U (1982–1983); Rába-MAN D2356HM6U (1989–1992)                                                  | Cs.ZF S6-90U-001.1 (1982–1983); Cs.ZF S6-90U-734.4 (1989–1992)      | 2-0-2-0 harmonikaajtók                                                                            | MVG 118.84 Trilex                           | 60+79                                       | Táblák                                      |                                                                   |
| 280.35                                      | Tunézia számára (1982–1983)                                                             | Rába-MAN D2156HM6U                                                                                              | Cs.ZF S6-90U-709                                                    | 4-4-4-4 harmonikaajtók                                                                            |                                             | 36+126                                      | Táblák                                      |                                                                   |
| 280.37                                      | Lengyelország és a Szovjetunió számára (1988; 1992)                                     | MAN D2866TUH | ?                                                                   | 2-2-2-2 bolygóajtók                                                                               |                                             | 34+110                                      | Táblák                                      |                                                                   |
| 280.37A                                     | Lengyelország számára (1993)                                                            | MAN D2866TUH | ZF5 HP 590                                                          | 2-2-2-2 bolygóajtók                                                                               |                                             | 34+110                                      | Táblák                                      |                                                                   |
| 280.37B                                     | Lengyelország számára (1994)                                                            | MAN D2866TUH | Voith-DIWA                                                          | 2-2-2-2 bolygóajtók                                                                               |                                             | 34+110                                      | Táblák                                      |                                                                   |
| 280.37C                                     | Lengyelország számára (1993–1994)                                                       | MAN D2866TUH | Voith-DIWA                                                          | 2-2-2-2 bolygóajtók                                                                               |                                             | 34+110                                      | Táblák                                      |                                                                   |
| 280.37D                                     | Lengyelország számára (1994)                                                            | MAN D2866TUH | Voith-DIWA                                                          | 2-2-2-2 bolygóajtók                                                                               |                                             | 34+110                                      | Táblák                                      |                                                                   |
| 280.38                                      | Kuba számára (1982–1986)                                                                | Rába-MAN D2156HM6U                                                                                              | Prága 2M70.16K                                                      | 4-4-4-4 harmonikaajtók                                                                            | Trilex                                      | 35+113                                      | Táblák                                      |                                                                   |
| 280.38A                                     | Lengyelország számára (1994–1995)                                                       | MAN D0826 | ZF Ecomat HP500                                                     | 2-2-2-2 bolygóajtók                                                                               |                                             | 34+110                                      | Táblák                                      |                                                                   |
| 280.39                                      | Tunézia számára (1982)                                                                  | Rába-MAN D2356HM6U                                                                                              | ?                                                                   | ?                                                                                                 |                                             | ?                                           | Táblák                                      |                                                                   |
| 280.40                                      | A Szovjetunió számára (1987)                                                            | Rába-MAN D2356HM6U                                                                                              | Cs.ZF S6-90U-734.3                                                  | 2-0-2-0 bolygóajtók                                                                               | Trilex                                      | 60+56                                       | Táblák                                      |                                                                   |
| 280.40A                                     | A BKV Rt. számára (1997)                                                                | Rába D10 UTSLL 160 (Euro II.)                                                                                   | ZF-Ecomat 4HP 500 (automata)                                        | 2-2-2-2 bolygóajtók                                                                               | Trilex                                      | 35+112                                      | FOK-GYEM                                    | 280.49 alapján, vázcserével lettek átalakítva; piros 7-173 festés |
| 280.40M                                     | Magyarország számára (1997–2003)                                                        | Raba D10 UTSLL190                                                                                               | Voith                                                               | 2-2-2-2 bolygóajtók                                                                               |                                             | ?                                           | Táblák                                      |                                                                   |
| 280.41                                      | A Szovjetunió számára (1987)                                                            | Rába-MAN D2356HM6U                                                                                              | Cs.ZF S6-90U-734.4                                                  | 4-4-4-4 harmonikaajtók                                                                            | MVG 118.83 Trilex                           | 37+109                                      | Táblák                                      |                                                                   |
| 280.42                                      | Tunézia számára                                                                         | ? | Voith-DIWA                                                          | ?                                                                                                 |                                             | ?                                           | Táblák                                      |                                                                   |
| 280.43                                      | Bulgária számára (1982–1986)                                                            | Rába-MAN D2156HM6U                                                                                              | Prága 2M70.16                                                       | 4-4-4-4 harmonikaajtók                                                                            |                                             | 37+110                                      | Táblák                                      |                                                                   |
| 280.44                                      | Tunézia számára (1982)                                                                  | Rába-MAN D2356HM6U                                                                                              | ?                                                                   | ?                                                                                                 |                                             | ?                                           | Táblák                                      |                                                                   |
| 280.45                                      | Szíria számára (1982)                                                                   | Rába-MAN D2356HM6U                                                                                              | Cs.ZF S6-90U-709                                                    | 4-0-4-4 harmonikaajtók                                                                            |                                             | 40+105                                      | Táblák                                      |                                                                   |
| 280.46                                      | Lengyelország számára (1986)                                                            | Rába-MAN D2156HM6U                                                                                              | Prága 2M70.16                                                       | 4-4-4-4 harmonikaajtók                                                                            |                                             | ?                                           | Táblák                                      |                                                                   |
| 280.47                                      | A Volán számára (1985–)                                                                 | ? | ?                                                                   | 2-2-2-2 bolygóajtók                                                                               |                                             | ?                                           | Táblák                                      |                                                                   |
| 280.48                                      | A Szovjetunió számára (1987–1989)                                                       | Rába-MAN D2356HM6U                                                                                              | Cs.ZF S6-90U-734.5                                                  | 2-2-2-2 bolygóajtók                                                                               | MVG 118.83 Trilex                           | 37+?                                        | Táblák                                      | Kettéosztott első ajtó működtetés                                 |
| 280.49                                      | A BKV számára (1986–1993)                                                               | Rába-MAN D2156HM6U                                                                                              | ZF4 HP 500                                                          | 4-4-4-4 harmonikaajtók (1986); bolygóajtók(1986–1993)                                             |                                             | 35+112                                      | Táblák; FOK-GYEM                            |                                                                   |
| 280.50                                      | Az MKV számára (1990)                                                                   | Rába-Man D2156HM6UT                                                                                             | Voith 851.2                                                         | 2-2-2-2 bolygóajtók                                                                               |                                             | ?                                           | Táblák                                      |                                                                   |
| 280.51                                      | Az Malév számára (1987–1989)                                                            | Rába-MAN D2156HM6U                                                                                              | ?                                                                   | 2-2-2-2 bolygóajtók                                                                               |                                             | 37+?                                        | Táblák                                      |                                                                   |
| 280.52                                      | A Volán számára (1986–1994)                                                             | Rába-MAN D2356HM6U                                                                                              | Prága 2M70.28                                                       | 2-2-2-2 bolygóajtók                                                                               | MVG 318.86                                  | 34+116                                      | Táblák                                      |                                                                   |
| 280.52A                                     | A Volán számára (1990)                                                                  | Rába-MAN D2156HM6UT                                                                                             | Prága 2M70.28                                                       | 2-2-2-2 bolygóajtók                                                                               | MVG 318.86                                  | 34+116                                      | Táblák                                      |                                                                   |
| 280.52B                                     | A Volán számára (1992)                                                                  | Rába-MAN D2356HM6U                                                                                              | Prága 2M70.30                                                       | 2-2-2-2 bolygóajtók                                                                               |                                             | 34+116                                      | Táblák                                      |                                                                   |
| 280.52C                                     | Pécs számára (1994)                                                                     | Raba-MAN D2356 HM6U                                                                                             | ?                                                                   | 2-2-2-2 bolygóajtók                                                                               |                                             | 34+116                                      | Táblák                                      |                                                                   |
| 280.52D                                     | A Tisza Volán számára (1995)                                                            | Raba D10 | Voith-DIWA 863.3                                                    | 2-2-2-2 bolygóajtók                                                                               |                                             | 34+116                                      | Táblák                                      |                                                                   |
| 280.52E                                     | Jászkun Volán számára (1995)                                                            | ? | ?                                                                   | 2-2-2-2 bolygóajtók                                                                               |                                             | 34+116                                      | Táblák                                      |                                                                   |
| 280.52F                                     | Tisza Volán számára (1996)                                                              | Raba-DELTEC G10 DE-190                                                                                          | ZF 4HP500                                                           | 2-2-2-2 bolygóajtók                                                                               |                                             | 34+116                                      | Táblák                                      | Gázüzemű busz                                                     |
| 280.52G                                     | Tisza Volán számára (1997; 1999; 2002)                                                  | ? | ?                                                                   | 2-2-2-2 bolygóajtók                                                                               | ?                                           | ?                                           | Táblák                                      | Gázüzemű busz                                                     |
| 280.53                                      | Lengyelország számára (1987)                                                            | Rába-MAN D2156HM6U                                                                                              | ASH 75.2-B6                                                         | 4-4-4-4 harmonikaajtók                                                                            | MVG 118.84, MVG 832 tengelyek               | 35+?                                        | Táblák                                      |                                                                   |
| 280.54                                      | Magyarország számára (1987; 1992)                                                       | Rába-MAN D2356HM6U                                                                                              | Cs.ZF S6-90U-734.4                                                  | 2-2-2-2 bolygóajtók                                                                               | MVG 009.85 tengelyek                        | 52+67                                       | Táblák                                      |                                                                   |
| 280.54A                                     | Magyarország számára (1989; 1991–1992)                                                  | Rába-MAN D2356HM6UT                                                                                             | Cs.ZF S6-90U-734.4                                                  | 2-2-2-2 bolygóajtók                                                                               | MVG 009.85 tengelyek                        | 52+67                                       | Táblák                                      |                                                                   |
| 280.54B                                     | A Vértes Volán számára                                                                  | ? | ?                                                                   | ?                                                                                                 | ?                                           | ?                                           | Táblák                                      |                                                                   |
| 280.54C                                     | A Tisza Volán számára (1995)                                                            | ? | ?                                                                   | ?                                                                                                 | ?                                           | ?                                           | Táblák                                      |                                                                   |
| 280.54D                                     | A Tisza Volán számára (1991)                                                            | ? | ?                                                                   | ?                                                                                                 | ?                                           | ?                                           | Táblák                                      |                                                                   |
| 280.57                                      | Lengyelország számára                                                                   | Rába-MAN D2156HM6UT                                                                                             | Cs.ZF S6-90U-734.4                                                  | 4-4-4-4 harmonikaajtók                                                                            | MVG 118.83, MVG 832 tengelyek               | 35+113                                      | Táblák                                      |                                                                   |
| 280.58                                      | Lengyelország számára                                                                   | Rába-MAN D2156HM6UT                                                                                             | ZF4 HP 500                                                          | 4-4-4-4 harmonikaajtók                                                                            | MVG 318.85 tengelyek                        | 35+113                                      | Táblák                                      |                                                                   |
| 280.58A                                     | Lengyelország számára                                                                   | Rába-MAN D2156HM6UT                                                                                             | ZF5 HP 500                                                          | 4-4-4-4 harmonikaajtók                                                                            | MVG 318.85 tengelyek                        | 35+113                                      | Táblák                                      |                                                                   |
| 280.58B                                     | Lengyelország számára                                                                   | Rába-MAN D2156HM6UT                                                                                             | ?                                                                   | 2-2-2-2 bolygóajtók                                                                               | ?                                           | ?                                           | Táblák                                      |                                                                   |
| 280.59                                      | Szovjetunió számára                                                                     | Rába-MAN D2156HM6U                                                                                              | Cs.ZF S6-90U-003.1                                                  | 4-4-4-4 harmonikaajtók                                                                            | Trilex                                      | 37+110                                      | Táblák                                      |                                                                   |
| 280.60                                      | Ecuador számára                                                                         | Cummins LTA 10/B 290H                                                                                           | Cs.ZF S6-120U-018                                                   | 2-0-2-2 bolygóajtók                                                                               |                                             | 55+?                                        | Táblák                                      |                                                                   |
| 280.60A                                     | Ecuador számára                                                                         | Cummins LTA 10/B 250H                                                                                           | Cs.ZF S6-120U-018                                                   | 2-0-2-2 bolygóajtók                                                                               |                                             | 55+?                                        | Táblák                                      |                                                                   |
| 280.61                                      | ?                                                                                       | ? | ?                                                                   | 2-0-2-0 harmonikaajtók                                                                            | ?                                           | ?                                           | Táblák                                      |                                                                   |
| 280.62                                      | Tunézia számára (1989–1990)                                                             | Rába-MAN D2156HM6U                                                                                              | Cs.ZF S6-90U-734.5                                                  | 4-4-0-4 harmonikaajtók                                                                            | MVG 118.62 Trilex                           | 38+115+1                                    | Táblák                                      |                                                                   |
| 280.63                                      | Szovjetunió számára                                                                     | Rába-MAN D2156HM6UT                                                                                             | Cs.ZF S6-90U-003.1                                                  | 4-4-4-4 harmonikaajtók                                                                            |                                             | 37+110                                      | Táblák                                      |                                                                   |
| 280.64                                      | Szovjetunió számára (1989–1990)                                                         | Rába-MAN D2156HM6U                                                                                              | Cs.ZF S6-90U-003.1                                                  | 2-2-2-2 bolygóajtók                                                                               |                                             | 37+110                                      | Táblák                                      |                                                                   |
| 280.65                                      | Tunézia számára (1989–1992)                                                             | Rába-MAN D2156HM6U                                                                                              | Voith 851.2                                                         | 4-4-0-4 harmonikaajtók                                                                            | MVG 118.62 Trilex                           | 38+115+1                                    | Táblák                                      |                                                                   |
| 280.65A                                     | Tunézia számára (1991)                                                                  | DAF LT 160 | Voith 851.2                                                         | 4-4-0-4 harmonikaajtók                                                                            | Trilex                                      | 38+?+1                                      | Táblák                                      |                                                                   |
| 280.66                                      | İzmir számára (Törökország) (1992)                                                      | MAN D2866UM01                                                                                                   | Csepel ZF S6-90U                                                    | 4-4-4-4 harmonikaajtók                                                                            | Trilex                                      | ?                                           | Táblák                                      |                                                                   |
| 280.67                                      | Isztambul számára (Törökország) (1980)                                                  | Rába-MAN D2356HM6U                                                                                              | Cs.ZF S6-90U-049                                                    | 4-4-4-4 harmonikaajtók                                                                            | Trilex                                      | 36+124                                      | Táblák                                      |                                                                   |
| 280.67A                                     | Isztambul számára (Törökország) (1991)                                                  | Rába-MAN D2156HM6UT                                                                                             | Cs.ZF S6-90U-049                                                    | 4-4-4-4 harmonikaajtók                                                                            | Trilex; Nincs megállófék                    | 36+124                                      | Táblák                                      |                                                                   |
| 280.67B                                     | Isztambul számára (Törökország) (1991)                                                  | Rába-MAN D2156HM6UT                                                                                             | Cs.ZF S6-90U-049                                                    | 4-4-4-4 harmonikaajtók                                                                            | Trilex; megállófékkel                       | 36+124                                      | Táblák                                      |                                                                   |
| 280.68                                      | Antalya számára (Törökország) (1990)                                                    | Rába-MAN D2156HM6UT                                                                                             | Cs.ZF S6-90U-734.5                                                  | 4-4-4-4 harmonikaajtók                                                                            | Trilex; megállófékkel                       | 37+118                                      | Táblák                                      |                                                                   |
| 280.68A                                     | Bursa számára (Törökország) (1992)                                                      | Rába-MAN D2156HM6UT                                                                                             | Cs.ZF S6-90U-734.5                                                  | 4-4-4-4 harmonikaajtók                                                                            | Trilex; megállófékkel                       | 34+154                                      | Táblák                                      |                                                                   |
| 280.69                                      | Irán számára                                                                            | MAN D2866TUH | Voith DIWA 863                                                      | 2-2-2-0 bolygóajtók                                                                               |                                             | 45+?                                        | Táblák                                      |                                                                   |
| 280.70A                                     | Lengyelország számára                                                                   | Rába D10-180 | ?                                                                   | 2-2-2-2 bolygóajtók                                                                               |                                             | ?                                           | Táblák                                      |                                                                   |
| 280.70B                                     | Lengyelország számára                                                                   | Rába D10-180 | ?                                                                   | 2-2-2-2 bolygóajtók                                                                               |                                             | ?                                           | Táblák                                      |                                                                   |
| 280.70C                                     | Lengyelország számára                                                                   | Rába D10-180 | ?                                                                   | 2-2-2-2 bolygóajtók                                                                               |                                             | ?                                           | Táblák                                      |                                                                   |
| 280.70D                                     | Lengyelország számára                                                                   | Rába D10UTSLL 180                                                                                               | ZF Ecomat HP500                                                     | 2-2-2-2 bolygóajtók                                                                               | MVG 009                                     | ?                                           | Táblák                                      |                                                                   |
| 280.70E                                     | Lengyelország számára                                                                   | Rába D10UTSLL 180                                                                                               | ZF 4HP590 Voith DIWA                                                | 2-2-2-2 bolygóajtók                                                                               | ?                                           | ?                                           | Táblák                                      |                                                                   |
| 280.72                                      | Bursa számára (Törökország)(1991)                                                       | Rába-MAN D2156HM6UT                                                                                             | Cs.ZF S6-90U-734.5                                                  | 4-4-4-4 harmonikaajtók                                                                            | Trilex; megállófékkel                       | ?                                           | Táblák                                      |                                                                   |
| 280.73                                      | Lengyelország számára                                                                   | ? | ?                                                                   | ?                                                                                                 | ?                                           | ?                                           | Táblák                                      |                                                                   |
| 280.80                                      | Jekatyerinburg számára (Oroszország)(1994)                                              | MAN D2866TUH001                                                                                                 | ?                                                                   | 2-2-2-2 bolygóajtók                                                                               | ?                                           | ?                                           | Táblák                                      |                                                                   |
| 280.82                                      | Jekatyerinburg számára (Oroszország)(1994)                                              | MAN D2865LUH05                                                                                                  | ?                                                                   | 4-4-4-4 harmonikaajtók                                                                            | Trilex                                      | ?                                           | Táblák                                      |                                                                   |
| 280.84                                      | Rosztov számára (Oroszország)(1994)                                                     | Renault YP 83MO                                                                                                 | ?                                                                   | 2-2-2-2(?) harmonikaajtók                                                                         | Trilex                                      | ?                                           | Táblák                                      |                                                                   |
| 280.86                                      | Kurgan számára (Oroszország)                                                            | ? | ?                                                                   | ?                                                                                                 | ?                                           | ?                                           | Táblák                                      |                                                                   |
| 280.87                                      | Szlovákia számára                                                                       | Raba D10 UTSLL160                                                                                               | Csepel ZF S6                                                        | 2-2-2-2 bolygóajtók                                                                               | ?                                           | ?                                           | Táblák                                      |                                                                   |
| 280.99                                      | Tanzánia számára (1974)                                                                 | Rába-MAN D2156HM6U                                                                                              | ASH 75.2-A8.B4.C1.D3.E2                                             | 0-4-4-4 harmonikaajtók                                                                            | ?                                           | 42+98                                       | Táblák                                      | Bal kormányos kivitel, bal oldali ajtókkal                        |
| 280G                                        | A Hajdú Volán számára (1986, 1992); a Tisza Volán számára (1996–2002)                   | Rába Transcom 6 hengeres, fekvő, soros, négyütemű, szikragyújtású, turbófeltöltős, sűrített földgáz motor (CNG) | Voith D863.3                                                        | 4-4-4-4 harmonikaajtók 2-2-2-2 bolygóajtók                                                        | ?                                           | 42+105                                      | Táblák                                      |                                                                   |

## Ikarus 280T

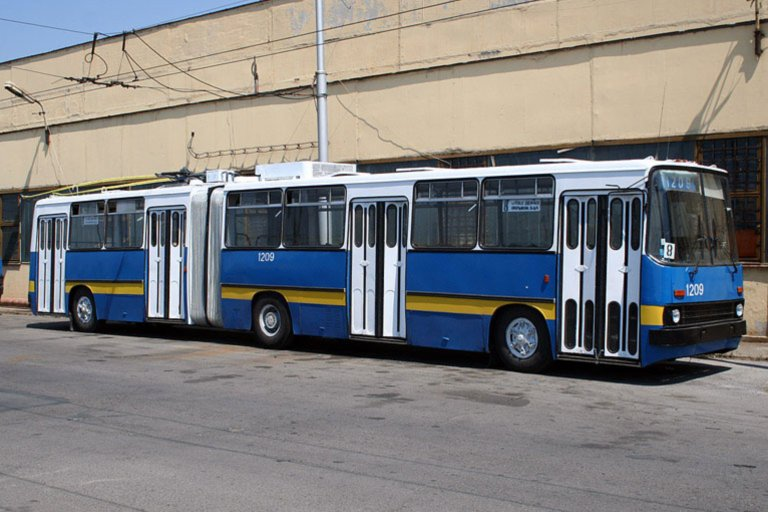
Ikarus 280.92 troli Szófiában

A 280-as buszok sikerével 1975-ben elkészült a 280-as trolibusz prototípusa 280.T1 típusjellel, ami ZiU–5-ösök berendezésével jelent meg Budapest utcáin. A BKV 100-as pályaszámmal vette állományba, és 1991-ig szolgálta a fővárost. A járművet megőrzési célból leállították, de helytelen tárolás miatt állapota leromlott, és 2000-ben szétvágták. Mégis van azonban egy megőrzött példány: a 156-os pályaszámú trolit egy későbbi GVM-troli alkatrészeit is felhasználva újították fel.
GVM-elektronikával az Ikarus trolibuszokat 1985 és 1989 között gyártott. A legyártott 160 példányból 83 darab került Budapestre, Ikarus 280.94 típusként.
Számtalan prototípus is létezett különféle műszaki megoldások tesztelése miatt, így többek között Svájcban, Ausztriában, Franciaországban, illetve Mexikóban és az Egyesült Államokban is jártak próbaüzemen Ikarus trolik. Nagyobb rendeléseket Bulgária és az NDK számára teljesített az Ikarus, de a trolik üzemszerűen jártak Észtországban és Romániában is.[forrás?]

## Képgaléria

Budapest
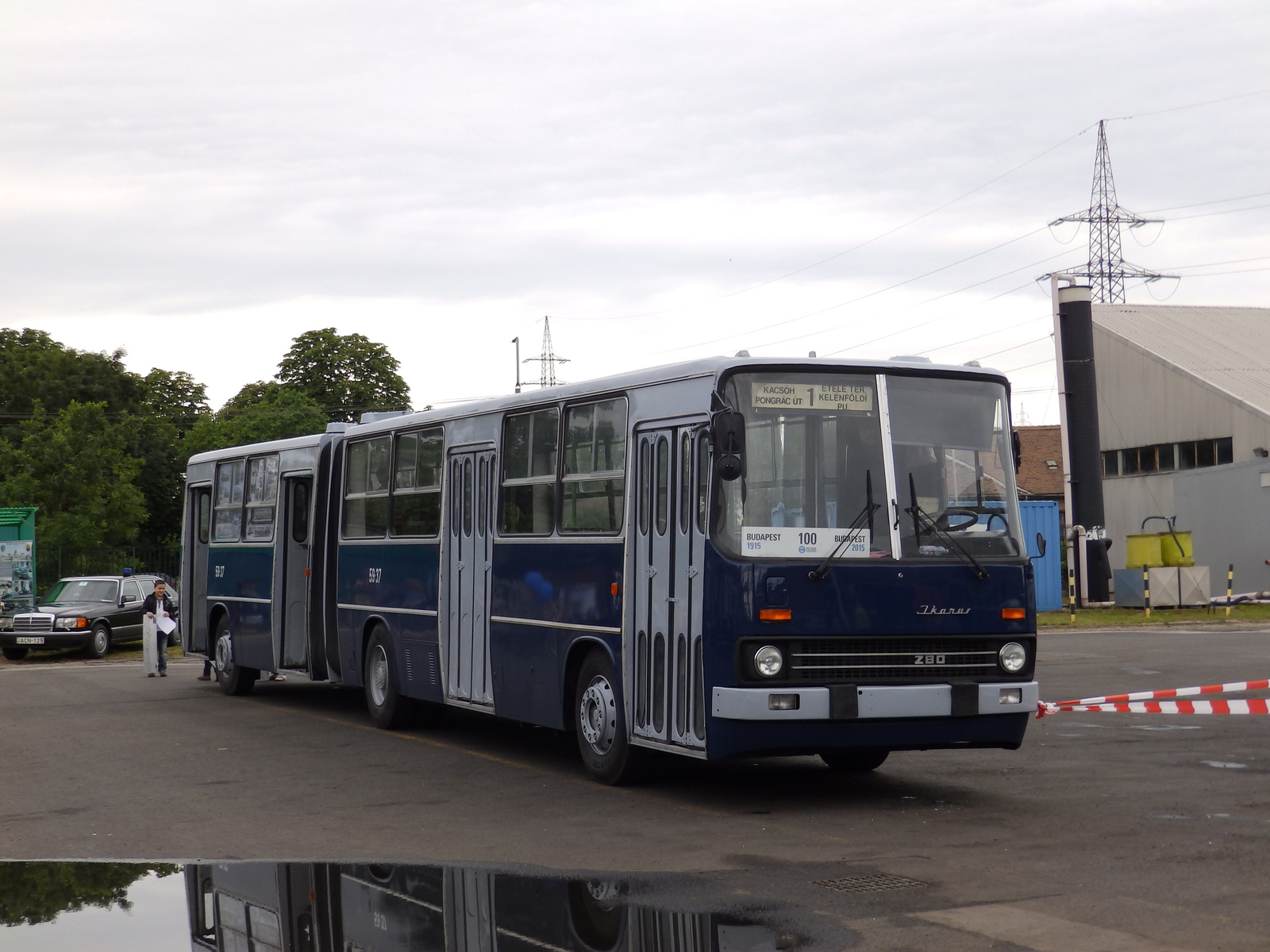
Ráncajtós busz az Óbudai garázsban a budapesti buszközlekedés 100. évfordulóján
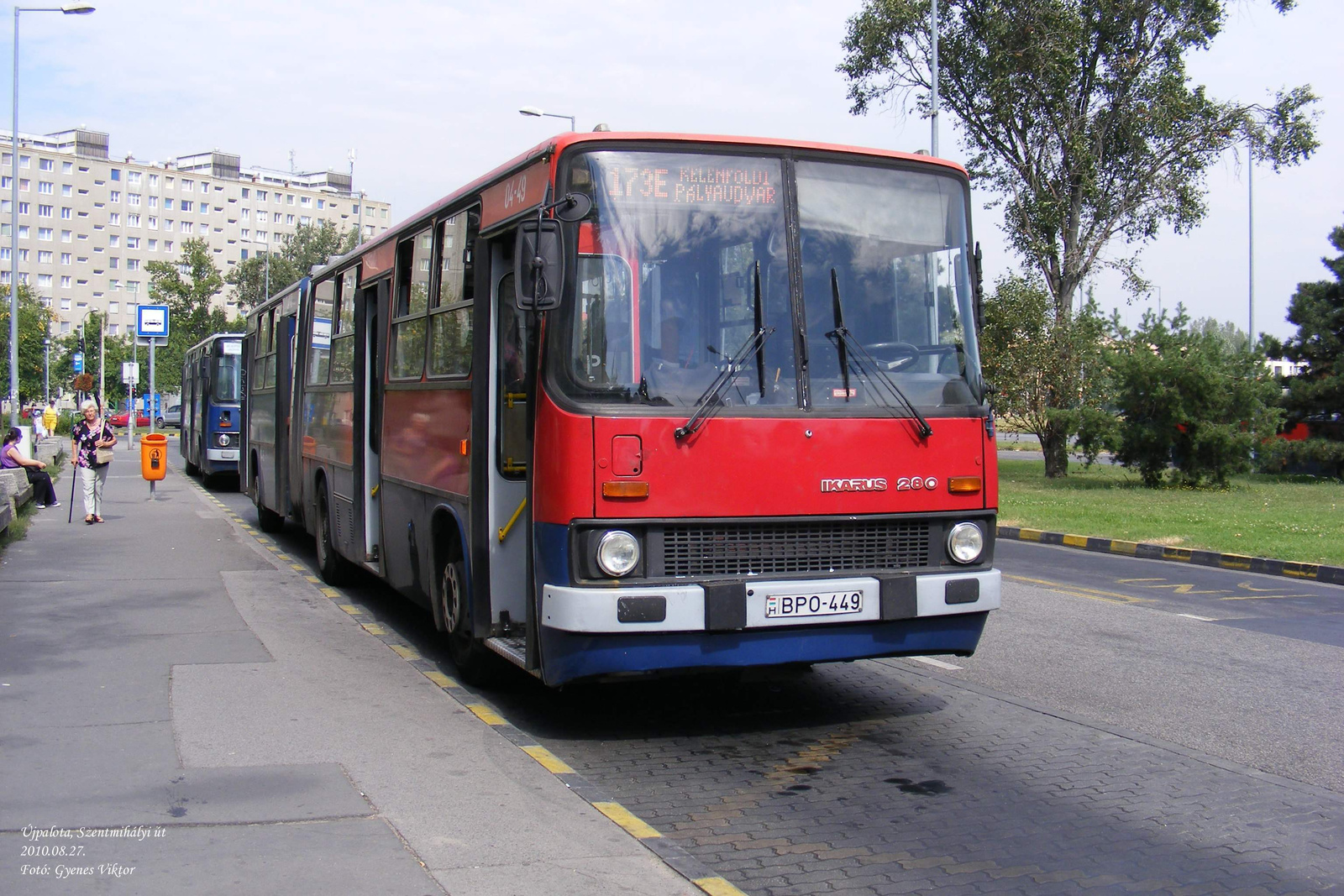
A 7-173 Gyors felirat eltávolítása után egy ideig még vörös homlokfallal jártak
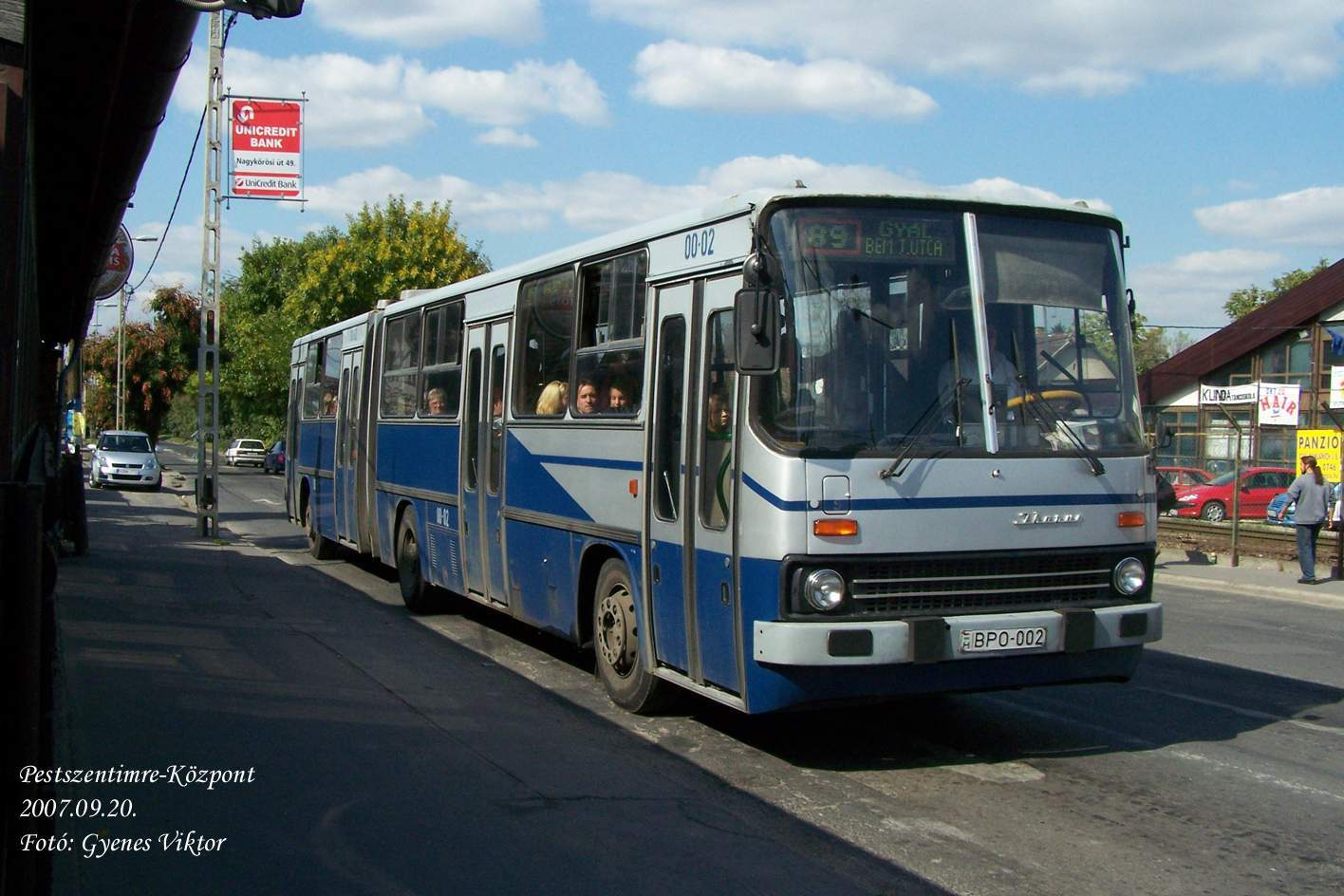
Ezüstnyíl festésű busz Pestszentimrén
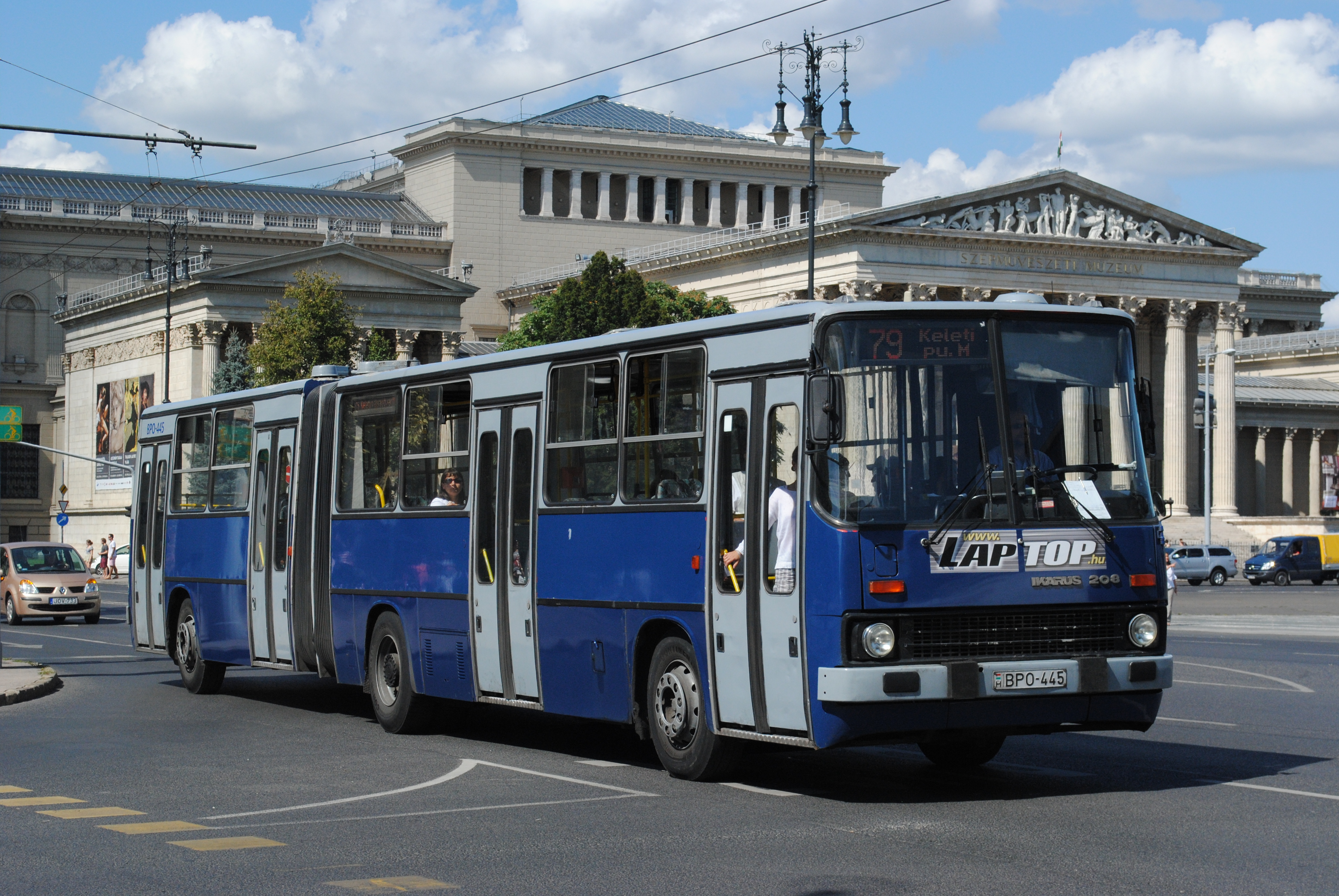
BPO-445 rsz. autóbusz a Hősök terén. A busz jellegzetessége a homlokfalán található Ikarus 208 felirat
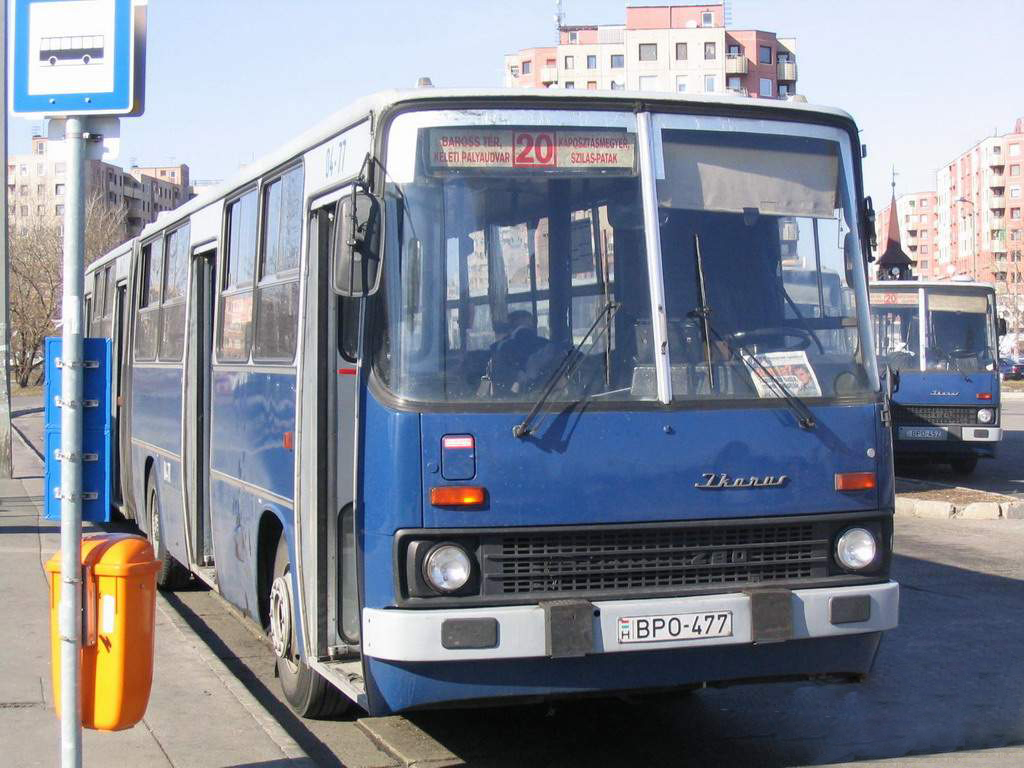
Táblás kivitelű busz a 20-ason 2008 előtt
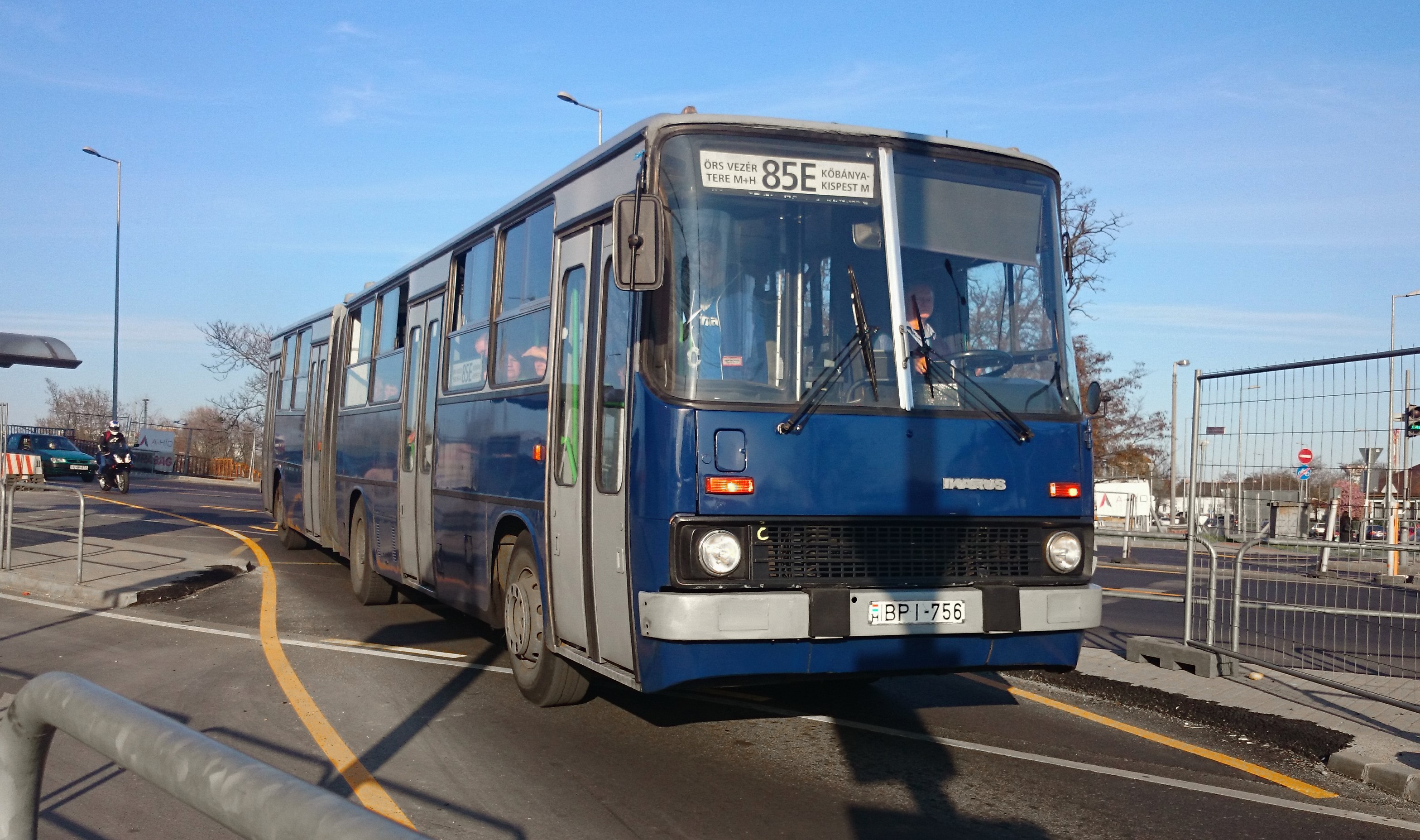
Táblás busz a 85E járaton

Volánok Magyarországon
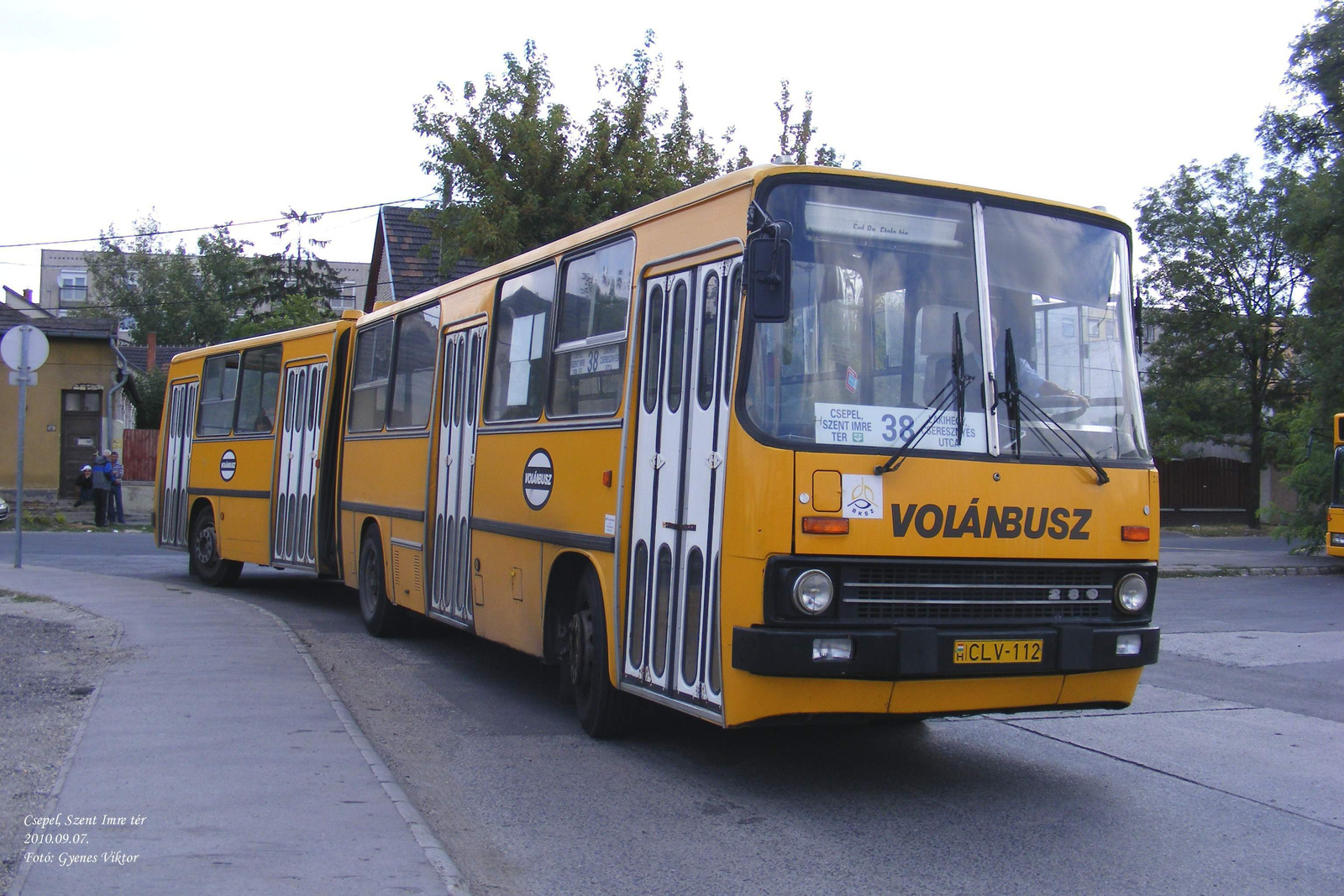
Ex-NDK-s 280.02-es a Volánbusz színeiben Budapesten
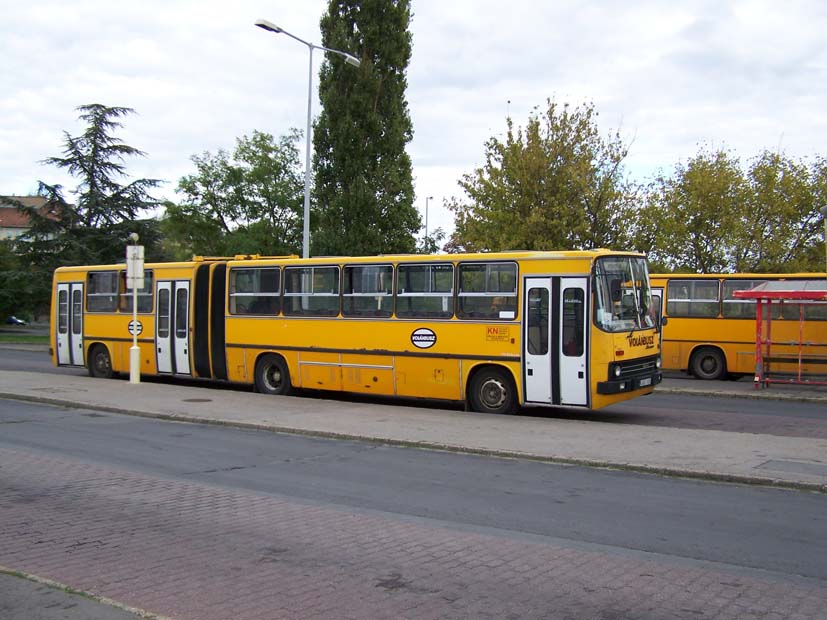
3 ajtós busz Szentendrén a Volánbusz színeiben
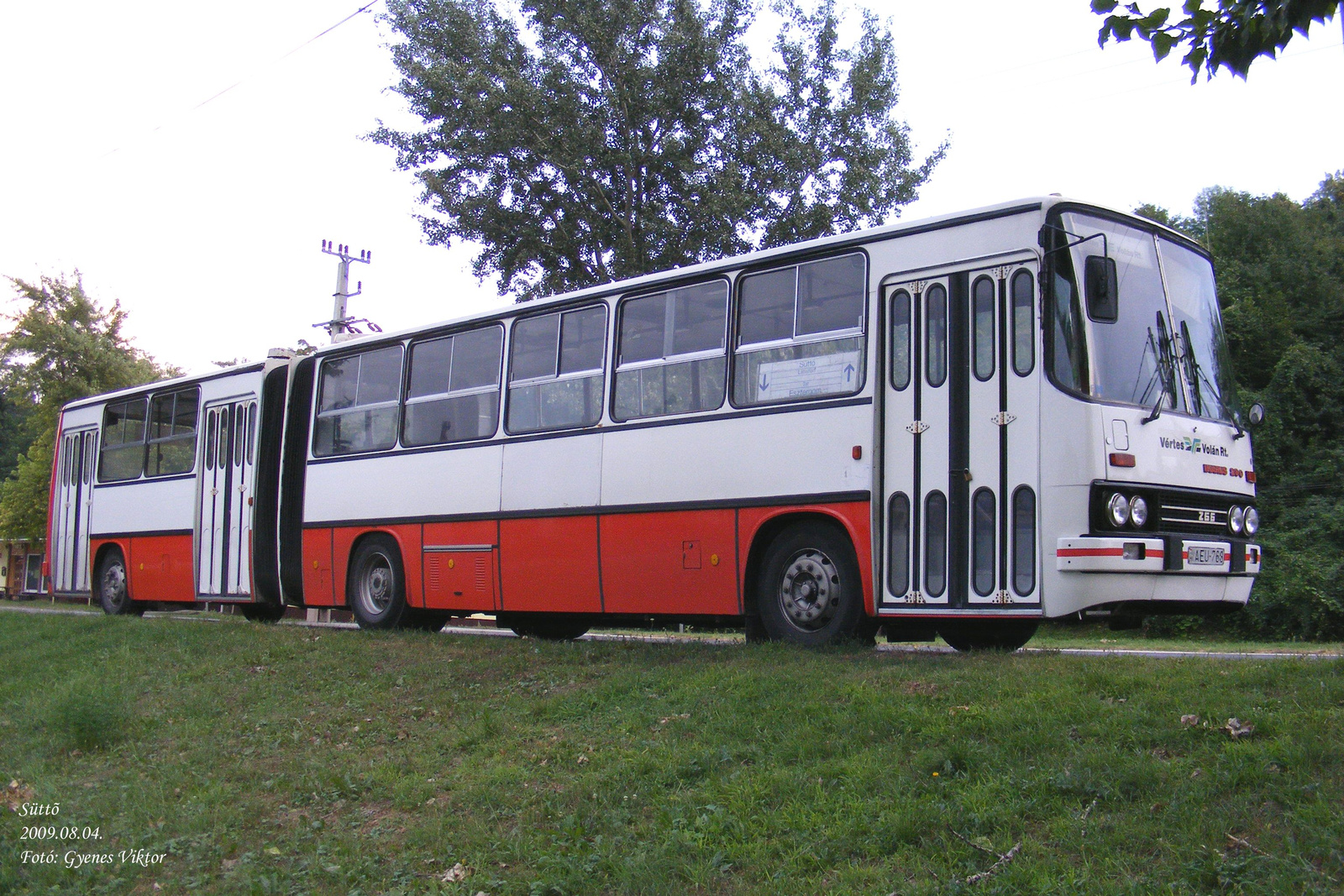
Ráncajtós busz Süttő közelében a Vértes Volán vonalán
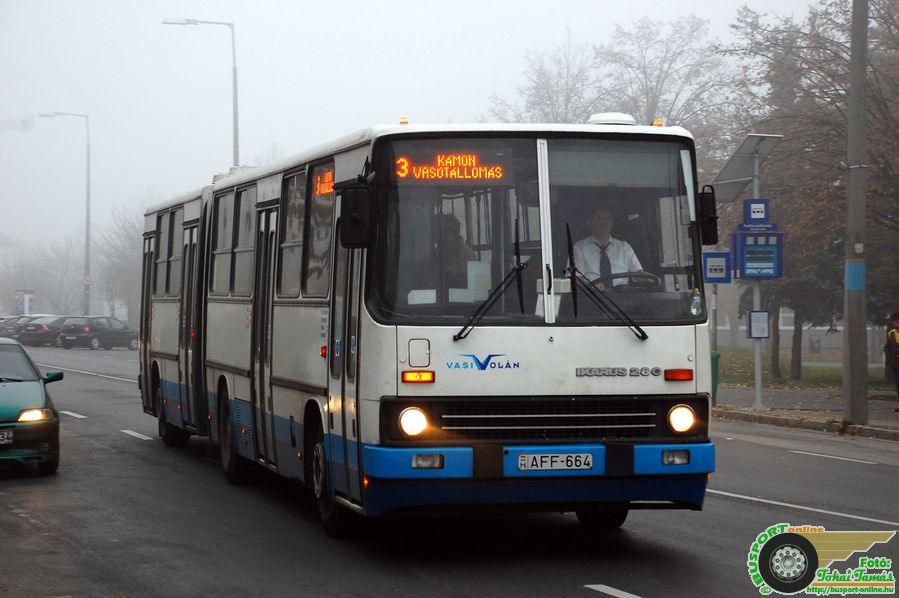
Kijelzős 280-as Szombathelyen helyi járatként

Külföld
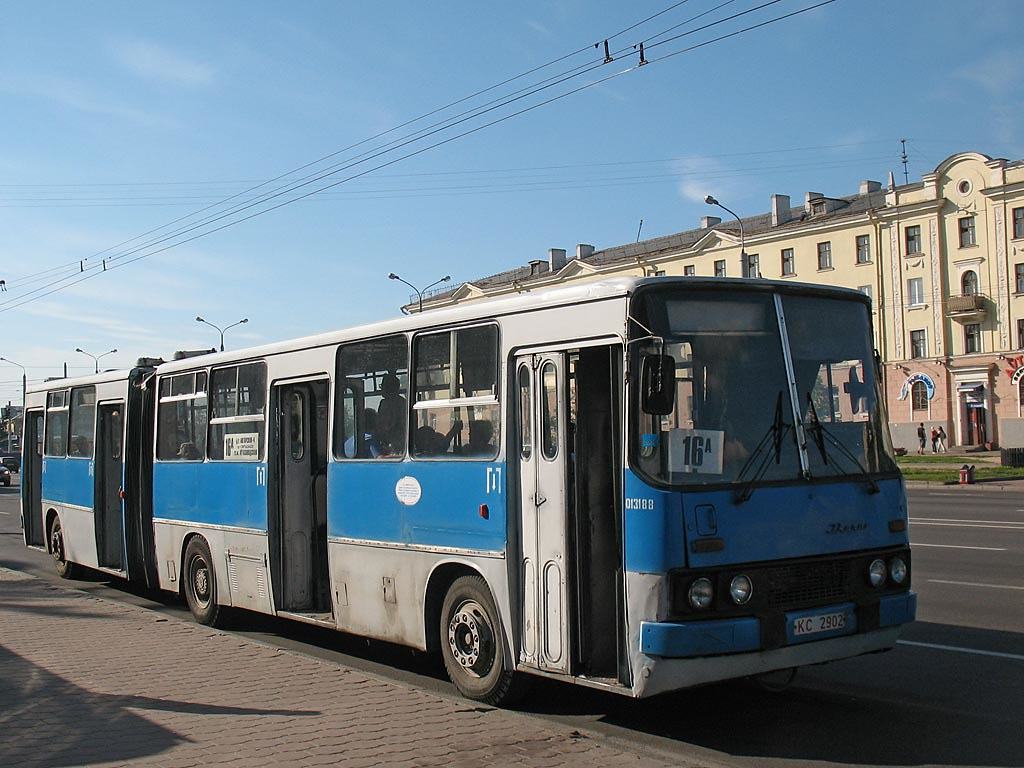
Ráncajtós Minszkben
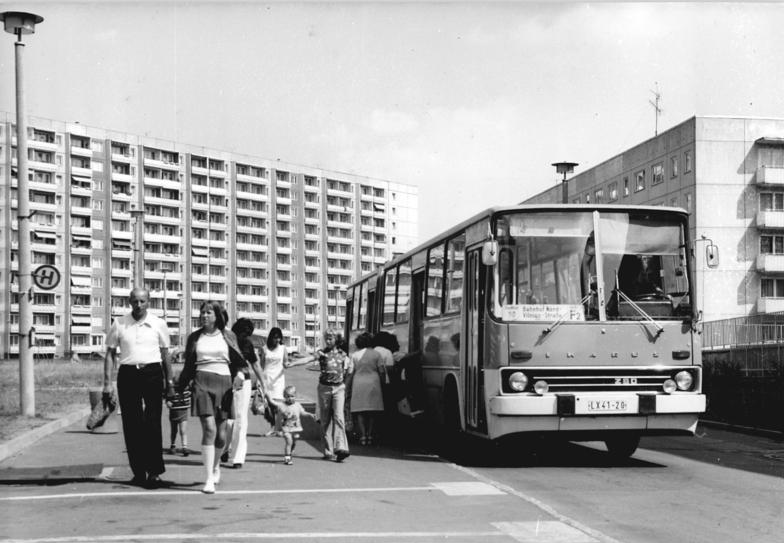
Kelet-Berlin 1975-ben
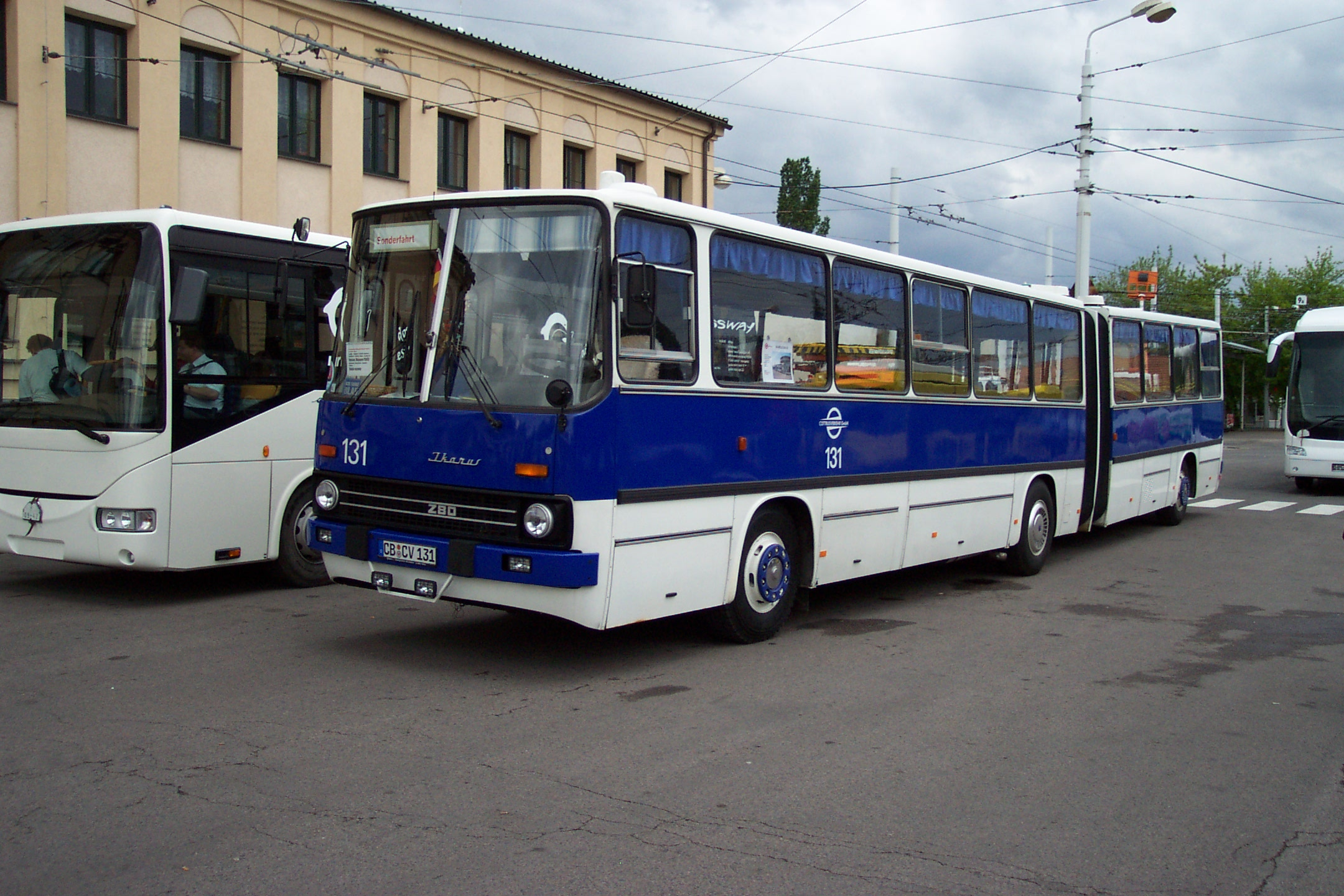
Nosztalgiajármű a cseh Pardubicében
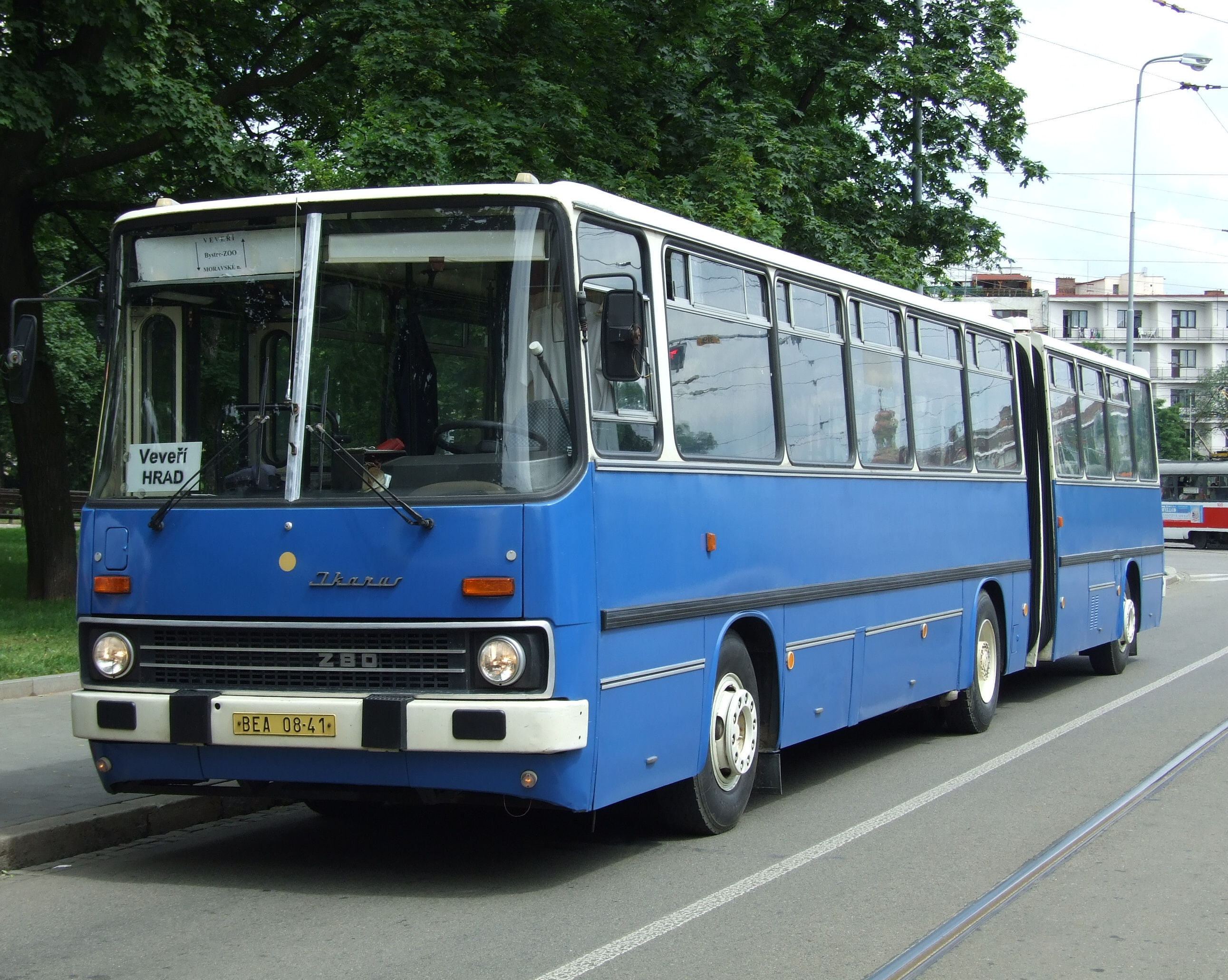
Egy megőrzött magánkézben lévő példány Brnóban,...
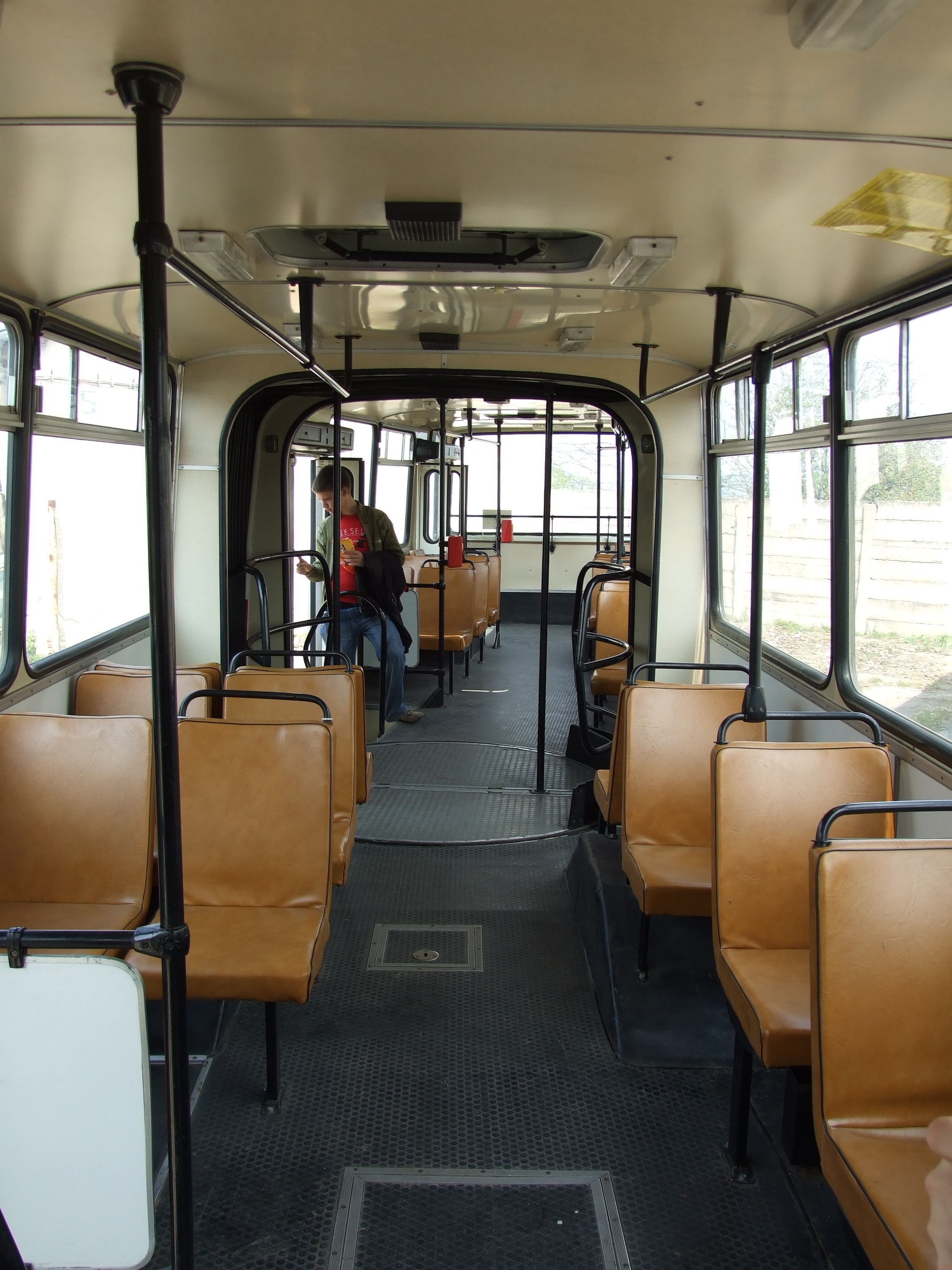
...és az utastere
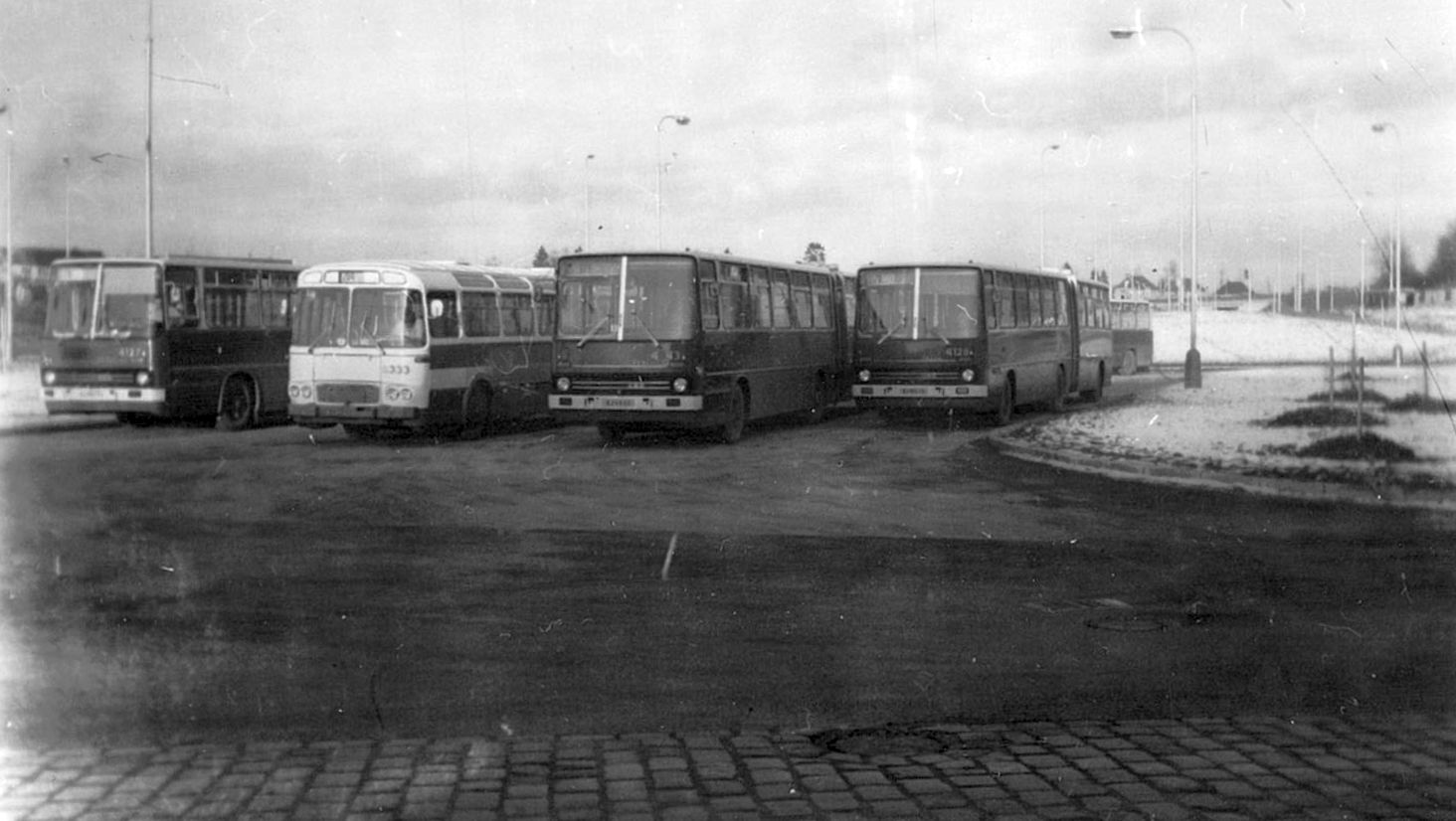
Prágában a Chodov buszvégállomáson 1981 körül
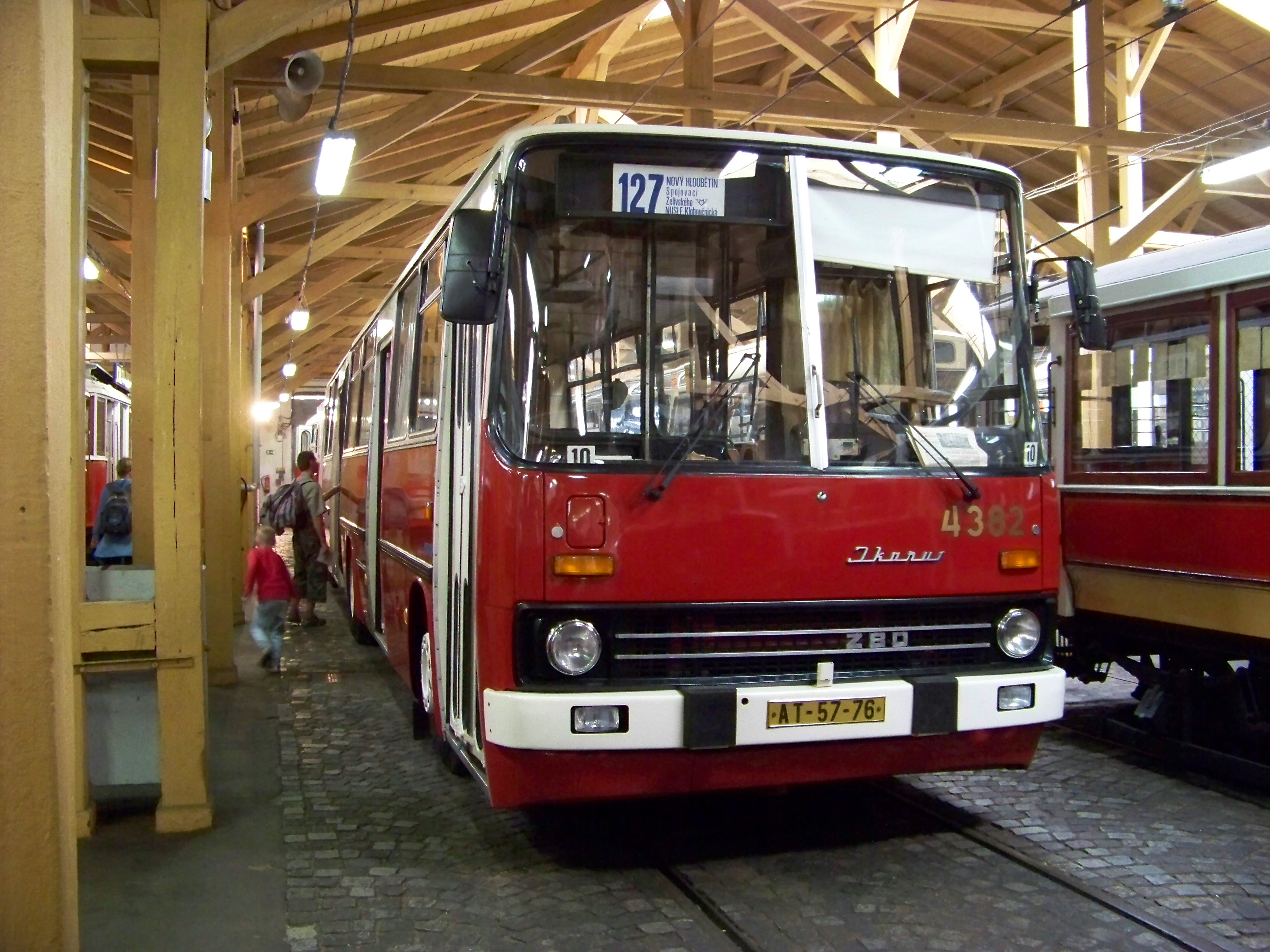
A prágai nosztalgiabusz
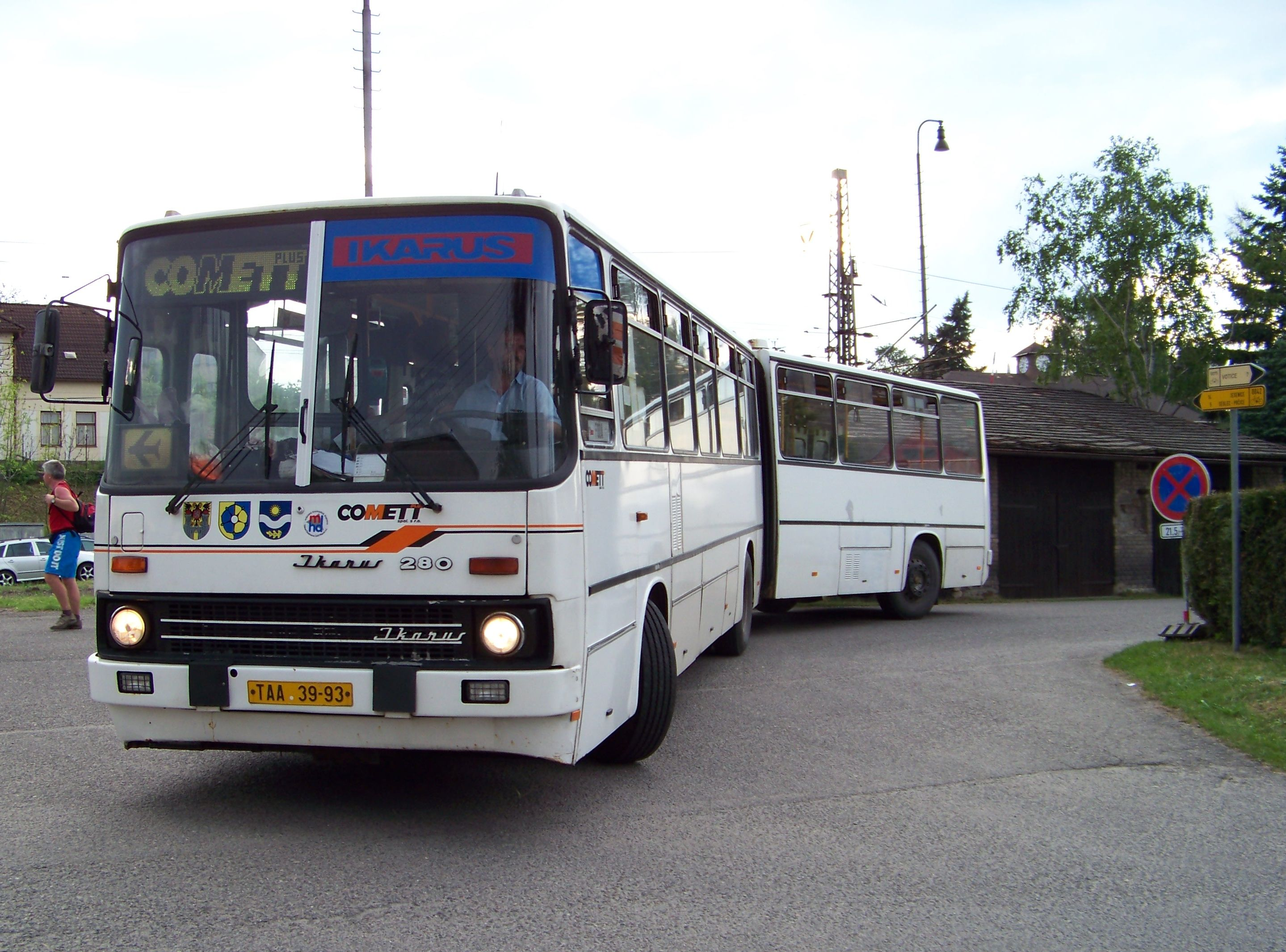
Az utolsó cseh 280-asok egyike Táborban
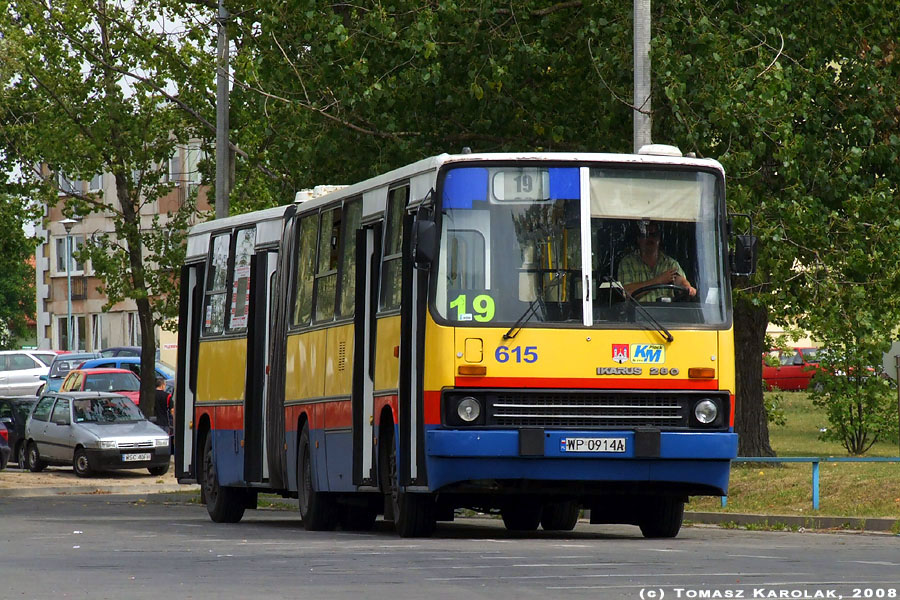
Płockban helyi járatként
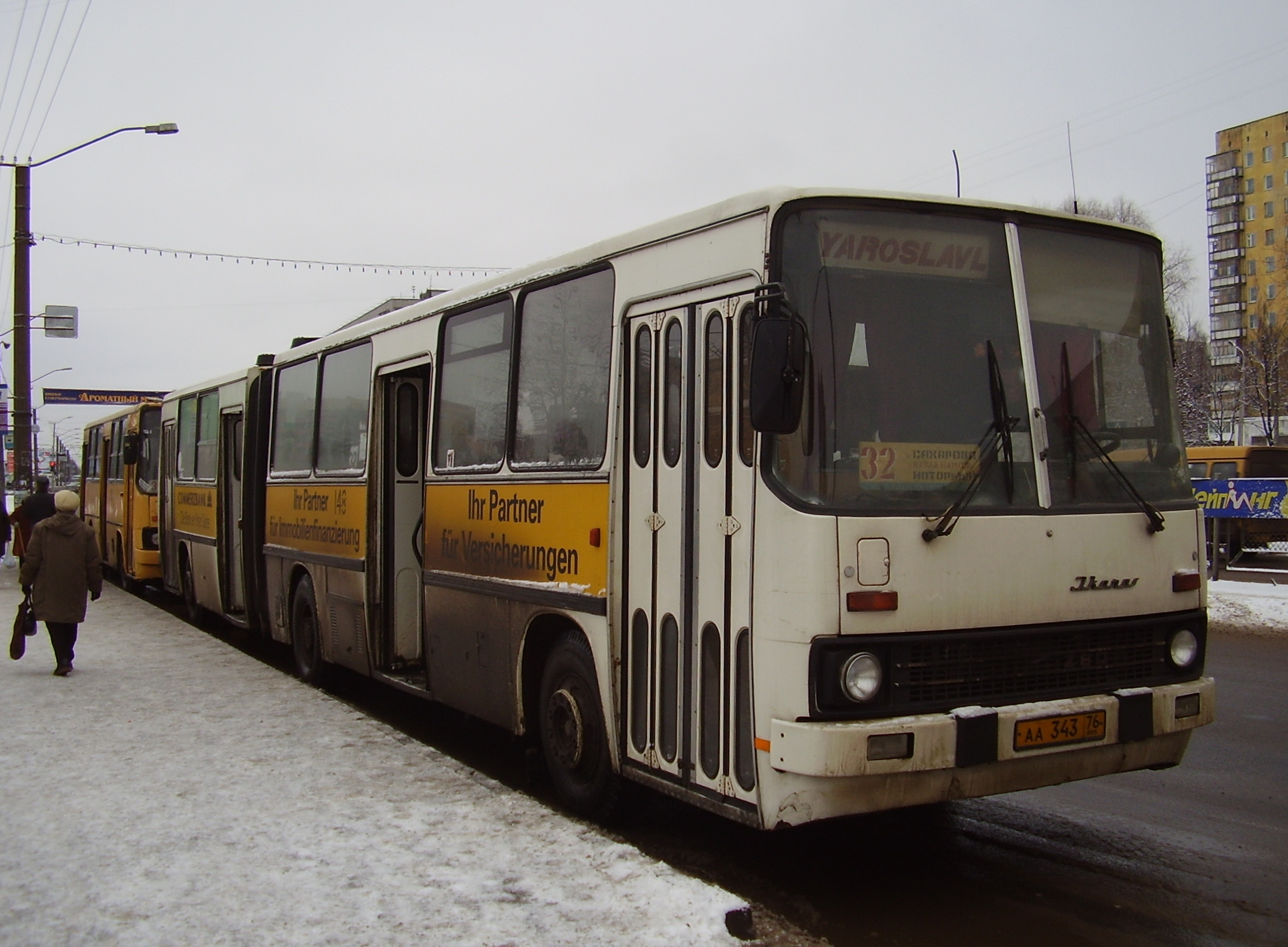
Helyi járat Jaroszlavlban
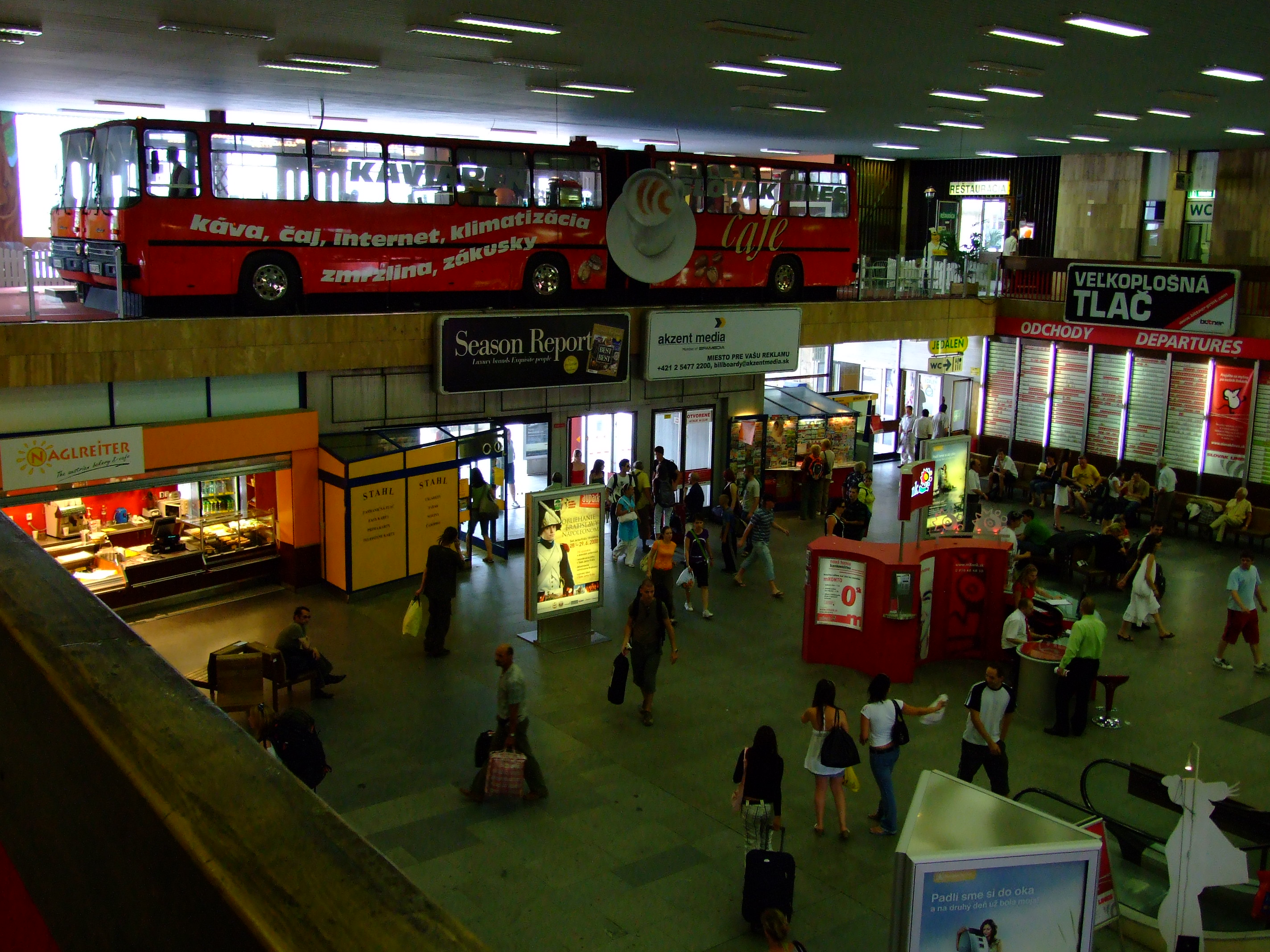
A pozsonyi autóbusz-állomás kávézója